# Storia del vino

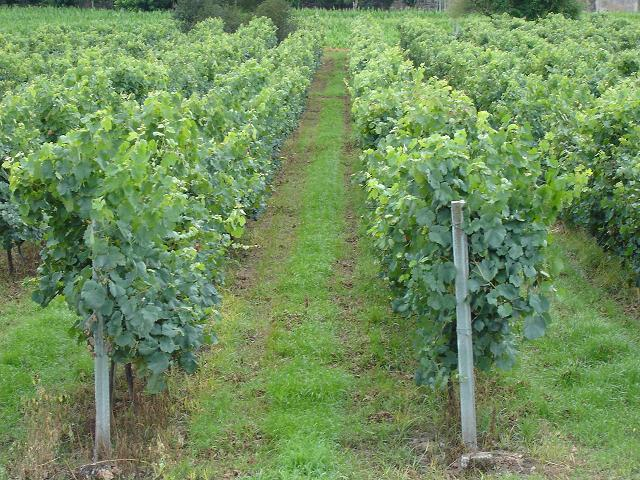
Vigneto a Minho in Portogallo

La storia del vino risale alla Preistoria; è così antica da confondersi con la stessa storia dell'umanità. Le prime testimonianze archeologiche registrate di presenza della Vitis vinifera sono state rinvenute in alcuni siti degli odierni territori della Cina (7.000 anni a.C. circa), della Georgia (8.000 a.C.), dell'Iran (5.000 a.C.), della Grecia (4.500 a.C.) oltre che in Sicilia (4.000 a.C. circa). La prova più antica della produzione di vino (la vinificazione) seriale è stata trovata in Armenia (4.100 a.C. circa) con la scoperta della più antica cantina per la conservazione esistente.
Il temporaneo stato alterato di coscienza riconducibile all'assunzione di vino (comunemente noto come ubriachezza) venne considerato in un ambito religioso fin dalle sue origini. Nell'Antica Grecia si adorò Dioniso e l'Antica Roma ne trasmise il culto tramite la figura di Bacco. Il consumo rituale di vino rimase parte integrante della pratica dell'ebraismo sin dai tempi biblici e, come parte della celebrazione eucaristica (il vino da messa) per commemorare il sacrificio di Gesù sulla croce, diventò ancora più essenziale per le origini del cristianesimo e la Chiesa nascente.

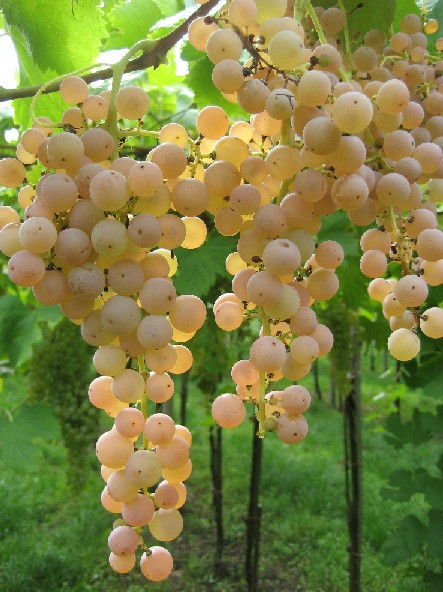
Uva bianca di Soave

Anche se - almeno nominalmente - l'Islam proibì la bevanda alcolica e conseguentemente anche la produzione e il consumo di vino, durante l'Epoca d'oro islamica studiosi di alchimia come Jabir ibn Hayyan ("Geber") risultarono essere dei veri e propri pionieri nel distillato di vino sia per scopi medicinali sia industriali, ad esempio nella creazione di profumi.
La produzione e il relativo consumo di vino incrementarono costantemente a partire dal XV secolo in poi, nell'ambito delle esplorazioni geografiche. Nonostante la devastante infezione dovuta alla Daktulosphaira vitifoliae nella seconda metà del XIX secolo la scienza e la moderna tecnologia hanno fatto adattare la viticoltura e la produzione industriale di vino praticamente in tutto il mondo.
Il vigneto e il vino sono stati una parte importante delle società fin dall'Antichità, intimamente associati alle loro economie e cultura popolare tradizionale. Il vino è sinonimo di festività, ubriachezza, convivialità; ha investito di sé il vasto campo dei valori simbolici ed è presente tutt'oggi nella maggior parte dei paesi. La sua esistenza è frutto di una lunga e ininterrotta tradizione.

## Dalla vite selvatica alla vigna coltivata
Il vigneto domestico e tutte le varietà di vitigno tradizionale provengono dalla vite selvatica Vitis vinifera subsp. sylvestris, che è un tipo di Vitis vinifera rampicante che cresceva ai bordi delle foreste e sulla destra e sinistra orografica delle vallate nelle rive dei fiumi fruttificando in canopia per parecchie decine di metri d'altezza. È ancor oggi molto diffusa nella regione tra il Mar Caspio e l'Oceano Atlantico nel continente europeo, in tutto il bacino del Mediterraneo tranne che in Nordafrica.
Questa vite selvatica era già presente durante il Quaternario (2,58 milioni di anni fa), ma si ritiene che con le diverse glaciazioni susseguitesi si possa essere rifugiata nella regione del Caucaso, ma forse anche altrove. In effetti secondo i dati disponibili della paletnologia durante la glaciazione Würm (125.000-11.430 anni fa) i principali rifugi europei furono la penisola iberica, la penisola italiana e la penisola balcanica.
Molto rapidamente alla fine dell'ultima glaciazione la vite selvatica riconquistò gran parte dell'Europa. I suoi grappoli divennero così disponibili ai suoi abitanti, gli ultimi cacciatori-raccoglitori, che li utilizzavano com'è stato dimostrato dai semi e dai resti carbonizzati presenti in vari siti archeologici.
La vigna selvatica è apparsa prima dell'Homo sapiens ed è ancora presente in territorio europeo, in special modo nei residui forestali alluvionali della valle del Reno.

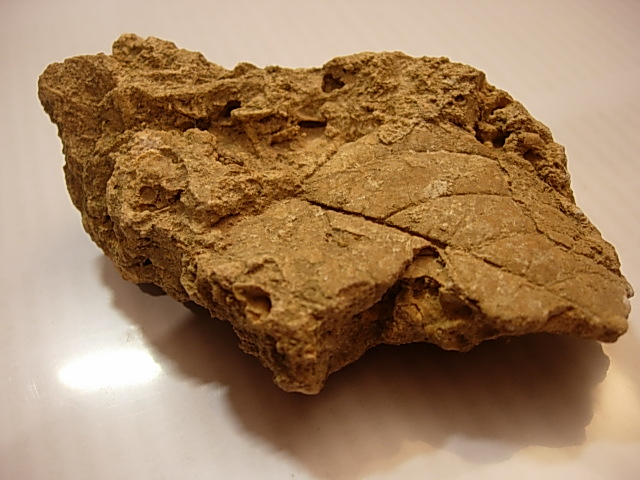
Fossile di foglia Vitis sezannensis

Nel corso del XIX secolo gli scavi nel travertino del comune di Sézanne hanno rivelato la presenza di fossili di un vitigno dell'era terziaria (il Paleocene (66-56 milioni di anni fa); fu denominato Vitis sezannensis. Questa varietà, scomparsa dalle regioni europee a causa della glaciazione Riss (370-330.000 anni fa), oggi sopravvive nel Sudest del continente americano, ma risulta del tutto inadatta alla vinificazione.
La vite che esistette nel dipartimento di Ardèche dopo la fine del terziario non può essere autoctona in quanto i depositi di foglie fossili di Bacillariophyceae sono stati rinvenuti in strati del Pliocene (5,33-2,58 milioni di anni fa) nei dintorni di Privas; essi povengono da una vite identificata col nominativo di Vitis previnifera Sap. Secondo lo studioso di ampelografia Louis Levadoux questo tipo di vite segna il passaggio tra le viti asiatiche e quella europea in grado di produrre vino.
La storia della vite si fonde con quella del bacino del Mediterraneo. Più di un milione di anni fa i vitigni erano già in crescita sotto forma silvestre selvatica; tali linee selvatiche hanno solo una somiglianza molto remota con le nostre moderne varietà di uva. L'analisi di 154 ceppi di "lambrusco spontaneo" hanno rilevato che le specie silvestri contengono una relativa forma sativa:
- un sinus petiolare della foglia da piuttosto aperta a molto aperta;
- una foglia piuttosto intera che va da 11 a 3 lobi;
- un numero significativo di corti incavi.

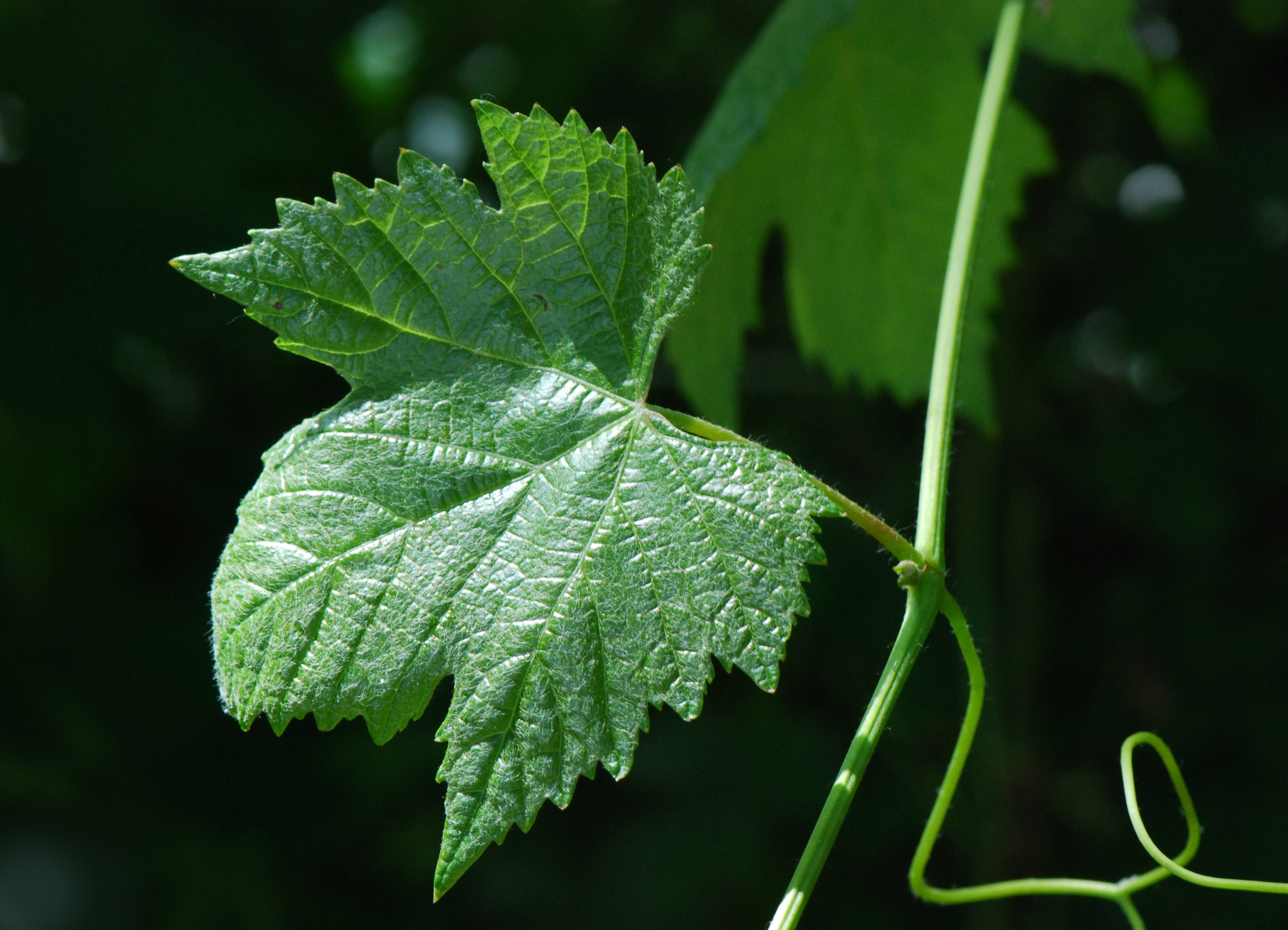
Foglia di Vitis vinifera subsp. sylvestris (detto anche "lambrusco selvatico") maschile con "sinus petiolare" aperto sulle rive di Charente
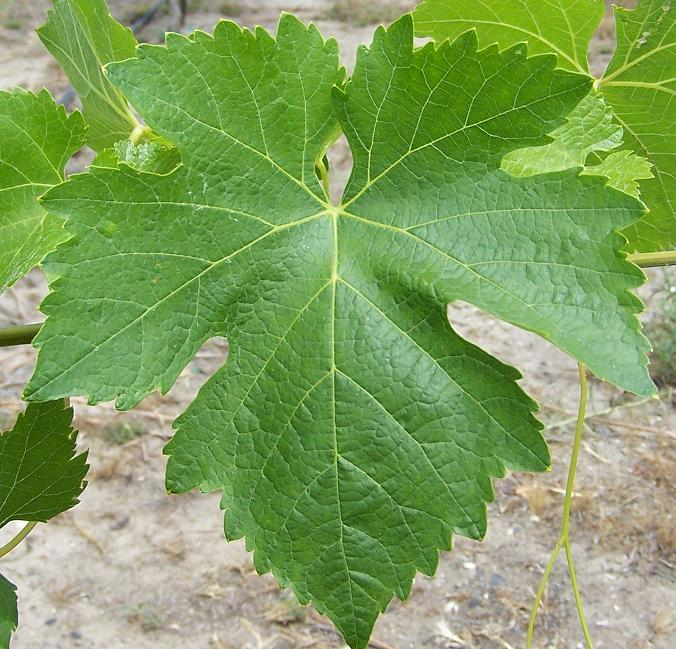
Foglia di Syrah con sinus petiolare abbastanza chiuso; trattato con metodo "a lira"
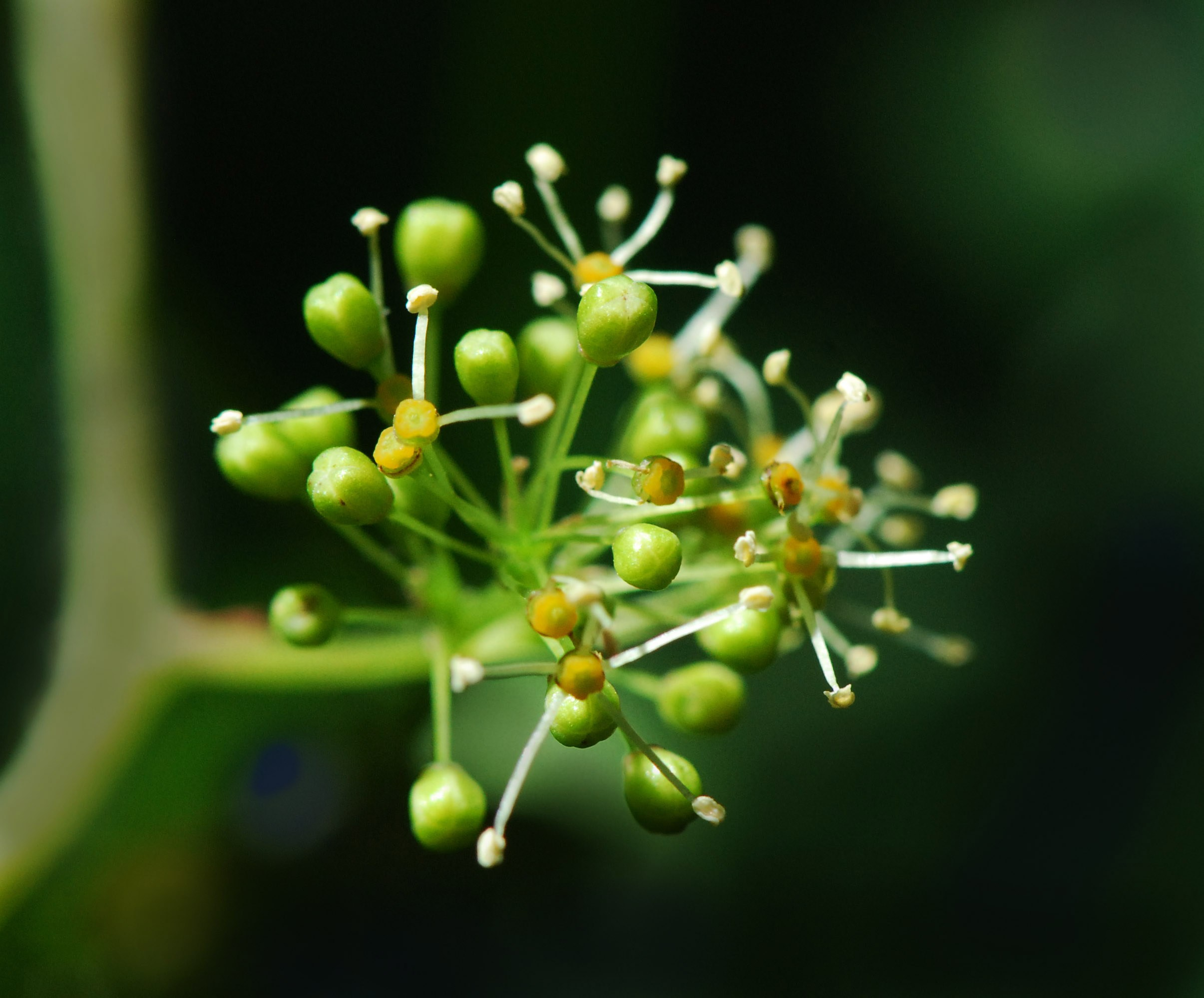
Infiorescenza maschile di "lambrusco selvatico" sulle rive di Charente
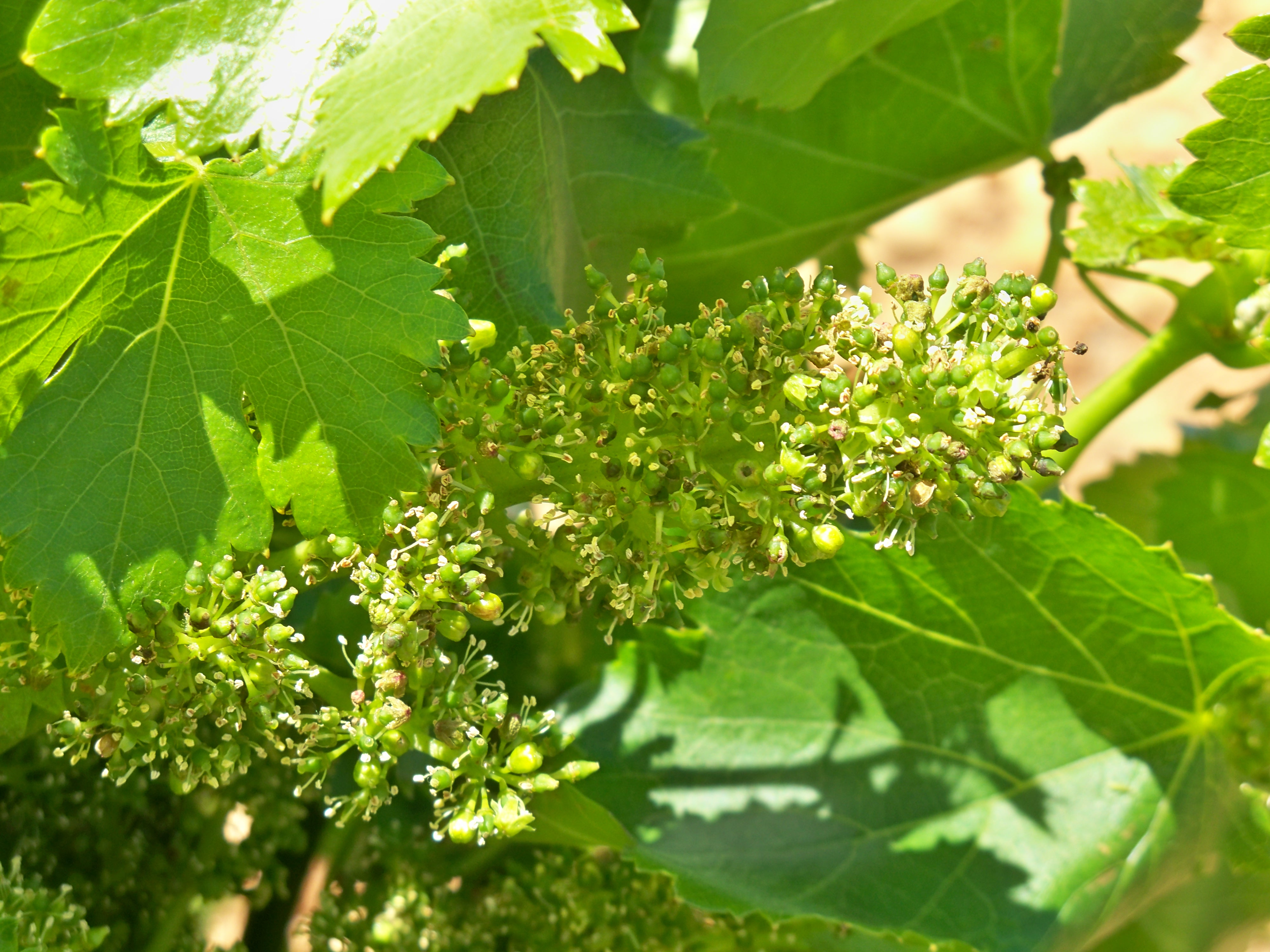
Infiorescenze di Racemo
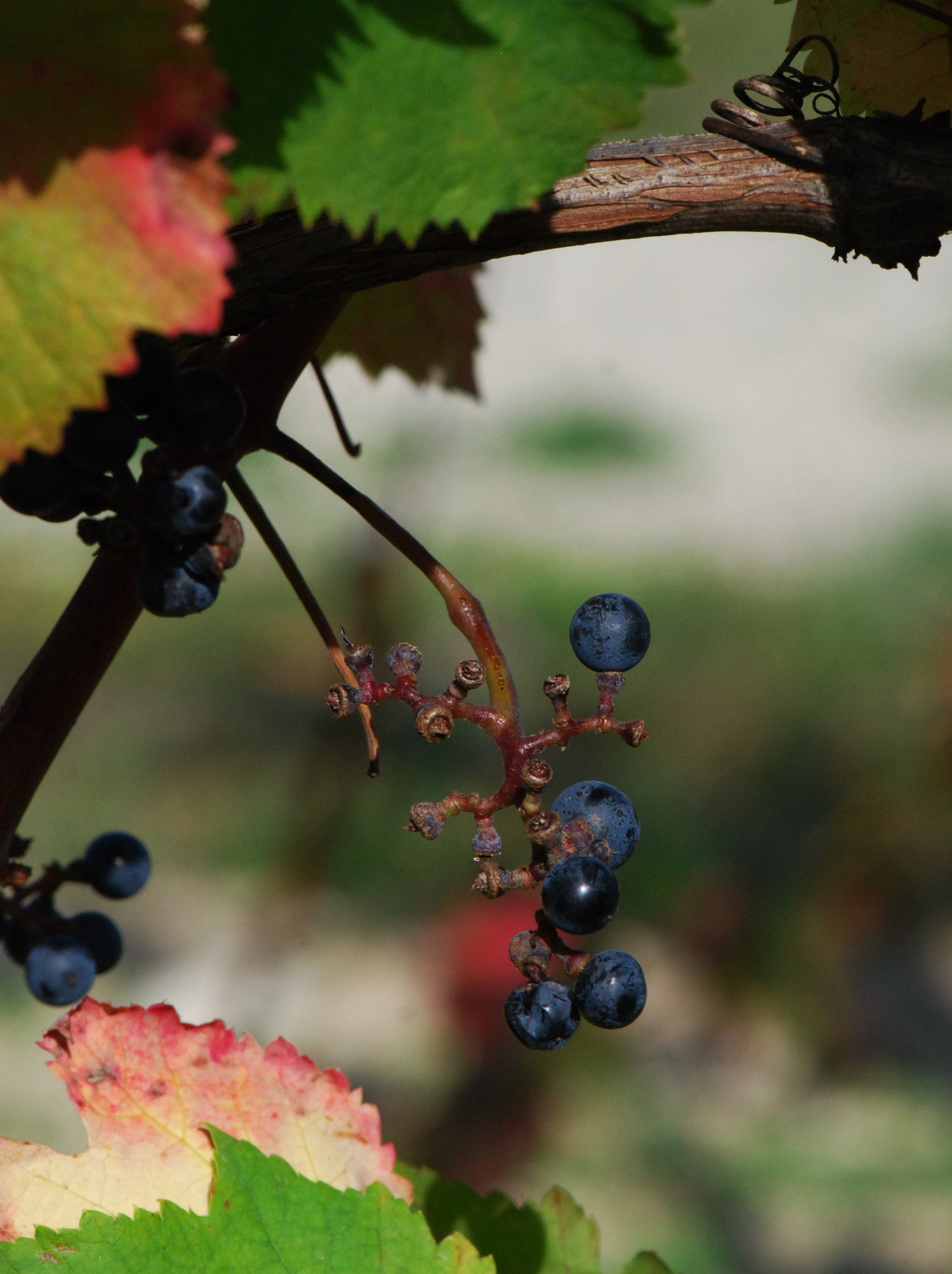
Piccoli frutti di un "lambrusco" femminile
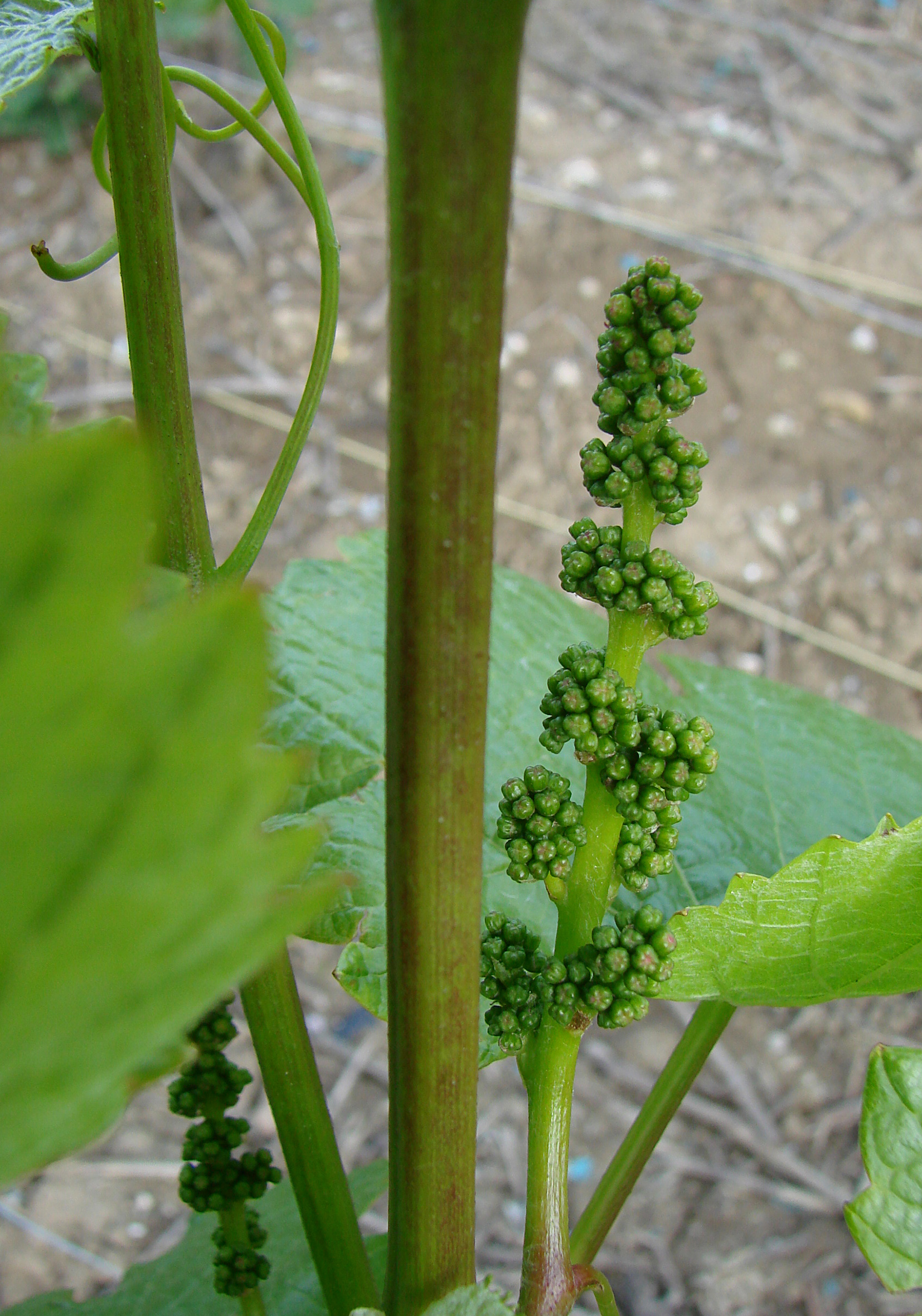
Giovane grappolo d'un vigneto coltivato

Le differenze di morfologia relative al fiore e al frutto sono anch'esse marcate, ma più difficili da osservare perché la loro presenza è effimera; oltre al fatto che le bacche nere della sua uva, presenti solo nelle specie femminili, sono più piccole. Questa vite risulta essere differente anche per altri punti:
- Bayer notò nel 1919 che i suoi fiori sono unisessuali (o maschili o femminili, una sottospecie chiamata Dioica), mentre la Vitis vinifera subsp. vinifera (all'origine della vera uva da coltivazione) possiede fiori bissesuati o solo funzionalmente femminili[25].
- Le specie maschili conferiscono al cluster genico floreale dimensioni che raggiungono talvolta i 20 cm, con infiorescenza il cui ginocomo (parte femminile) è atrofizzato ma la cui rete di stami è altresì ben sviluppata e produce polline fertile.
- Le specie femminili producono piccoli ramoscelli (al massimo di 10 cm) floreali con un ginocomo ben sviluppato, ma la cui rete riproduttiva è atrofizzata e arrotolata su sé stessa, producendo un polline sterile[26].
- I frutti sono più acidi e amari rispetto a quelli delle uve da vino.
- Ogni bacca contiene solitamente 3 semi o "pépin", a differenza dei 2 in un certo numero di cultivar.
- I semi sono sterili con uno strobilo corto, mentre sono a forma di pera con uno strobilo più lungo nelle uve coltivate.
- Il fogliame diventa rossiccio con l'approssimarsi dell'autunno.

L'analisi genetica condotta sui microsatelliti ha mostrato una chiara differenziazione tra le vigne coltivate e quelle selvatiche; ha permesso altresì di mettere in evidenza un'altra diversità intercorrente tra la specie selvatica originaria e quella continentale. L'analisi comparativa delle sottospeci silvestre (silvestris o sylvestris, le due ortografie sono ugualmente accettate) e sativa ha rivelato in alcune varietà di uve coltivate la compresenza di molte caratteristiche silvestri; queste includono il "Gros manseng", il Traminer aromatico e il "Piccolo Arvine".
Lo studio ha anche mostrato che le cultivar francesi sono più vicine ai lambruschi spontanei francesi rispetto alle viti straniere dell'Europa meridionale e dell'Europa centrale.

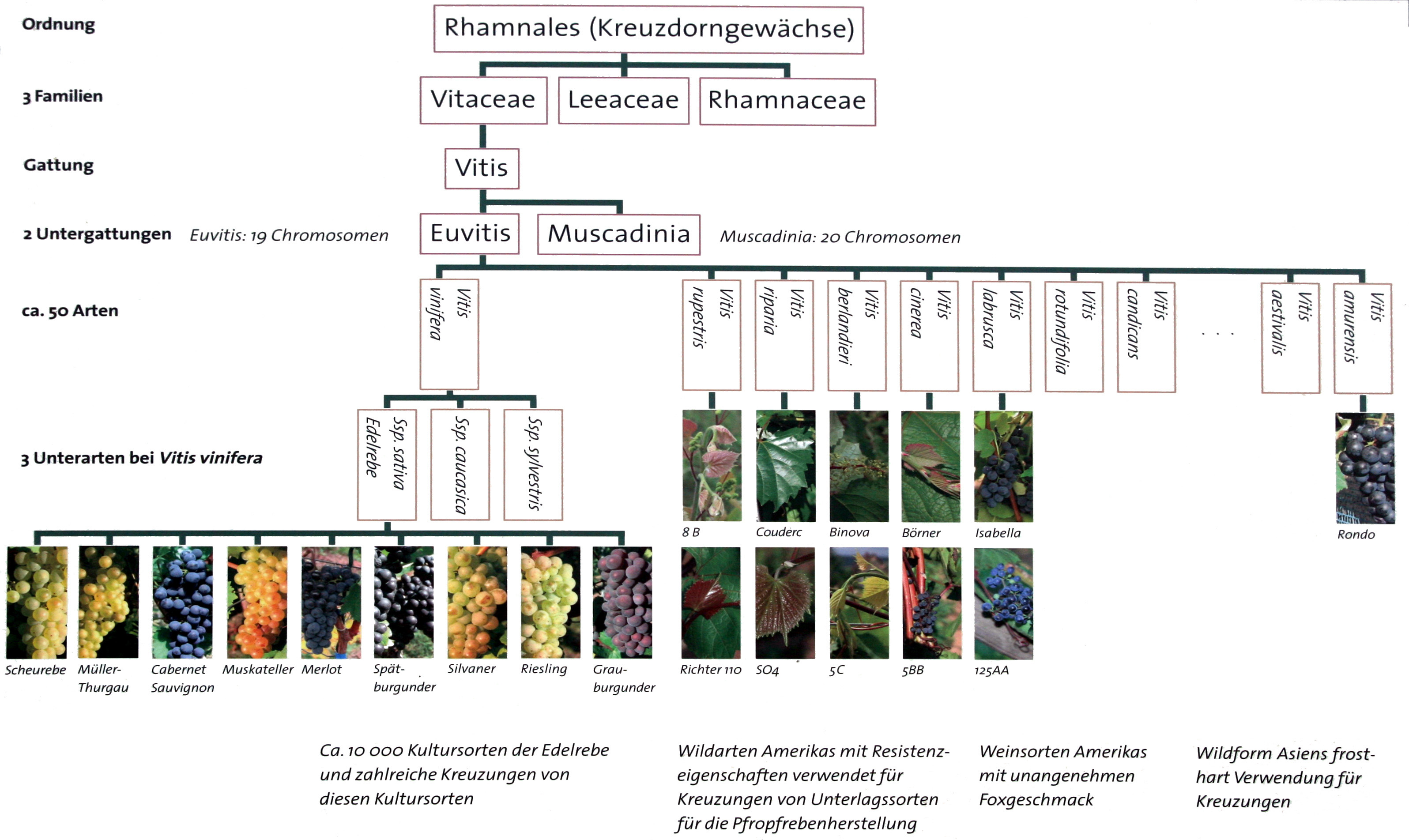
Albero genealogico della vite

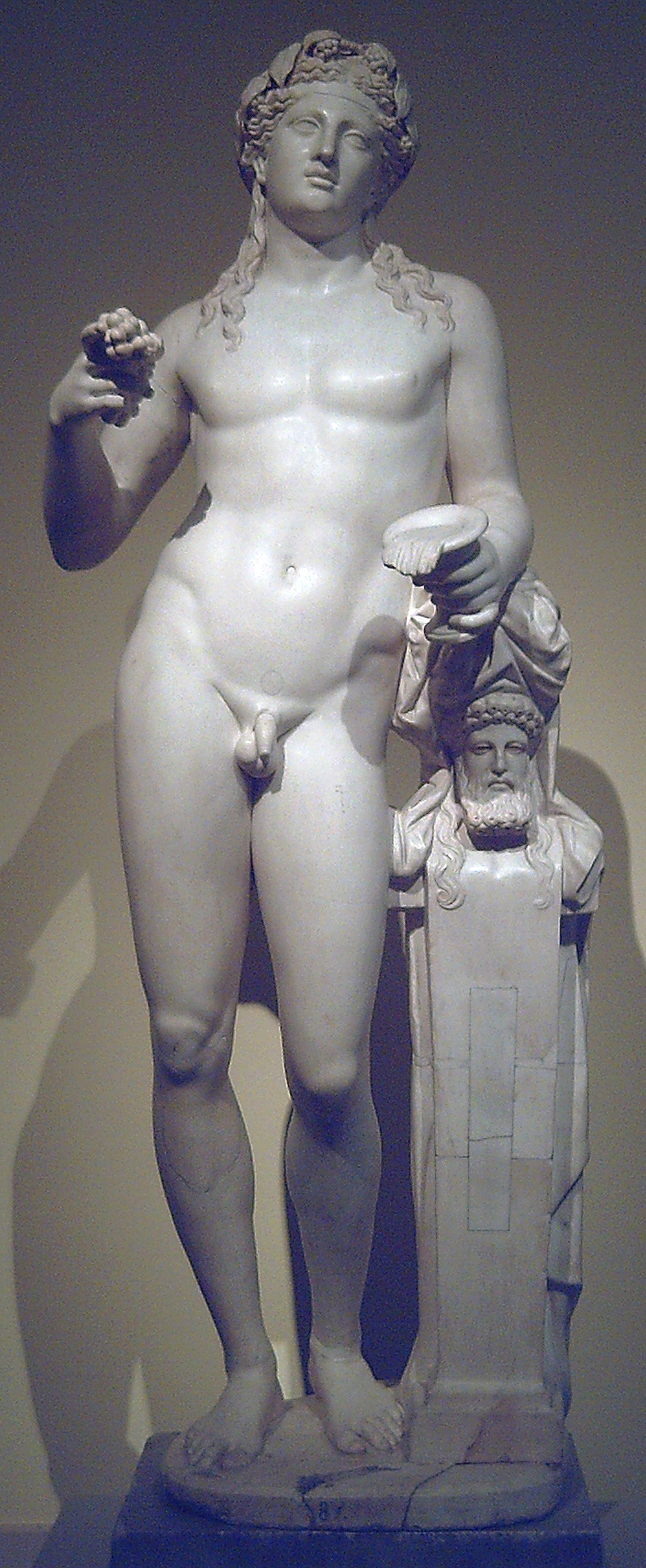
Dioniso-Bacco, il "dio del vino" della mitologia greca, colui che introdusse la viticoltura nell'Antica Grecia di ritorno dal suo viaggio compiuto in India. Una delle figure che accompagna più spesso il corteo dionisiaco è quella del Satiro (da cui tre il nome la satira) il quale indulge volentieri all'ubriachezza

| Quaternario (2,58 milioni di anni fa)             | La vite selvatica risulta essere presente nel continente europeo. |
| Era glaciale                                      | La vite si rifugia nei pressi della regione del Caucaso, ma forse anche altrove.                                                                                                   |
| Dopo la Glaciazione Würm (125 000-11 430 anni fa) | La vite selvatica riconquista gran parte dell'Europa, dal Mar Caspio fino alle coste dell'Oceano Atlantico; tutto il bacino del Mediterraneo con la sola eccezione del Nordafrica. |
| 8 000 anni a.C.                                   | Prime tracce di Vitis vinifera sylvetris: vigneti e vite selvatica in Georgia e nel territorio caucasico.                                                                          |
| 6 000 a.C.                                        | Apparizione della vite dal meridione caucasico alla Mesopotamia. |
| 3 000 a.C.                                        | La vite viene coltivata nell'Antico Egitto e in Fenicia. |
| 2 000 a.C.                                        | Apparizione nell'era arcaica dell'Antica Grecia |
| 1 000 a.C.                                        | La vite viene coltivata nella penisola italiana, in Sicilia e nell'Africa del Nord.                                                                                                |
| 1 000-500 a.C.                                    | Apparizione nella penisola iberica e nel Midi. |
| 500 a.C. - Medioevo                               | Impianti nell'Europa settentrionale sotto l'influenza dell'Impero romano, giungendo fino alle sponde dell'odierna Gran Bretagna.                                                   |

## Miti delle origini
Esistono innumerevoli miti di fondazione i quali narrano l'evento costitutivo della prima coltivazione della vite e la sua fermentazione. Si è stabilito che la parola in lingua greca antica οίνός, che diverrà "vinum" in lingua latina grazie all'intermediazione della lingua etrusca, appartiene alla famiglia delle lingue indoeuropee e risale alla radice "wVn"; sarà "inu" in lingua accadica, "wiyana" in lingua hittita, e wo(i)no in lingua micenea.
Le lingue semitiche l'avrebbero presa in prestito nella forma "*wain", da cui deriva "yin" in lingua ugaritica e "ynn" in lingua ebraica. L'origine ancestrale del termine è con tutta probabilità anatolico-caucasica; proprio là ove, sulle pendici del Monte Ararat, il testo della Bibbia pone il luogo in cui fu piantato il primo vitigno della storia. Innanzitutto il libro di Genesi 9:20 dunque, il quale menziona la produzione del vino dopo il Diluvio universale, quando Noè si presenta ubriaco di fronte ai figli.

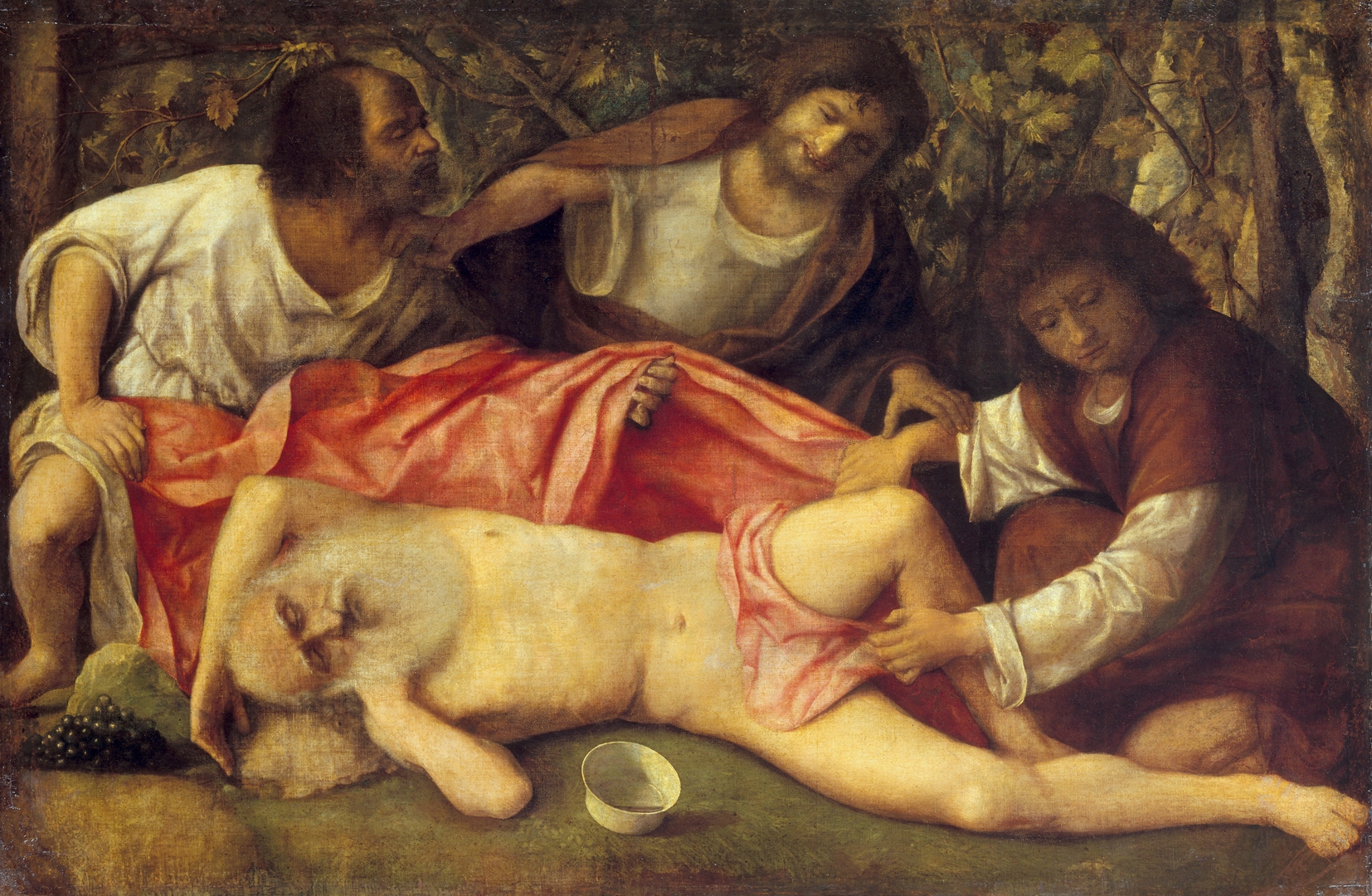
Ebbrezza di Noè (Giovanni Bellini) (1515); il cattivo figlio Cam (Bibbia) (sulla sinistra) invece di aiutare i fratelli a coprirlo rimane a guardare il padre scomposto e denudato

La memoria di quest'origine "al di là delle montagne" della viticoltura venne perpetuata anche dall'Epopea di Gilgamesh, un'antica opera poetica risalente ad almeno 4.000 anni fa. Nella versione akkadica, nel corso della sua spasmodica ricerca della "vita eterna" il re di Uruk incontra nella misteriosa terra di Dilmun un certo Siduri, l'"oste" che prepara la birra entro grandi vasche d'oro; la versione hittita della storia lo fa invece diventare invece "la donna del vino", colei che lo produce e lo vende per la mescita.
Gli archivi della Mesopotamia testimoniano che nel "paese tra i due fiumi" il vino fu sempre percepito come proveniente da un non meglio precisato "altrove", dalle zone montuose in direzione della terra armena o della regione siriaca. A Babilonia esso è chiamato "birra delle montagne" (šika šadî); il più antico testo mesopotamico inerente al vino è un'iscrizione del sovrano di Lagash Urukagina datata al 2.340 a.C. in cui si afferma d'essere stata costruita "una casa di riserva della birra di montagna conservata in giare".
Il vino costituì essenzialmente un bene di lusso riservato alle divinità e ai principi, ma poté costituire anche un premio come ad esempio accade nella storia babilonese del diluvio in cui Utnapistim lo regala agli operai che gli hanno permesso di costruire la grande imbarcazione che lo dovrà mettere in salvo dalle acque tracimanti. Il Codice di Hammurabi (XVIII secolo a.C.) prevede il supplizio del fuoco per quelle sacerdotesse che avessero aperto la porta d'ingresso alle riserve di vino del tempio.

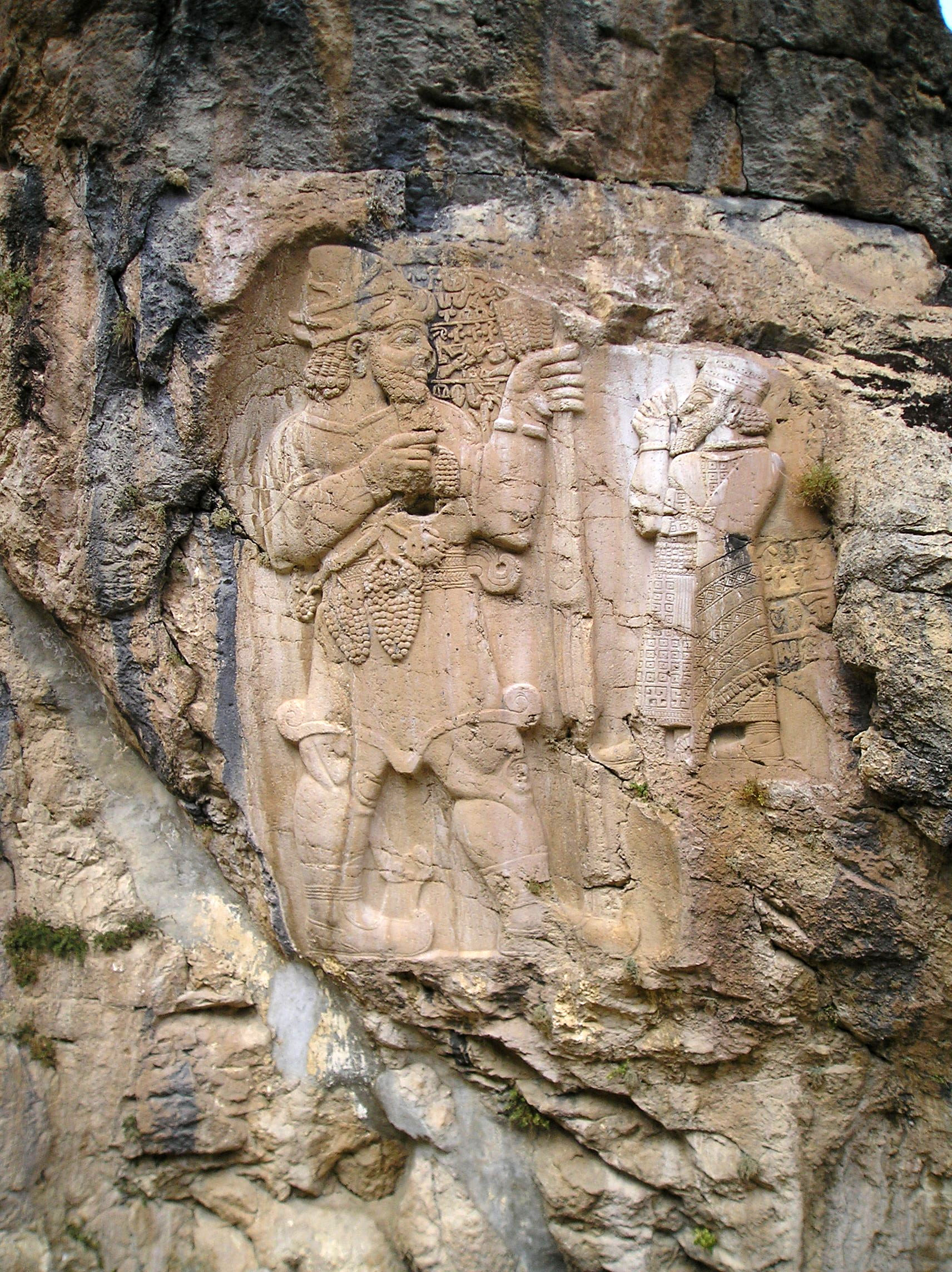
Il re hittita Warpalawa raffigurato mentre offre un grappolo d'uva alla divinità Tarhunzas. Bassorilievo di una roccia davanti al fiume İvriz Çayı nell'odierna Turchia (X-VIII secolo a.C.)

Tra gli Hittiti la vite, simbolo di vitalità e fecondità, fu associata ai rituali di fondazione dei nuovi edifici, alla purificazione delle città o delle abitazioni dopo il funerale e la libagione. Nella mitologia hittita il vino è presente nel Ciclo di Kumarbi ove si descrive Ullikummi mentre beve "vino dolce" e Astarte che cerca di scoraggiare Baal dal recarsi nella casa di Asherah per bere vino.
La viticoltura Hittita ci è nota grazie alle tavolette rinvenute a Hattusha; designata con il termine "wiyana" in hittita e geštin in lingua sumera, il vino può essere rosso (sa geštin), bianco (kù.babbar geštin), di qualità (dug.ga geštin), mielato (làl geštin), novello (gibil) o infine di basso prezzo (geštin emsa).
Il termine geštin, che significa letteralmente "albero del vino" indica chiaramente che i mesopotamici conobbero il prodotto fin dai tempi arcaici attraverso il commercio e, forse, solamente in seguito la vite. La parola indica egualmente anche l'"albero della vita" (la pianta che dona lo spirito vitale), prefigurante in tal maniera la corrispondenza duale vino-vita la quale si ritroverà nel corso della storia prima nei culti dei misteri dionisiaci e poi nella religione cristiana.
Nella civiltà hittita il vino venne generalmente consumato mescolato con l'acqua, a volte con l'aggiunta di miele o olio di oliva. L'associazione del moto KAŠ.GEŠTIN, letteralmente "birra-vino", potrebbe anche indicare l'uso del vino quale base di fermentazione per quei prodotti elaborati a partire dai cereali, dall'olio, dalla frutta e dalle spezie.
La legislazione punì i danni causati ai vigneti ordinando l'arresto dei colpevoli e un'indennizzazione in caso d'incendio. Sembra infine che la produzione locale risultasse essere del tutto insufficiente, di modo che il regno avrebbe dovuto ricorrere molto spesso alle forniture provenienti dalla Cilicia, da Karkemish e da Ugarit.
Nel testo sacro di origine iranica Avestā la narrazione della mitologia persiana racconta la vicenda dello Shah Jamshid il quale uccide un serpente che ha attaccato un uccello magico; l'animale salvato lo ringraziò lasciandogli come dono un piccolo seme che diede origine alla vite.
I grappoli e gli acini d'uva vennero raccolti in grandi vasi, ma la successiva fermentazione del mosto gli fece assumere uno strano odore; supponendo allora che si trattasse di una sostanza altamente tossica venne designato come veleno e riposto nei sotterranei delle cantine. Una delle donne del suo harem, trascurata e infine bandita, venne indotta a contemplare - scorata - l'ipotesi del suicidio (in un'altra versione è un servo del palazzo sofferente di una grave malattia).
Ella, recandosi di nascosto nei magazzini reali, cercò una giara contrassegnata dalla dicitura "veleno" e contenente proprio i resti di quelle uve che si erano rovinate e che pertanto venivano ritenute non più commestibili. Dopo averne bevuto il contenuto si sentì alquanto risollevare lo spirito. La deliziosa bevanda rispristinò la sua allegria (o in alternativa guarì il servitore).
Fece immediatamente partecipe della sua scoperta il re il quale, dopo aver ricevuto la segnalazione dell'esistenza di questo nettare-di-vino, innamorarsi talmente della nuova bevanda non solo riammise la giovane concubina al proprio cospetto rinnovandole i propri favori, ma decretò anche che tutte le uve cresciute a Persepoli avrebbero dovuto essere destinate da quel momento in poi esclusivamente alla vinificazione. In riferimento a questa leggenda il vino in Iran viene ancora oggi chiamato "Zeher-i-khos", cioè "il veleno gradevole".

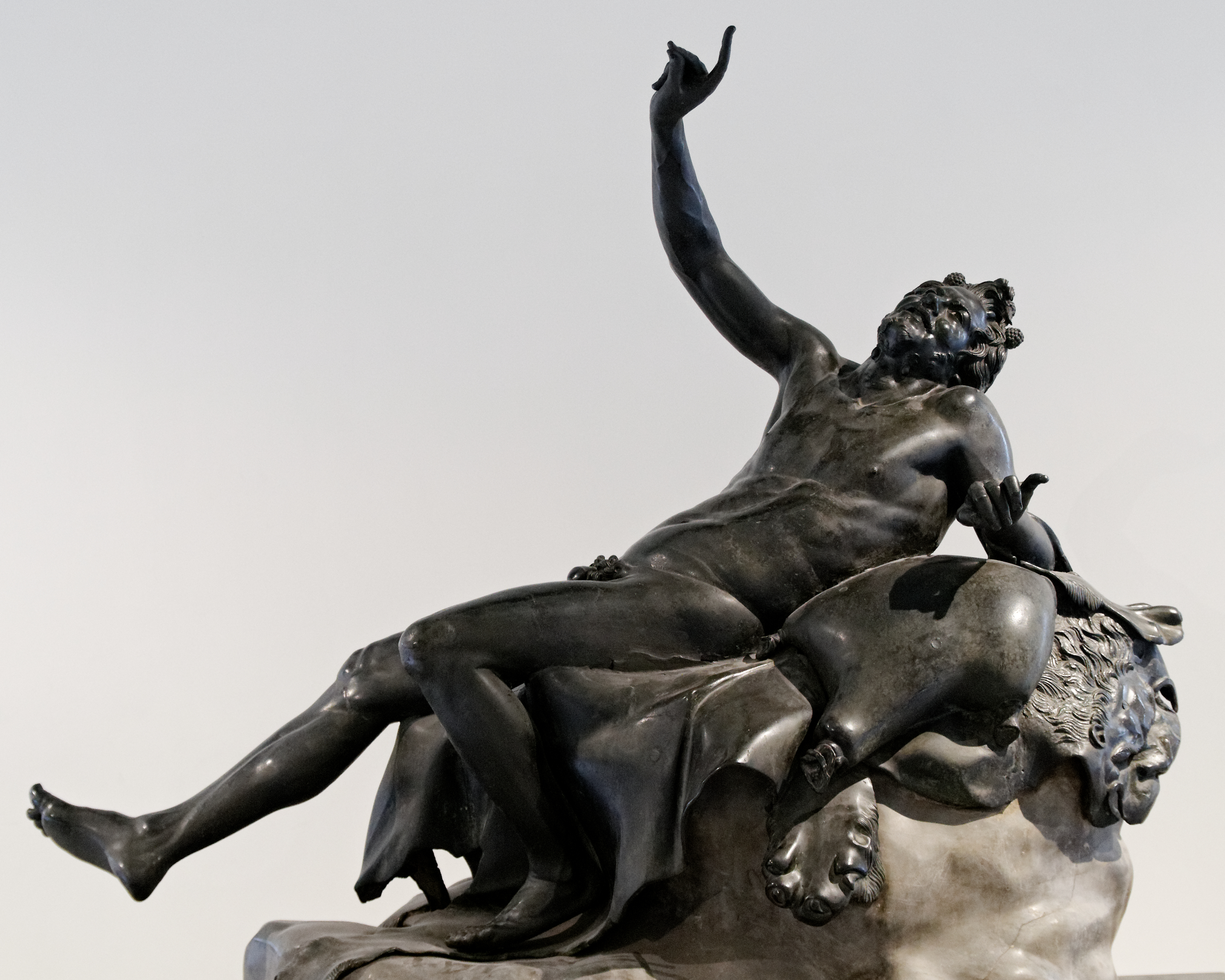
Un Satiro ubriaco

La Mitologia greca ha posto l'infanzia del dio Dioniso e la sua scoperta della viticoltura nella propria narrazione di eventi mitici, ubicandola variamente sul Monte Nisa in Elicona; egli insegnò poi la pratica ai popoli dell'Anatolia centrale. A causa di questo fatto venne ricompensato assumendo il ruolo di "dio del vino". Un altro mito narra invece che il dio al ritorno dal suo viaggio in India avesse appreso e insegnato agli uomini come produrre il vino.

## Preistoria
Le origini del vino precedettero la storia della scrittura e l'archeologia contemporanea è ancora incerta sui dettagli della coltivazione iniziale della vite selvatica. Si è ipotizzato che gli uomini primitivi raccogliessero i grappoli spontanei e, venendo a piacere il loro sapore zuccherino, ne iniziassero abitualmente la raccolta stagionale.
Dopo pochi giorni dalla raccolta inizia il processo di fermentazione alcolica, per cui il succo sul fondo di un qualsiasi contenitore incomincia a produrre vino a basso contenuto di alcoli. Secondo questa teoria le cose cominciarono a mutare attorno al 10-8.000 a.C. con la transizione da uno stile di vita preminentemente riconducibile al nomadismo ad una forma di "sedentarismo", che produsse la nascita dell'agricoltura e la domesticazione del vino con coltivazione mirata dei vigneti.
La produzione di bevande sottoposte a fermentazione alcolica risale con tutta probabilità al Mesolitico (10.000 a.C.), quando non addirittura al Paleolitico superiore (40.000 anni fa); tra queste l'idromele venne ottenuto molto facilmente e la sua produzione risulterebbe essere anteriore a quella del vino. Succhi di frutta varia, comprese le uve, sono suscettibili di fermentazione spontanea a differenza per esempio della birra primitiva preparata con cereali selvatici il cui amido fu prodotto via Amilasi portandolo al punto di cottura ed in seguito aggiunto a Malto.
Allo stesso modo anche la vinificazione precedette la coltivazione, utilizzando il succo d'uva raccolto dalle viti selvatiche, piante rampicanti presenti in natura, particolarmente nelle foreste caucasiche. L'origine di una varietà moderna di uva orientale è oggi conosciuta come "Proles orientalis".
Viene generalmente accettato il fatto che la vinificazione esistette per diversi millenni prima della domesticazione della coltura; ciò avrebbe quindi consentito all'uomo neolitico di degustare il vino. Se i resti archeologici di semi di vite selvatica sono attestati a 11.000 anni fa, si fa risalire l'uso dell'uva e di altri cibi e frutti fermentabili come il biancospino, il miele e il riso a bevande a circa il 7.000 a.C. in Cina nel villaggio neolitico di Jiahu.
Le uve selvatiche crebbero in tutta la regione del Caucaso, dall'Armenia alla Georgia all'Azerbaigian, fino al Levante settentrionale, la zona costiera Sudorientale dell'Anatolia e il Nord della Persia. La fermentazione dei ceppi di questa primordiale "Vitis vinifera subsp. sylvestris" (l'antenata dell'uva moderna, la Vitis vinifera) sarebbe diventata più facile a seguito dello sviluppo della ceramica (vedi Cultura della ceramica lineare, 5.500-4.500 a.C.) successivo al periodo della Rivoluzione neolitica (11.000 a.C. circa).
Non esiste altresì un sito mesolitico tra quelli conosciuti (dal 10.000 al 6.000 a.C. nell'Europa Occidentale) che mostri uno sfruttamento intensivo della vite selvatica o il passaggio dalla raccolta alla domesticazione della stessa nel corso di questo periodo
I più antichi resti archeologici noti di sfruttamento più intensivo provengono dalla regione sub-caucasica la quale è stata considerata fin dal XIX secolo come la patria europea della vite domestica. I risultati che mostrano la più antica produzione vinicola sono i risultati di analisi chimiche effettuate sui depositi rinvenuti all'interno di vasi nel sito di "Hajji Firuz Tepe" in Azerbaigian Occidentale a Nordovest dei Monti Zagros.
Le analisi realizzate dal chimico e archeologo statunitense Patrick Mc Govern indicano un deposito di Bitartrato di potassio e la presenza resinosa proveniente dalla pece utilizzata per sigillare le giare (databili al 5.500-5.000 a.C.). Risultati del tutto simili sono stati ottenuti nei siti della cultura Shulaveri-Shomu (Shulaveris-Gora nell'odierna Georgia) datati anch'essi al VI millennio.
L'archeologo André Tchernia, specialista di vini in relazione all'Antichità in una sua relazione al riguardo scrive: "i resti di un residuo giallognolo depositatosi sulla parete di un vaso neolitico vecchio di 7000 anni (5.400-5.000 a.C.), trovato a Hajji Firuz Tepe in Iran, si sarebbe rivelato essere una miscela di acido tartarico e resina. Questo risultato comporta la più antica presenza del vino e del processo di vinificazione".

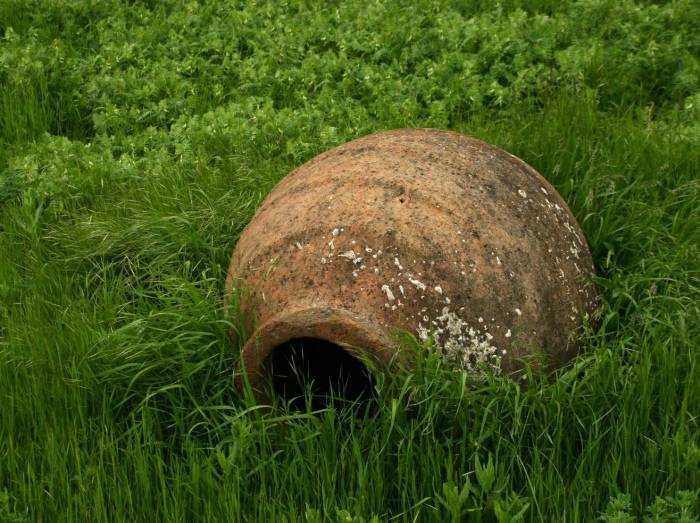
Vaso antico utilizzato per contenere il vino; è un Kwevri della Georgia

I primi riscontri e prove sostanziali, tuttavia, si fanno risalire a diversi millenni dopo. Vasi iranici contenevano una forma di Retsina e utilizzavano la resina vegetale derivante dalla Pistacia terebinthus per sigillare il vino e così conservarlo ad uno stato ideale; ciò costituisce a tutt'oggi la più antica evidenza della produzione vinicola.
La viticoltura si è in seguito diffusa in altri siti della Grande Persia e della Macedonia all'incirca nel 4.500 a.C. Il sito greco risulta essere di notevole importanza per il rinvenimento dei resti delle uve sottoposte a macerazione.

Siti archeologici del Neolitico, del Calcolitico e dell'età del bronzo in cui sono state rinvenute le prime prove documentate di viticoltura e olivicoltura

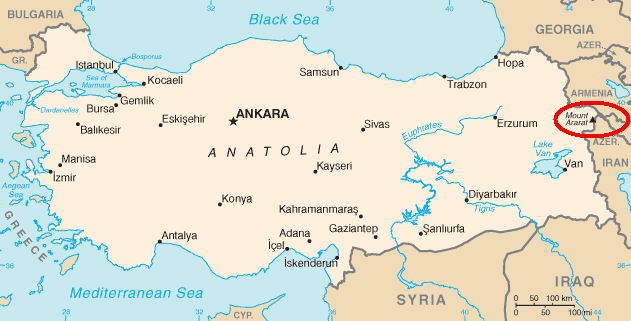
Localizzazione dell'Ararat nell'estremo Est della Turchia

### Leggenda biblica confermata nel Caucaso?
Sulla base delle più recenti scoperte archeologiche autori come Alexis Lichine hanno definito l'Armenia come la "patria dell'uva", mentre Hugh Johnson non manca di sottolineare che questo luogo d'origine della vite venne coltivato insieme alla regione del Monte Ararat (al confine tra Turchia orientale e Armenia); secondo la leggenda biblica proprio qui vennero piantate le prime viti dal patriarca Noè al termine del Diluvio universale.

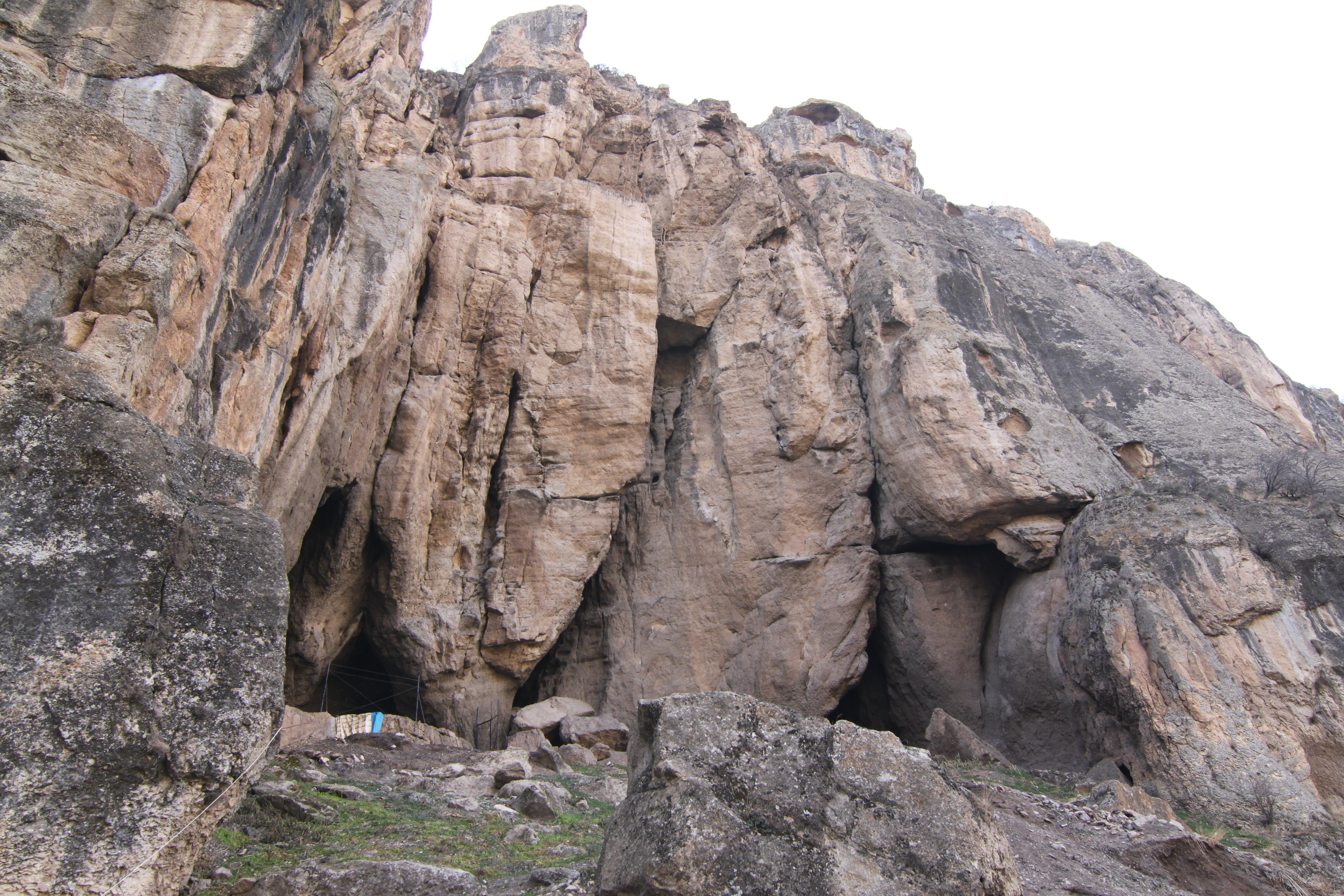
Ingresso alla grotta Areni-1 nell'Armenia meridionale vicino alla cittadina di Areni. Il sito è la sede della più antica cantina del mondo conosciuta; al suo interno è stato inoltre trovato il primo esempio di calzatura

Nel 2007 un team di 27 archeologi irlandesi, statunitensi e armeni hanno scoperto un sito vicino al fiume Arpa nei pressi di Areni (villaggio a tutt'oggi rinomato per la sua produzione vinicola), nella zona montana a Sudest. All'interno di una grotta suddivisa in 3 locali è stato rinvenuto un cranio che portava tracce di cannibalismo, così come dei vasi pieni di semi d'uva; si sono permessi di supporre che possa risalire a più di 6.000 anni fa e, se così fosse, si tratterebbe del più antico sito in cui abbia avuto luogo un'operazione di vinificazione.

Provincia di Vayots Dzor nel Sud dell'Armenia

Questa scoperta di semi d'uva nella provincia meridionale di Vayots Dzor ha spinto la National Geographic Society a finanziare una nuova campagna nel 2010. Gli scavi effettuati sul sito Areni-1 hanno rivelato l'esistenza di una vera e propria cantina, un comprensorio di vinificazione ampio 700 m² e risalente al tardo Neolitico o tutt'al più al primo Calcolitico o età del rame). Il team internazionale ha recuperato tracce e identificato attrezzature.
L'ingresso della grotta-1 può essere considerata la più antica Casa vinicola della storia; conteneva una pressa per l'uva, un serbatoio di argilla adibito alla fermentazione alloggiato in uno dei locali interni; poi vasi, tazze e recipienti di varie forme e dimensioni. Gli archeologi vi hanno rinvenuto anche i semi della Vitis. Commentando l'importanza della scoperta lo studioso McGovern ha dichiarato: "il fatto che la vinificazione fosse già così ben sviluppata nel 4000 a.C. suggerisce che la tecnologia del vigneto probabilmente risale a molto prima".

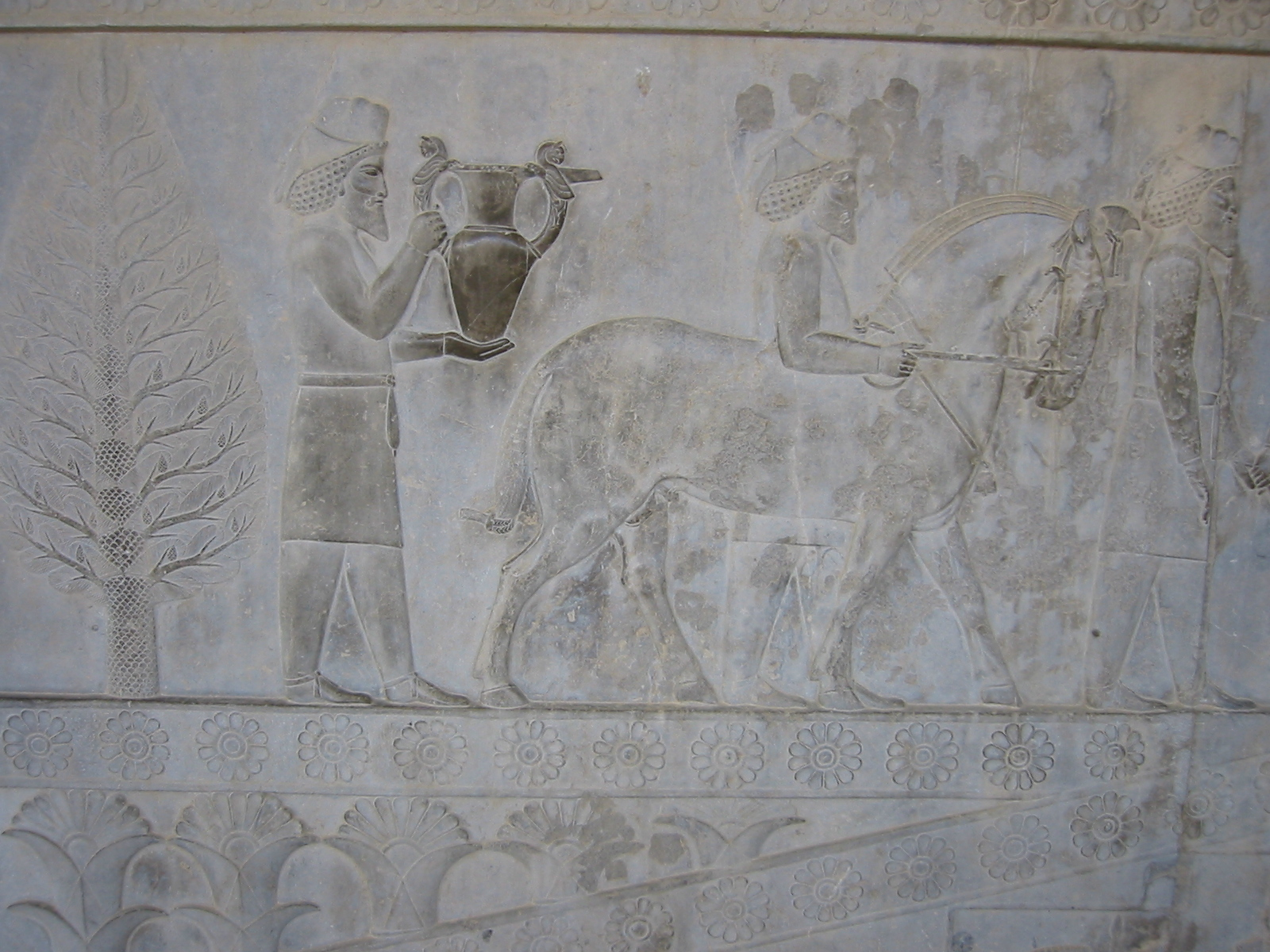
Il bassorilievo di Apadana che mostra i doni offerti al Re dei Re, vino e cavalli, per cui la provincia armena - una delle satrapie dell'impero persiano - era famosa

I semi di Vitis della grotta armena sono quelli a tutt'oggi utilizzati per fare il vino e precedono di oltre 900 anni il primo vino comparabile conosciuto, quello cioè ritrovato all'interno delle tombe dell'Antico Egitto. La CNN ha fatto notare: "dimentichiamoci della Francia, risulterebbe invece che il luogo natale del vino sembra essere stato una grotta armena".
James Owen del "National Geographic News" cita l'archeologo Gregory Areshian dell'Università della California di Los Angeles: ""il sito ci fornisce una nuova visione della prima fase dell'orticoltura vinicola, di come sono nati i primi vigneti e il loro successivo sviluppo".
Areshian, co-direttore dello scavo e assistente presso il "Cotsen Institute of Archaeology" dell'Università della California, Los Angeles ha dichiarato nel 2011: ""si tratta del più antico caso dimostrato della produzione seriale dedicata al vino, il che amplia gli orizzonti di questo importante sviluppo di migliaia di anni"". Il vino trovato in territorio armeno è considerato difatti vecchio di almeno 6.100 anni.; egli inoltre ritiene che questo sia l'esempio più completo della produzione di vino nella Preistoria.
Ulteriori presse e recipienti sono stati identificati grazie ai residui di semi, grappoli, tralci rinsecchiti e cocci di ceramica, una tazza a forma di corno e una grande ciotola cilindrica siimle a una botte. La pressa è un bacino d'argilla di 1 m2 e profondo 15 cm, con un condotto per permettere che il succo d'uva andasse a versare nel serbatoio di fermentazione; quest'ultimo, profondo 60 cm, può arrivare a contenere fino a 52-54 litri.
La grotta si trova in una profonda gola. Questi primi vignaioli dell'umanità potrebbero essere i predecessori dei popoli della Cultura Kura-Araxes, un'antica civiltà caucasica. Il sito è inoltre circondato da decine di tombe, il che suggerisce l'ipotesi che il vino avrebbe potuto svolgere anche un ruolo cerimoniale; è stata avanzata l'ipotesi che questa popolazione forse non avrebbe dovuto bere il vino solamente durante le cerimonie di sepoltura, ma altresì anche nella vita quotidiana. Finora però non è stata dimostrata alcuna traccia di consumo al di fuori di questo spazio sacrale.

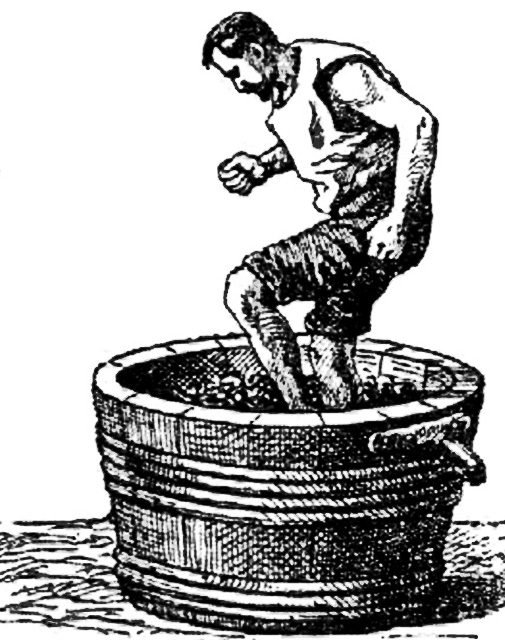
Pigiatura dell'uva con i piedi

D'altra parte risulta essere evidente per gli esperti di paleobotanica che i semi sono del tipo "sativa", una varietà che ancora ai nostri giorni produce i vini migliori. La vite originariamente selvatica venne quindi addomesticata, passando così dall'età della semplice uva alla produzione seriale di vino. "Ovviamente le uve furono inizialmente schiacciate con i piedi, come si è continuato a fare ancora per molti millenni in tutte le regioni produttive" ha precisato Areshian.
Inoltre "la presenza sul sito di malvidina, il pigmento che dona il suo colore rossastro al vino, è un'altra indicazione a conferma che queste installazioni sono state usate per la vinificazione", hanno sottolineato gli archeologi. Ciò dimostra che la vite era già stata addomesticata sei millenni fa. I più antichi resti comparabili a quelli scoperti in Armenia furono identificati alla fine degli anni 1980 in Egitto, all'interno della tomba del faraone Hedj Hor e datati a quasi 5.100 anni fa.
"Strutture del tutto simili a quelle recentemente scoperte in Armenia e utilizzate per la pressatura delle uve sono state utilizzate fino al XIX secolo in tutto il bacino del Mediterraneo e nel Caucaso", ha dichiarato Areshian. Le analisi effettuate col metodo del carbonio-14 hanno potuto confermare la datazione. E un nuovo metodo scientifico è stato utilizzato per determinare con precisione che questo vino risale almeno a 4.100 anni prima dell'era volgare.
Questa apparizione del primo vino sull'altopiano armeno e in Transcaucasia è stato rafforzato anche dalla scoperta di semi d'uva in strati del IV e III millennio a.C. sia nella Georgia sia nella pianura di Harpout. Allo stesso tempo, ulteriori scavi in Armenia hanno rivelato la presenza di grandi riserve di vitigni presso le case, con la scoperta di grandi vasi con tracce di fermentazione e residui di fecce. Nelle vicinanze, un'area pavimentata serviva da bastione.
Altre tracce di ampie aree coltivate a vite sono state trovate sui fianchi del Caucaso georgiano. Come già accennato è nel villaggio preistorico di "Shulaveris Gora" che cono state rinvenute le vestigia della vite e del vino, datato a 5.600-5.000 anni prima della nostra epoca. Inoltre, la maggioranza dei linguisti crede che l'etimologia della parola "vino" derivi propriamente dalla parola in lingua georgiana che definisce il vino: "gvino" (ღვინო).
Laurent Bouby constata: "la prima domesticazione della vite sarebbe avvenuta nella zona transcaucasica dove si osserva la più grande diversità genetica. In assenza di antenati selvatici noti a livello locale si presume che il tipo di seme coltivato, individuato nei livelli del IV e del III mezzo millennio nelle zone egizie e israeliane del Vicino Oriente, si sarebbe impiantato grazie al contributo dato dalla vite addomesticata altrove, quindi in precedenza. L'assunto classico è che la viticoltura e il vitigno si sono diffusi a partire dal Sud-est asiatico in direzione Ovest fino a toccare il Bacino del Mediterraneo e poi l'intero continente europeo".

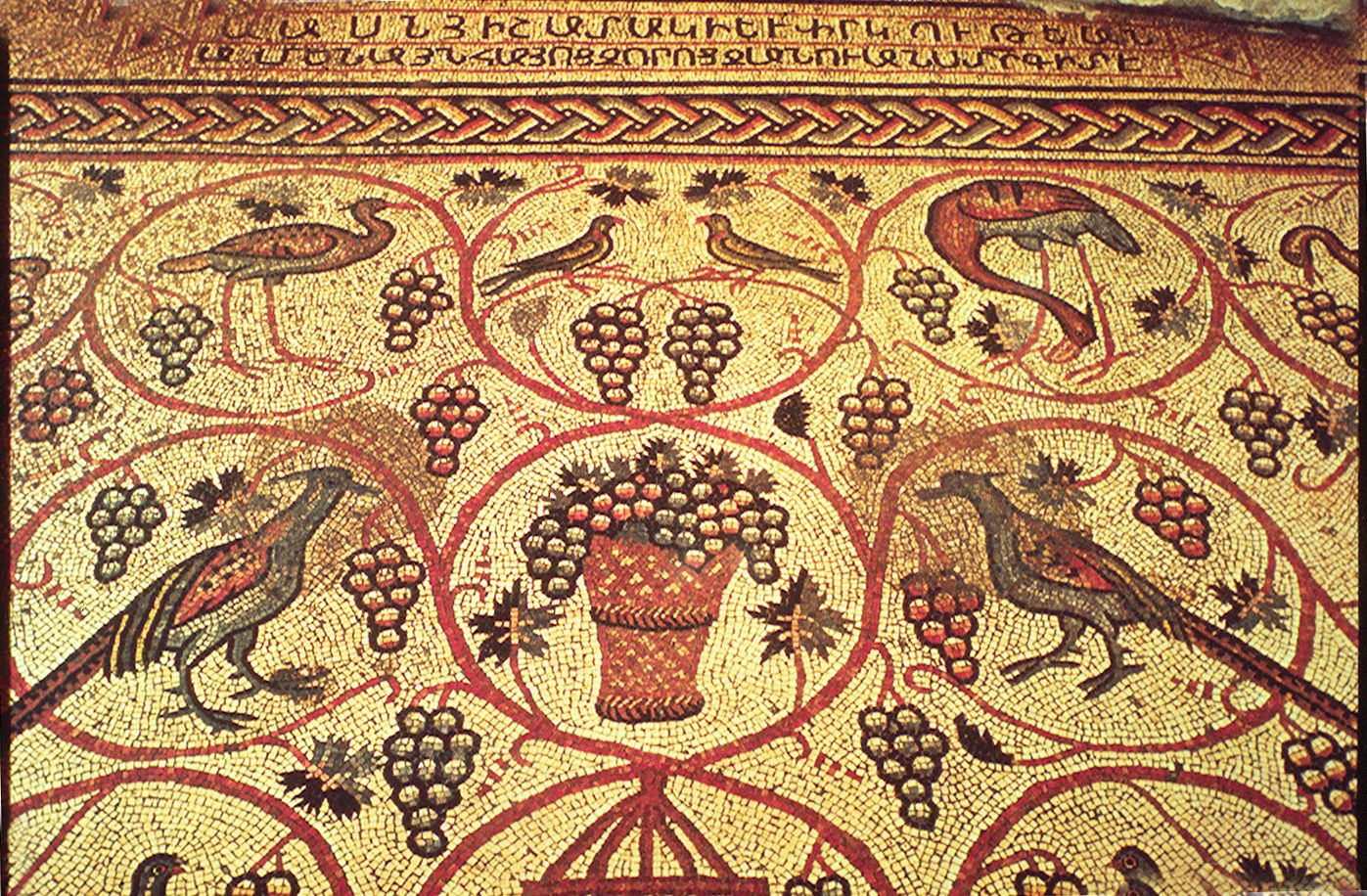
Mosaico armeno a Gerusalemme raffigurante tralci di vite

## Antichità
L'autore ed esperto di vinologia britannico Hugh Johnson, ha fatto notare nella sua Storia mondiale del vino che:
Come detto i più antichi semi d'uva coltivati sono originari di Shulaveris-Gora, dove esistette un habitat neolitico a partire dall'inizio del VI millennio. Questo sito presenta anche contenitori con vino aggiunto a sostanze resinose. Nella seconda metà del IV millennio il commercio di Uruk con la regione dell'odierna Aleppo consistette nell'importazione di vari beni tra cui pietre, legno, schiavi, bitume e vino.
A "Godin Tepe" nella piana di Kangavar (odierno Iran) sono stati riportati alla luce vasi datati al 3.500-3.100 a.C. contenenti residui di vinificazione, assieme a diversi strumenti da cantina per la frantumazione (la "Foulage" in enologia consiste nel rompere la bacca d'uva per estrarne il mosto senza schiacciare i semi), bacili in argilla, imbuti e coperchi per le giare. Il procedimento è attestato anche a Kurban Höyük nel distretto di Bozova nella Regione dell'Anatolia Sud Orientale dalla presenza di pali atti a sostenere il vigneto risalenti all'età del bronzo.

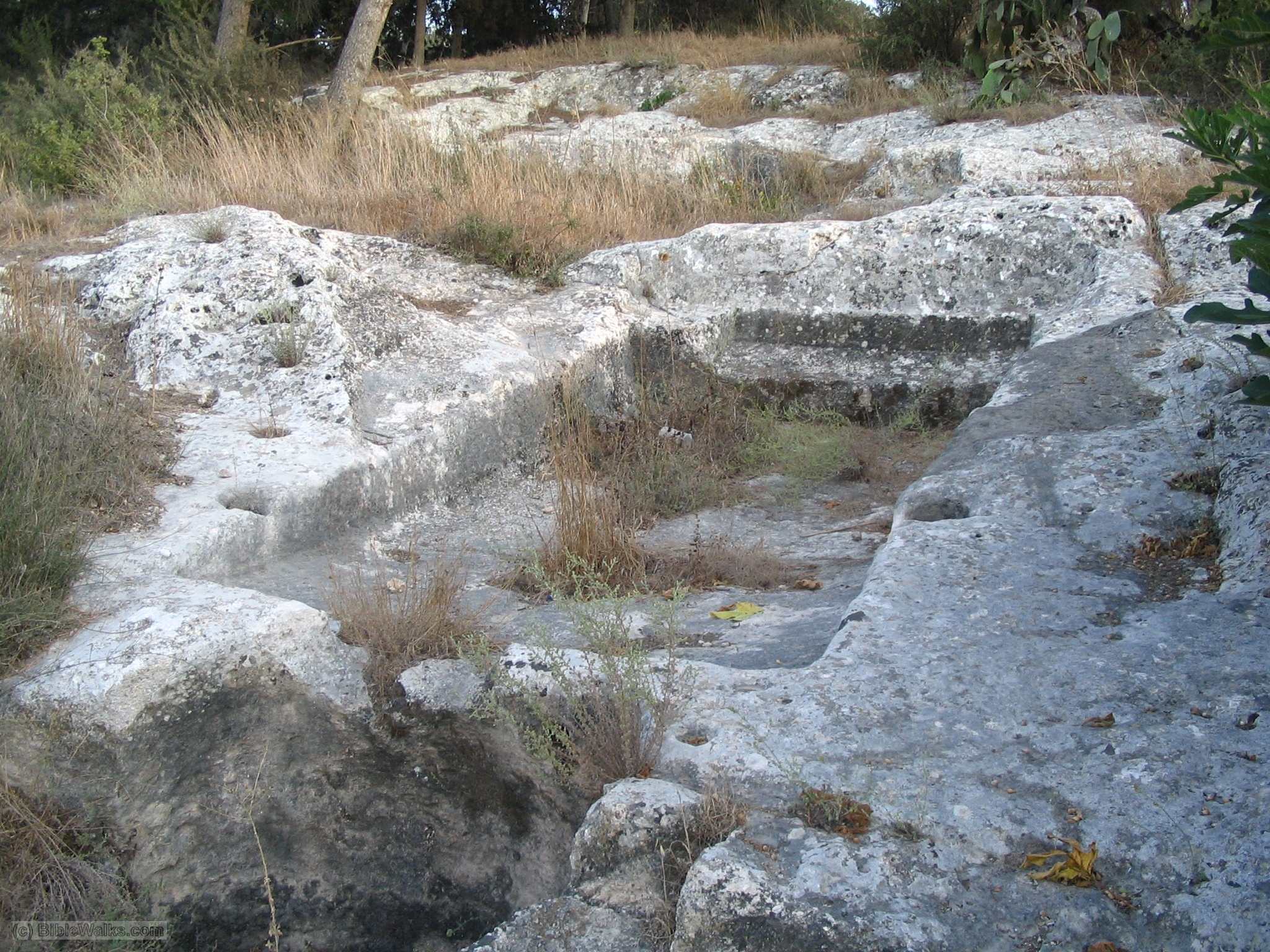
Resti di un'antica installazione vinicola datata all'età del bronzo a Migdal HaEmek in Israele. Area di pigiatura a fondo con i piedi e cavità di ricezione dello spremuto

I più antichi semi di vigneti coltivati in Palestina sono stati invece rinvenuti a "Tell esh-Shuna" ai livelli del Calcolitico (3.700-3.200 a.C.). Frutti e rami oramai del tutto carbonizzati sono stati trovati negli strati della prima età del bronzo (3.200-1.900 a.C.) a Gerico, Arad, Lachish, "Tell es-Sa'idiyeh" e a "Numeira" nell'attuale Giordania. Il sito di "Tell Ta'annek" presenta una cantina datata attorno al 2.700 a.C., con un'area di pigiatura scavata nella roccia e comunicante con un serbatoio di forma rettangolare.
Entro la fine del IV millennio i vini della costa della Terra d'Israele furono sufficientemente noti per diventare oggetti d'esportazione, come viene riflesso dalle anfore ritrovate all'interno della tomba di Hedj Hor (3.200 a.C.) ad Abido; l'analisi dei residui di queste anfore mostra proprio la presenza del Bitartrato di potassio - caratteristico del vino - e della resina vegetale del Pistacia terebinthus così come già comprovato nei vini caucasici.
Attraverso i rapporti commerciali intercorsi durante l'Antichità il consumo di vino e successivamente la coltivazione della vite si diffuse in tutta l'area del Mar Mediterraneo.
Gli archeologi spagnoli hanno messo in evidenza la presenza di un rituale di "Libagione di vino" datato almeno al 750 a.C. a Cancho Roano, un sito posto su una piccola vallata ai bordi di un fiumiciattolo nelle immediate vicinanze di Zalamea de la Serena. Questa scoperta, finanziata dall'Organizzazione internazionale della vigna e del vino, ha permesso di ritrovare le tracce di 2 rotte del vino che vanno dall'Andalusia verso la Meseta centrale per poi biforcarsi in direzione di Avila e Salamanca.

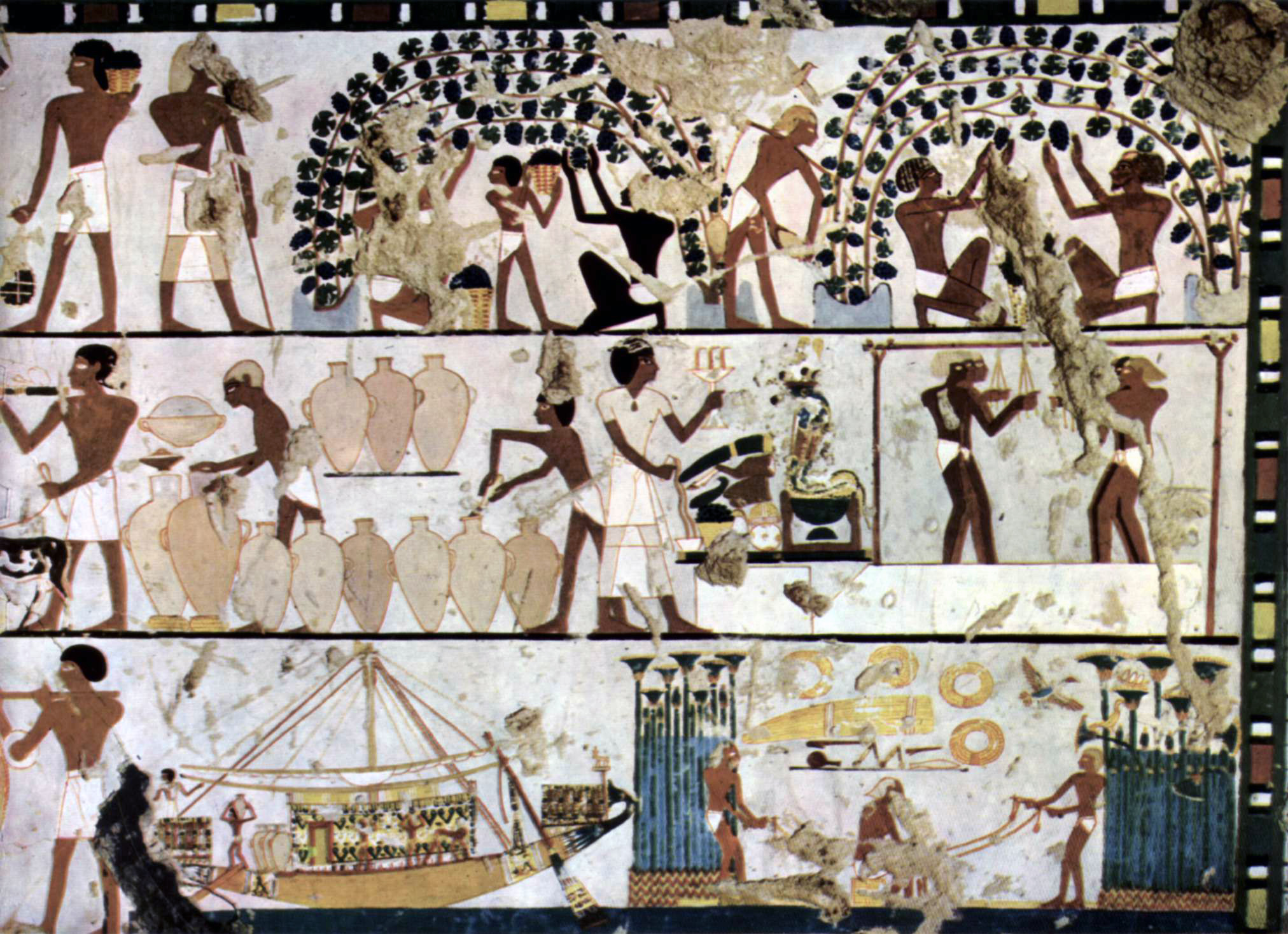
Viticoltura e vinificazione nell'Antico Egitto (1.500 a.C. circa)

### Antico Egitto
Il vino svolse un ruolo peculiare nei cerimoniali della vita nell'Antico Egitto. Nel Delta del Nilo venne istituita una fiorente industria vinicola dopo l'introduzione della coltivazione dell'uva dal Levante nel VI Millennio a.C.; ciò risultò probabilmente essere il risultato del commercio con Canaan durante la prima età del bronzo, partendo da almeno la III dinastia egizia (2.700 prima dell'era volgare circa) dell'Antico Regno.
La prima rappresentazione del procedimento di vinificazione è stata realizzata dagli egizi nel corso del III millennio a.C. su bassorilievi raffiguranti scene di pigiatura dell'uva (circa 2500 a.C.). Anfore ricolme di vino bianco sono state riportate alla luce nella necropoli di Umm el-Qa'ab di Abido, luogo in cui sarà sepolto il 7° faraone della I dinastia egizia (tinita) Semerkhet.

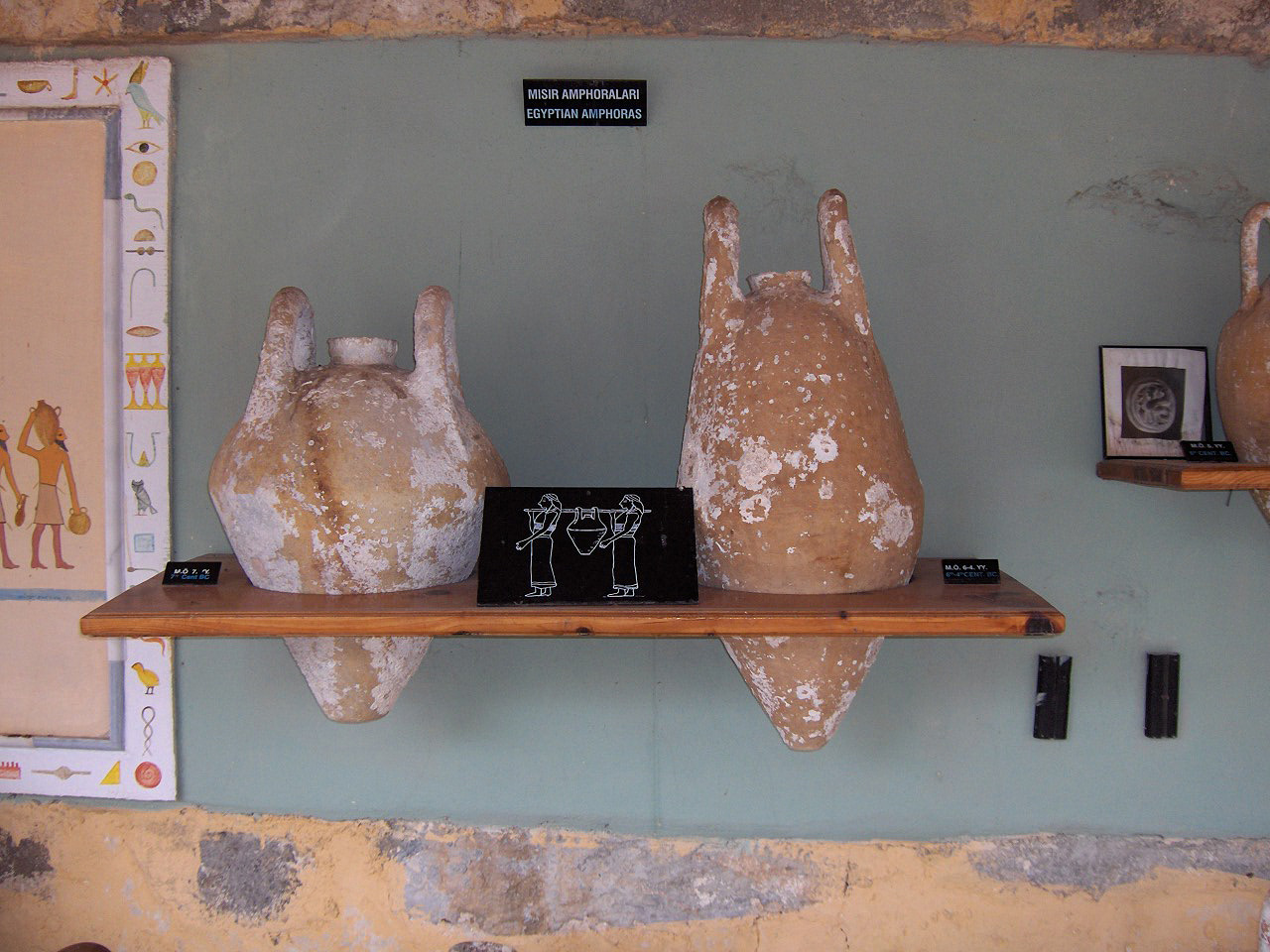
Giare da vino egizie risalenti al VI-IV secolo a.C.

Le scene di vinificazione sono presenti sulle pareti tombali e le liste di offerta che le accompagnano includono anche il vino prodotto dai vigneti del Delta del Nilo. Alla fine dell'Antico Regno (2.200 a.C.) 5 tipi distinti di vino, tutti di realizzazione locale, vennero a costituire una serie canopica di provvigioni per l'Aldilà.
Anche i dipinti attestano l'importanza acquisita dalla vigna. Tuttavia, dati i metodi di vinificazione, il vino dell'Antico Egitto è stato considerato essenzialmente bianco o leggermente rosato. L'uva si mangiò direttamente, ma fu anche pigiata e il suo succo raccolto al fine di lasciarlo trasformare in feccia. Senza fermentazione alcolica è difatti impossibile ottenere un colore rosso carico. Jean-François Champollion affermò di aver visto un affresco dove il vino rosso era contenuto in bottiglie.

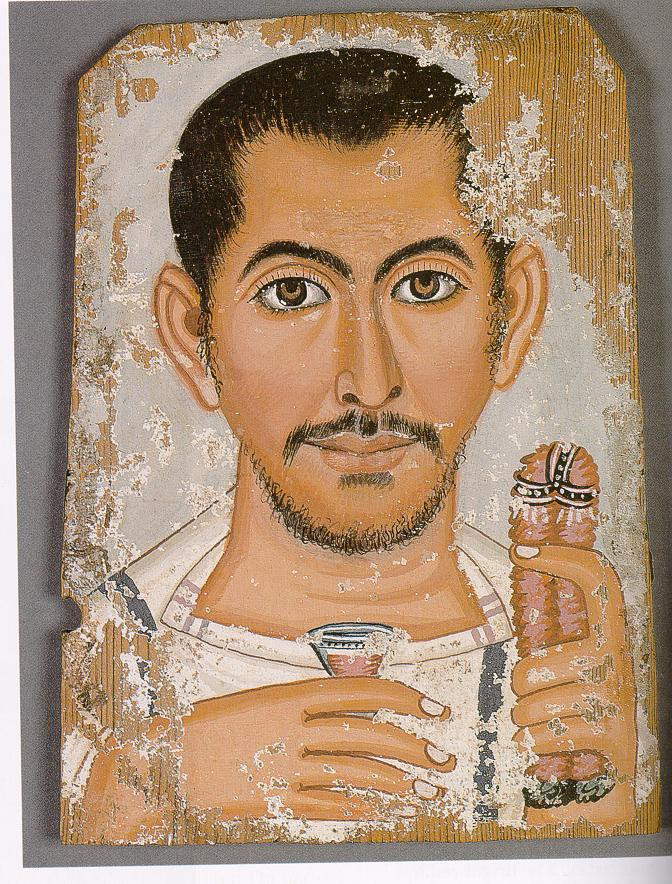
Uno dei Ritratti del Fayyum che rappresenta un uomo che sta per degustare una coppa di vino rosso

Sembra dunque comprovato che quello egizio fosse prevalentemente vino rosso. A causa della sua somiglianza con il sangue si vennero a creare molte superstizioni in ambito di cultura popolare inerenti alla bevanda. Shedeh è oggi noto per essere stato un vino rosso non fermentato dalla melagrana, come precedentemente si era pensato, e rappresentò una delle varietà più preziose dell'intera regione.
I Moralia (I secolo) di Plutarco narrano che prima di Psammetico I (660 a.C.) i faraoni non bevvero vino né tanto meno lo offrirono agli dèi come libagione "pensando che fosse il sangue di coloro che nei tempi mitici combatterono contro di loro; questi cadendo si fusero con la terra e le viti ne riproposero la sostanza vitale". Questo venne considerato essere il motivo per cui l'ubriachezza "spinge gli uomini al di fuori dei propri sensi rendendoli folli, in quanto diventano ricolmi del sangue degli antici nemici".

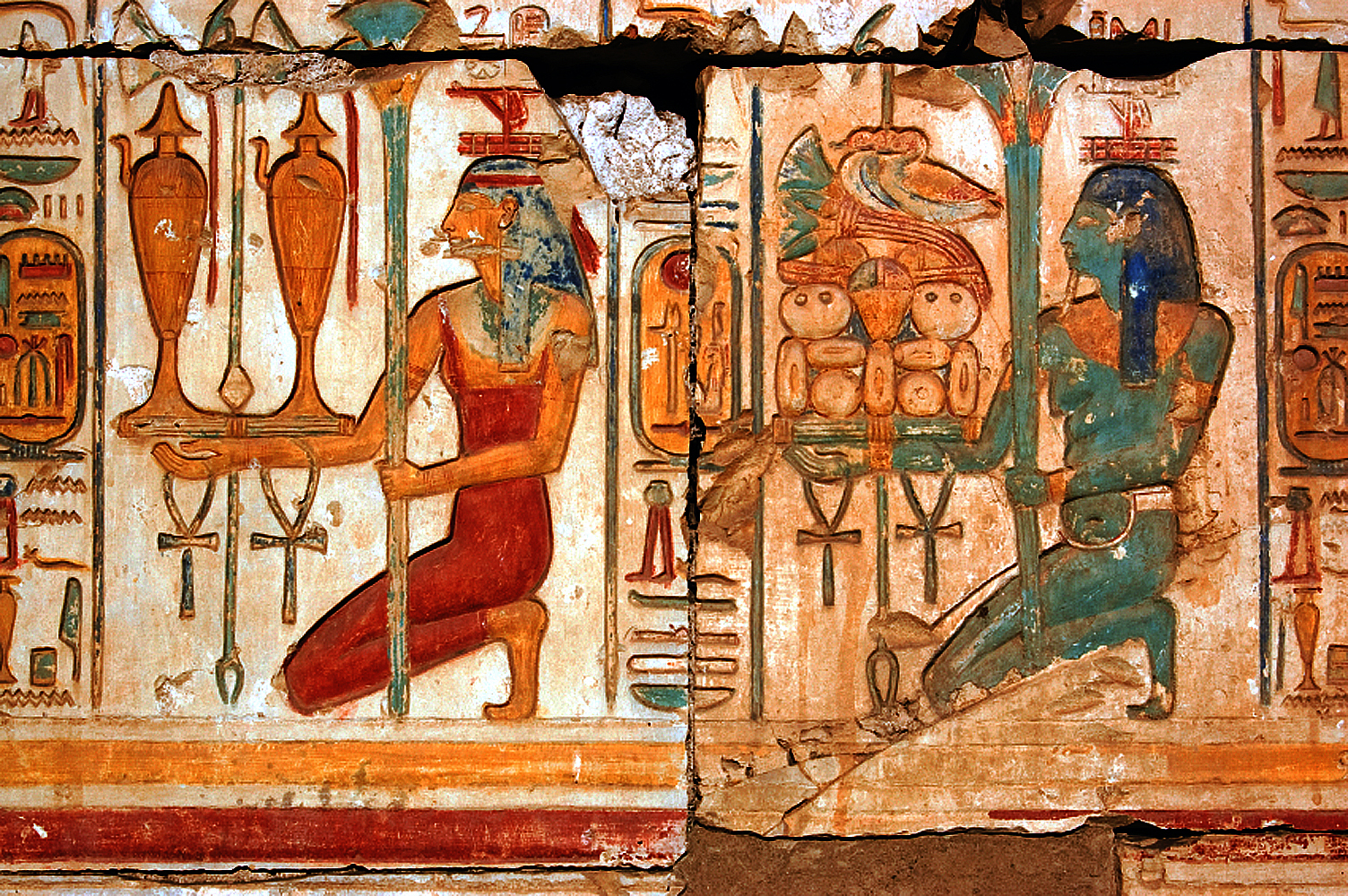
Sacerdoti egizi mentre offrono anfore contenenti vino al cospetto del faraone

I residui presenti in 5 anfore di argilla rinvenute all'interno della tomba di Tutankhamon sono stati considerati in un primo tempo essere vino bianco; pertanto questo, se non prodotto a livello nazionale, rimase perlomeno disponibile attraverso gli scambi commerciali.. Incuriositi dalla cosa, Maria Rosa Guasch-Jane e i suoi colleghi dell'università di Barcellona hanno cercato di ottenere dal British Museum e dal Museo Egizio campioni di residui da contenitori provenienti dalla tomba del giovane faraone morto precocemente.
L'analisi è stata sorprendente e resa pubblica nel 2004 da Rosa Maria Lamuela-Raventos, professore associato di Barcellona, che ha partecipato allo studio. La presenza di Antociani cambiò tutto, il vino doveva invece essere rosso, perché: "le malvidine-3-glucoside, membro della famiglia degli antocianidi, è un pigmento che viene rinvenuto nei vini giovani e anche in alcuni grappoli d'uva, a cui conferisce un aspetto rossastro".
Nel 1327 a.C. almeno alcuni dei vini dell'XI faraone della XVIII dinastia egizia, "Ânkh-Khéperourê" o Smenkhara, erano rossi.

### Mesopotamia
Le uve domestiche furono abbondanti nel Vicino Oriente antico all'inizio della prima età del bronzo, a partire dl 3.200 a.C. Esistono evidenze sempre più copiose concernenti la vinificazione anche a Sumer - oltre che nell'Antico Egitto - fin dal III millennio a.C.
Nelle antiche civiltà vicino-orientali la bevanda principale fu costituita dalla birra, che venne consumata quotidianamente a causa della sua facilità di produzione; preparata al mattino risultava essere pronta già entro quella stessa giornata. Lo sviluppo del vino richiese invece un maggiore controllo e la sua tecnica preparatoria si diffuse con maggior lentezza, a partire dal mondo arcaico dell'Antica Grecia.
A differenza della birra il vino, spesso miscelato all'acqua e con l'aggiunta di spezie, assunse più una funzione simbolica di prestigio (in cerimoniali politico-religiosi) come ad esempio tramite le offerte rivolte agli dèi del sottosuolo allo scopo di ingraziarseli e garantire in tal modo la fertilità della terra; ma fu anche una forma di retribuzione per i lavoratori.
Le tavolette scritte della città di Ebla testimoniano della situazione economica venutasi a creare nel corso del periodo Proto-Dinastico prima del 2.300 a.C.; esse indicano che la viticoltura e l'olivicoltura furono entrambe assai sviluppate e prospere. Questi testi affermano che oltre ai cereali, anche l'olio e il vino venivano prodotti dai terreni attorno ai villaggi, che erano equipaggiati con presse e cantine.
La Vitis vinifera fu introdotta a Babilonia all'inizio del III millennio contemporaneamente al Ficus carica, alla mela e al dattero. La vite venne in seguito più spesso coltivata ai bordi delle dighe confinanti con i canali d'irrigazione o, in alternativa, entro giardini recintati; le uve così prodotte si consumarono fresche o secche oppure vennero destinate alla loro elaborazione in "raisiné".
Questo sciroppo ottenuto dalla bollitura di un mosto non fermentato è ancora prodotto in Turchia sotto il nome di "Pekmez". Il prodotto viene generalmente ottenuto dopo due riscaldi successivi; al termine del primo vi viene aggiunta una piccola quantità di argilla e calcare. Dopo il raffreddamento e la decantazione per 24 ore, il succo trasparente recuperato viene sottoposto ad un'ulteriore riduzione tramite calore per concentrarne il sapore. Questa tecnica è considerata l'origine di 2 delle principali pratiche enologiche: il "collage" o "finings" e la deacidificazione.
Nella prima metà del II millennio il vino, chiamato anche "birra delle montagne", provenne principalmente dalle vallate dell'alto corso del Tigri e dell'Eufrate. Nel centro di Karanâ (letteralmente "la vigna"), corrispondente forse all'antica Tell al-Rimah nei pressi dell'attuale Sinjar, il vino scorreva in abbondanza. Le tavolette di Tell Leilan comprovano l'esistenza di vigneti a "Burullum" nel Nordest dell'odierno Iraq.

### Mari
Il traffico commerciale e il consumo del vino a Mari nel XVIII secolo a.C. sono conosciuti grazie alle tavolette scoperte nel palazzo reale di Zimri-Lim. Questi registri dimostrano l'esistenza di diversi tipi di vini con una differenziazione qualitativa; il migliore corrisponde al "gumbum", che sarebbe una sorta di vino dolce. Conobbero anche il vino rosso, il vino "vecchio", quello senza una sua precisa qualità e i vini aromatizzati con mora e Myrtus communis (mirto).
I documenti precisano che il tavolo reale era sempre riempito e che il sovrano era dotato di vasi di buon vino rosso, che andavano regolarmente ordinati tra i vini presentati dai commercianti. Le importazioni potrebbero anche essere state considerevoli e con conseguenti profitti nonostante le tasse: 600 giare in due rate per un barcaiolo denominato Ebatân, 2300 anfore per un commerciante di nome Meptûm. A Karkemiš il vino fu invece 3 volte più economico che a Mari e potrebbe essere stato "tagliato" con i vini della regione di Terqa.

Mappa degli antichi insediamenti Fenici. La Vitis vinifera dell'antica Roma venne domesticata e coltivata originariamente in Fenicia due millenni prima dell'arrivo di Alessandro Magno

### Fenicia
L'odierno Libano è tra i più antichi siti mondiali della produzione di vino. Si dice che l'israelita Osea (780-725 a.C.) abbia invitato i suoi seguaci a ritornare al culto di Yahweh in modo che "potessero fiorire come la vite... e il loro profumo sarà come quello del vino del Libano". I Fenici della fascia costiera furono strumenti primari nella diffusione del vino e della viticoltura.
Nella loro qualità di destinatari della conoscenza vinicola nelle aree del Vicino Oriente antico i contribuirono a distribuire il vino, l'uva e la tecnologia ad essi correlate in tutta la regione del Bacino del Mediterraneo attraverso la loro vasta rete commerciale. Venne ampiamente adottato l'uso di anfore per il trasporto e le varietà di uve provenienti dai territori fenici risultarono importanti nello sviluppo delle industrie vinicole sia dell'Antica Grecia prima che dell'Antica Roma poi.
L'unica ricetta di Cartagine sopravvissuta alle guerre puniche fu quella di Magone il Cartaginese per ottenere il Vino passito, una varietà che divenne in seguito popolare anche nell'impero romano.

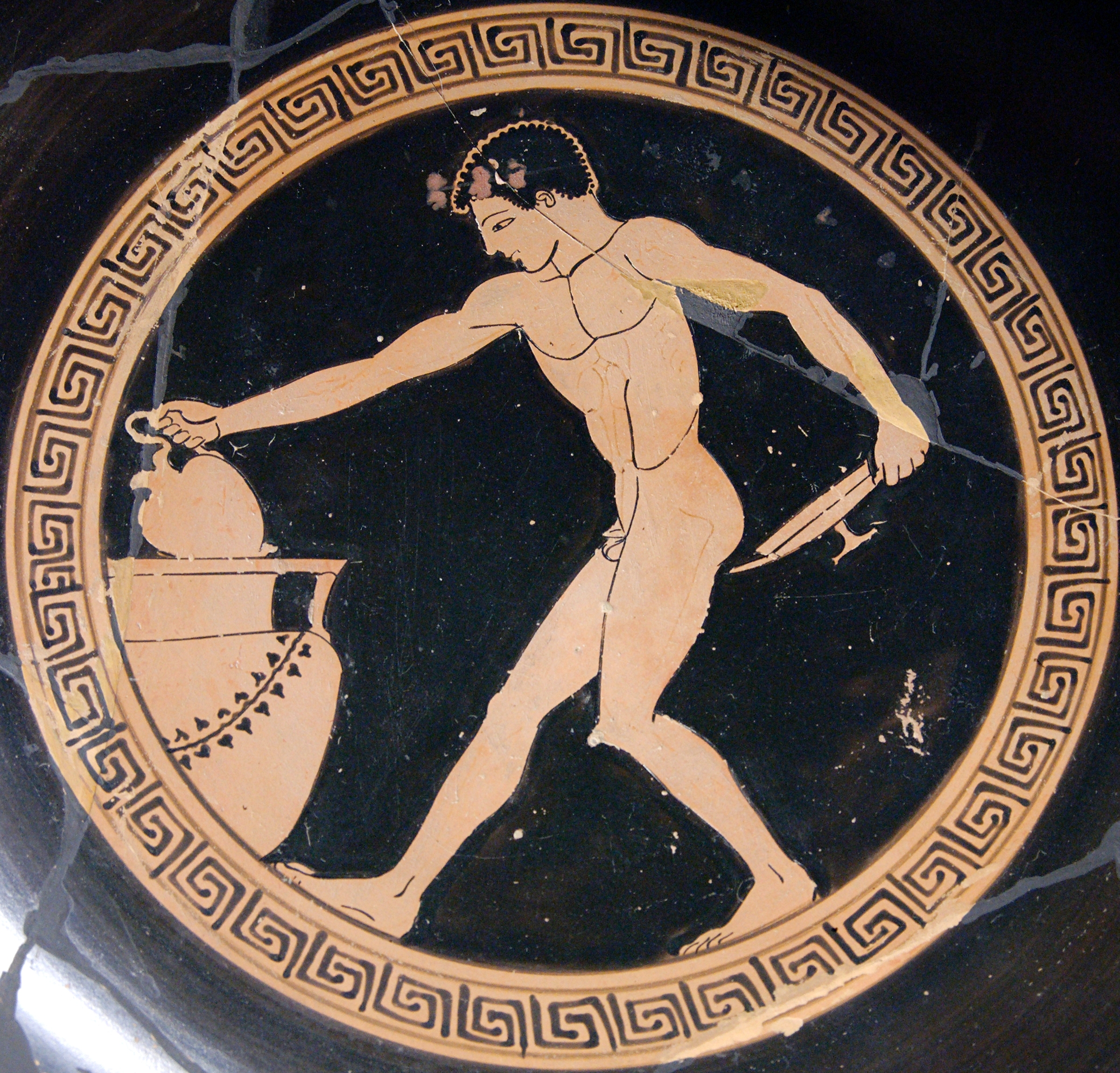
Ceramica a figure rosse dell'Attica risalente al 490-480 a.C. raffigurante una scena di Simposio (Museo del Louvre)

### Antica Grecia
Gran parte della moderna coltura vinicola deriva direttamente dalle pratiche messe in opera nell'Antica Grecia. La Vitis vinifera ha preceduto sia la Civiltà minoica (2.600 a.C.) sia la cultura della Civiltà micenea (1.600 a.C.).
Molte delle uve coltivate nella Grecia moderna sono esclusive e del tutto simili o identiche alle varietà coltivate nei tempi antichi; difatti il più popolare tra i vini greci contemporanei, un bianco fortemente aromatizzato denominato Retsina, si ritiene essere un "riporto" originantesi dall'antica pratica di rivestimento delle brocche contenenti il vino con resina vegetale, il che conferisce un sapore distintivo alla bevanda.
I Greci conobbero 3 tipi di vino, il bianco, il rosato e il rosso (ma, sembra, anche quello sciroppato). Nell'isola di Creta gli scavi archeologici hanno riportato alla luce il palazzo minoico d'"Epano Arhanes", ov'è stata identificata la più antica rappresentazione fino ad oggi conosciuta della pressatura dell'uva. L'estrazione del succo dalla vinaccia permise d'ottenere vini rossi a seguito della fermentazione e il "vin de goutte" (da mosto) venne aggiunto al "vin de presse" (da pressatura).
Onnipresente nella letteratura greca il vino ha ispirato, come già accennato, alla mitologia concernente il dio Dioniso con il suo corteo di Menadi, Satiri e Centauri danzanti e dove - tra gli altri - spiccano le figure di Priapo, Pan e Sileno; sempre incaricati, proprio grazie al vino, d'una missione civilizzatrice.

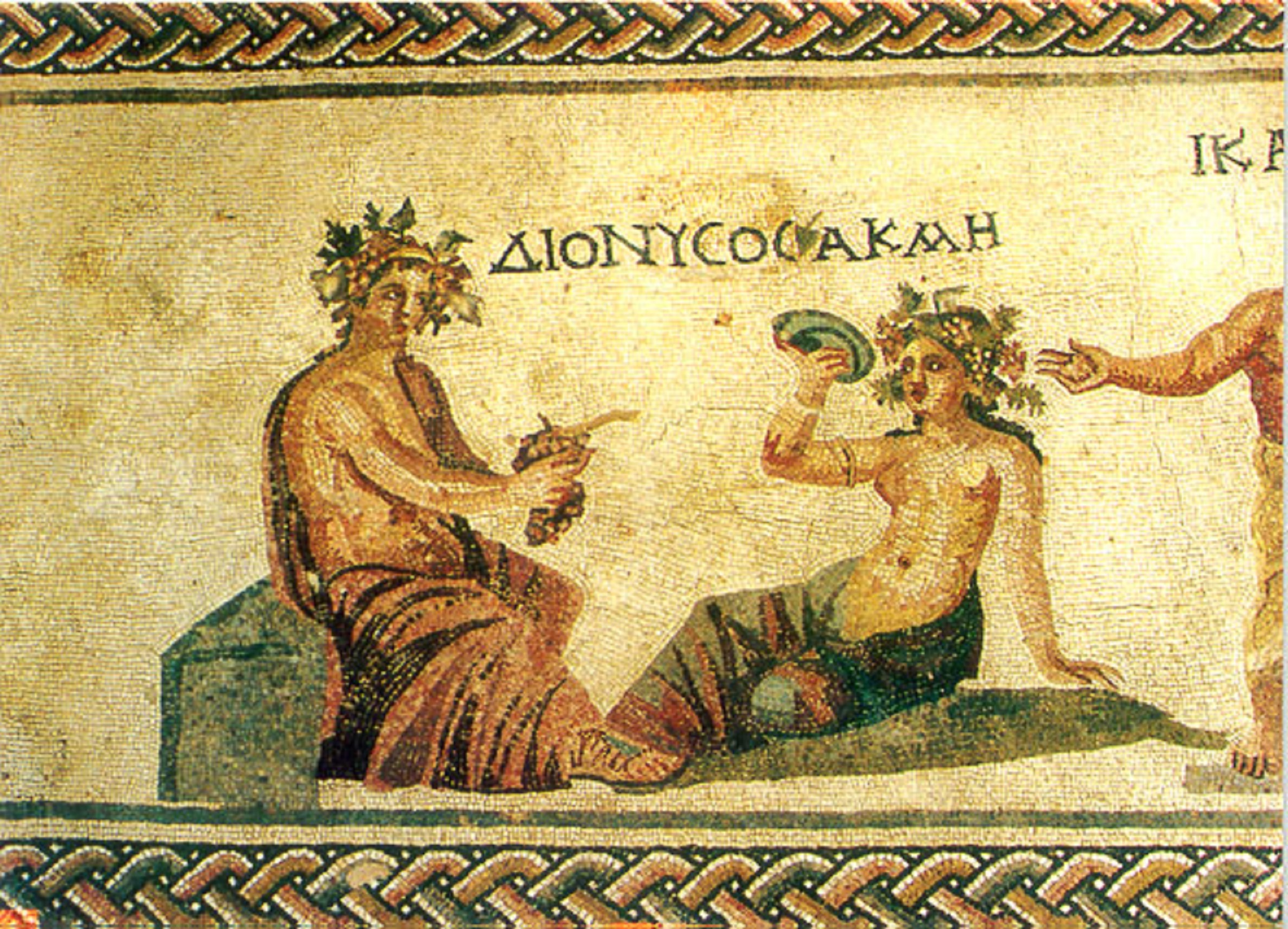
Mosaico di Pafo risalente all'Ellenismo raffigurante il "dio del vino" Dioniso in compagnia di Arianna

Secondo il mito Dioniso insegnò al giovane Oreste l'arte di fare il vino e la capacità di coltivare la vite. Anfizione, figlio di Deucalione e Pirra (i sopravvissuti al diluvio) prescrisse di diluire il vino con l'acqua nell'intento di mitigarne gli effetti alcolici.
Dopo il suo primo impianto, l'istituzione della vita divenne parte essenziale del settore agricolo, uno dei "pilastri della triade mediterranea" (grano, olive e vite). Tra il 1.500 e il 500 a.C. stabilirono il vigneto durante i loro numerosi viaggi di colonizzazione, soprattutto nella Magna Grecia. La "festa del vino" (Me-tu-wo Ne-wo) fu una celebrazione socio-religiosa che festeggiava il "mese del vino nuovo".

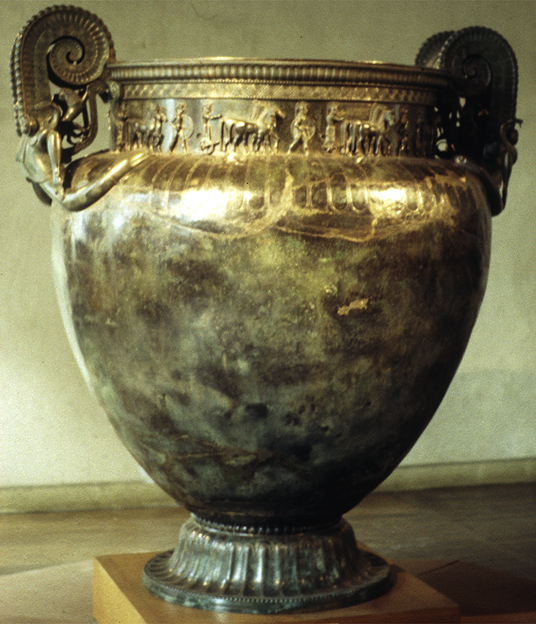
Il Cratere di Vix

Nell'epica omerica il vino viene generalmente servito in "Cratere di miscelazione" (il recipiente utilizzato più di frequente) piuttosto che consumato in uno stato puro. Il "Cratere" fu e rimase l'emblema della cultura vinicola greca; il più celebre tra di essi è il Cratere di Vix rinvenuto in un tumulo ne pressi di Vix.

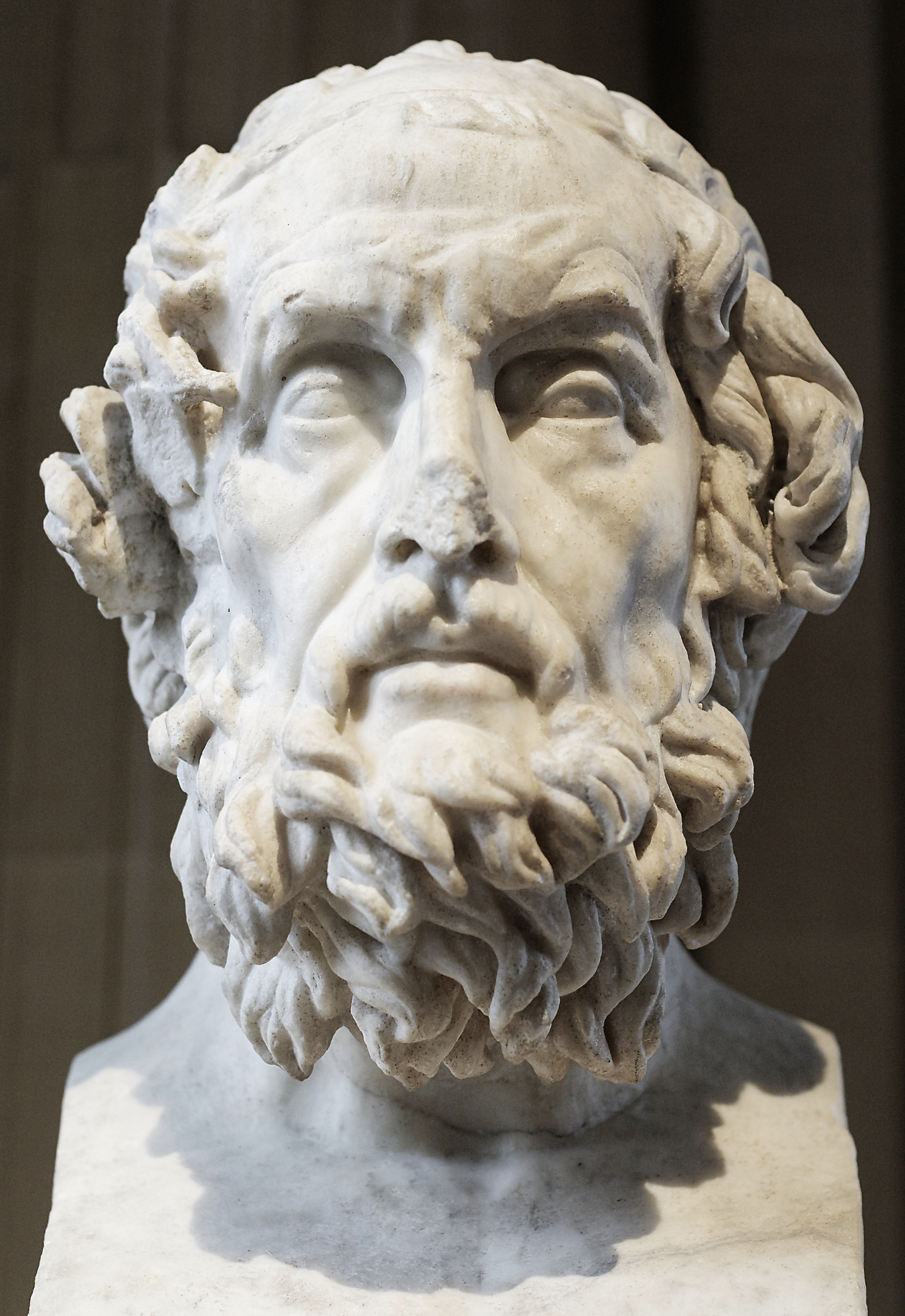
Ritratto immaginario di Omero, copia romana del II secolo di un'opera greca del II secolo a.C. Conservato al Museo del Louvre. Il "poeta cieco", padre dell'epica nelle sue opere Iliade e Odissea fa frequenti riferimenti al "mare scuro color del vino".

A Dioniso, la divinità della baldoria e del vino e citato spesso nell'opera di Omero ed Esopo, veniva talvolta consecco l'epiteto di "Acratophorus" (donatore di vino non mescolato). Lo stesso Omero fa frequenti riferimenti al "mare scuro color del vino" (οἶνωψ πόντος, oīnōps póntos): sotto il cielo greco d'un blu intenso il mar Egeo osservato a bordo di un'imbarcazione avrebbe difatti potuto benissimo apparire di un viola profondo.
Il primo riferimento al nome di un vino risale a Alcmane (VII secolo a.C.), rappresentante dei Nove poeti lirici; egli elogia "Dénthis", un vino originario dai contrafforti occidentali del Taigeto in Messenia, con l'appellativo di "Anthosmías" (dalla profumazione floreale).
Diverse fonti antiche, come il romano Plinio il Vecchio, descrivono l'antico metodo greco di utilizzare gesso parzialmente disidratato prima della fermentazione e successivamente un certo tipo di calce al fine di ridurre l'acidità del vino. Il greco Teofrasto (IV secolo a.C.) fornisce la più antica descrizione nota di quest'aspetto della vinificazione ellenica.
I grandi vini greci furono considerati beni di pregio in tutto il Bacino del Mediterraneo; uno dei più famosi è il "Chian" dell'isola di Chio, che viene accreditato per essere stato il primo vino rosso di marca greca, anche se invero fu noto come "vino nero".
Il "Choan" dell'isola di Coo veniva solitamente mescolato con acqua di mare e pertanto risultava essere notevolmente salato. Il "Pramniano" o vino di Lesbo fu un celebre prodotto d'esportazione. Aristotele menziona il vino di Lemno, probabilmente lo stesso della varietà moderna "Limnio", un vino rosso a cui si aggiunge origano e Thymus (timo); se l'ipotesi è esatta ciò lo rende la più antica varietà nota ancora in circolazione.
Tra i Greci il succo alcolico non si sviluppò pienamente come fonte di ricchezza (cash crop) commerciale; lo sarebbe divenuto solamente in tempi relativamente tardi. Tuttavia poiché l'attenzione posta sulla viticoltura aumentava di pari passo con la domanda economica, la produzione e il consumo crebbe. I Greci abbracciarono e misero l'accento sull'aspetto della coltivazione come una maniera per creare ed espandere lo sviluppo finanziario in tutta la regione.
Il vino Greco venne ampiamente conosciuto e esportato in lungo e in largo nel Mar Mediterraneo, in quanto sono state rinvenute anfore in stile artistico greco in tutta la zona. I Greci potrebbero anche essere stati coinvolti nella diffusione capillare del vino nell'Antico Egitto. Essi introdussero la Vitis vinifera nelle loro numerose colonie della Magna Grecia, fino a toccare la Sicilia, Massalia e la penisola iberica.

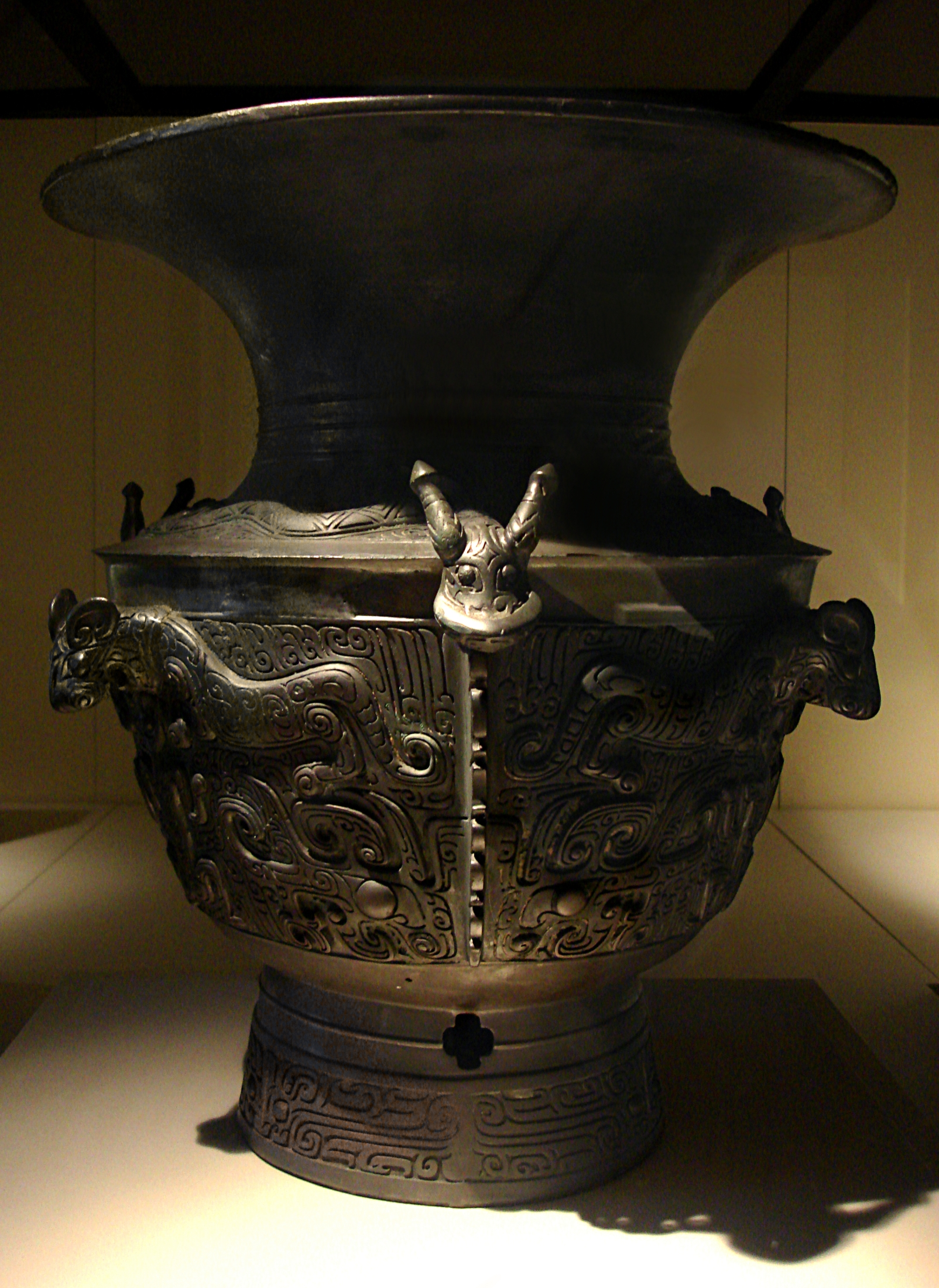
Un vaso in bronzo per lo stoccaggio del vino della dinastia Shang (1600-1046 a.C.)

### Antica Cina
La storia dell'uva cinese è stato dimostrato essere antica di almeno 9.000 anni, tra cui la conferma di uso attestato delle uve selvatiche con l'intento di trasformarle in vino; Patrick McGovern, professore aggiunto di antropologia e direttore scientifico del progetto di "archeologia biomolecolare per la cucina, le bevande fermentate e la salute" presso il museo dell'Università della Pennsylvania a Filadelfia dichiara che si tratta della "prima bevanda alcolica confermata chimicamente al mondo".
McGovern ha spiegato: "è stata scoperta a Jiahu nella vallata del fiume Giallo (in provincia di Henan), databile a circa il 7.000-6.600 a.C. (epoca del Neolitico). Era una forte bevanda fermentata fatta di uve selvatiche miste a biancospino cinese ("Crataegus pinnatifida"), riso e miele".
Il professore continua dicendo: "la scoperta di Jiahu illustra come non dovreste mai rinunciare alla speranza di trovare prove chimiche per una bevanda fermentata dal periodo paleolitico. La ricerca spesso ha in serbo grandi sorprese. Potresti pensare, come ho fatto io, che i vini d'uva di "Hajji Firuz Tepe" nell'Azerbaigian Occidentale, del Caucaso e della Regione dell'Anatolia Orientale sarebbero le prime bevande alcoliche del mondo, provenienti dalla cosiddetta Culla della civiltà posta nel Vicino Oriente. Ma poi sono stato invitato ad andare in Cina dall'altra parte del mondo e sono tornato con campioni che si sono rivelati ben precedenti a qualsiasi altro".
Gli archeologi hanno trovato la presenza di produzione di "uve di montagna" naturali, tra cui la "Vitis ficifolia" e quella "filifolia", nel corso del II e I millennio a.C. Anche la produzione della birra era in gran parte scomparsa fin dai tempi della dinastia Han a favore di bevande più forti fermentate da miglio, riso e altri cereali. Anche se queste bevande alcoliche denominate collettivamente "Huangjiu" sono state spesso tradotte come vino, hanno tipicamente il 20% di titolo alcolometrico e vengono ancor oggi considerati abbastanza distinti dal vino d'uva (葡萄酒) tra gli stessi cinesi.
Nel corso del II secolo a.C. le esplorazioni condotte da Zhang Qian nelle regioni occidentali (le Xiyu), corrispondenti pressappoco all'odierno Xinjiang, lo hanno portato fino agli Stati dei Diadochi successivi all'impero costituito da Alessandro Magno: Dayuan, il regno greco-battriano e il regno indo-greco. Essi avevano introdotto la viticoltura nell'Asia Centrale e il commercio internazionale permise al primo vino prodotto da uve di Vitis vinifera di entrare in Cina.
Il vino ha ripreso ad essere importato quando il commercio con l'Occidente venne ripristinato sotto la dinastia Tang, ma rimase per lo più di utilizzo esclusivamente imperiale; solamente con la dinastia Song la sua consumazione si diffuse anche tra il popolo. Il racconto fatto da Marco Polo nel XIV secolo evidenziò la continuata preferenza per i "vini di riso" ancora ai tempi della dinastia Yuan.

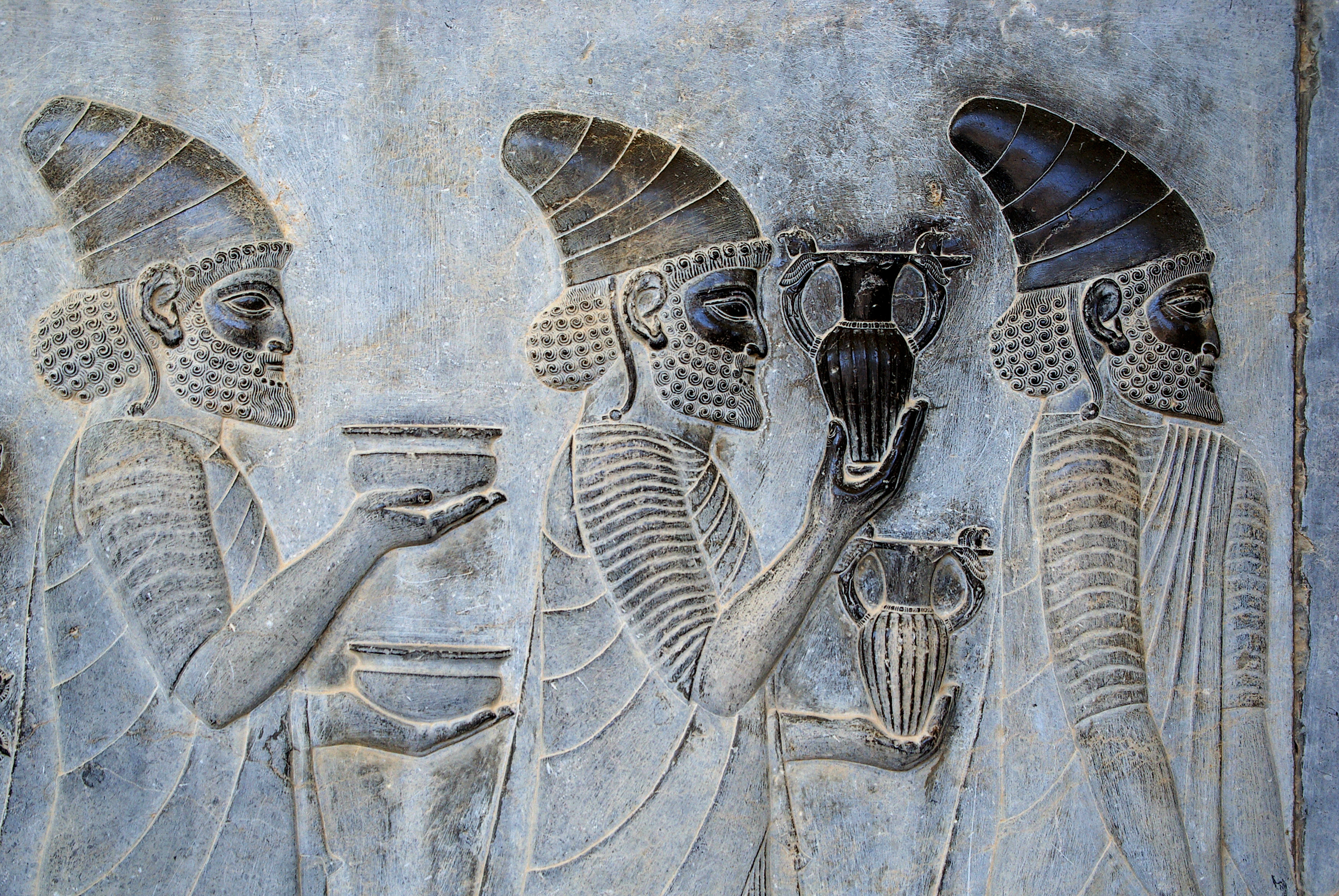
Particolare di un rilievo sulle scale orientali dell'Apadana a Persepoli che raffigura ambasciatori di una nazione soggetta dell'impero persiano mentre portano il loro famoso vino alla presenza del "Re dei Re"

### Persia
La fama del vino mediorientale è stata ben nota fin dall'Antichità. Le sculture presenti nella "Sala pubblica" del palazzo di Persepoli, l'Apadana, mostrano soldati di nazioni sottomesse dall'Impero persiano mentre portano doni al sovrano, tra cui giare contenenti vino.
Erodoto, che nelle sue Storie scrive anche sulla cultura degli antichi persiani (il particolare di quelli del Ponto), afferma che essi "sono molto appassionati" del vino bevendone in gran quantità.

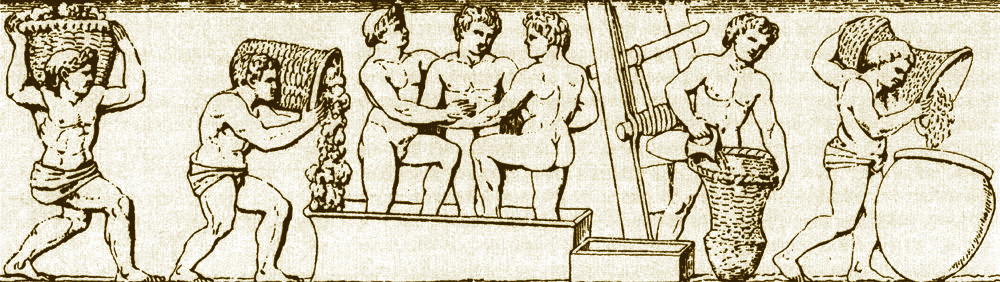
Antico bassorilievo in marmo che raffigura la spremitura dell'uva. "Villa de Tourville" a Saignon

### Introduzione in Gallia
La coltivazione della vite venne introdotta in Gallia dai coloni Greci di Focea, mentre il vino fu portato dai mercanti Etruschi alla fine del VII secolo a.C. Max Rives, incaricato dell'Institut national de la recherche agronomique, lo ha verificato come essere presente nella colonia focese di Massalia.
"Durante gli scavi effettuati nel corso della missione nel distretto di Marsiglia, ho visto i semi di vinacce provenienti dalla vinificazione gettati nel fondo delle anfore; si trovavano nella parte posteriore del Porto Vecchio, dove servivano come indicazione di una strada. I Greci avevano evidentemente importato le varietà del loro paese, ignorando che la vigna spontanea li aveva preceduti di almeno 10 secoli". Fu dunque a seguito della creazione di Massalia che i focesi impiantarono la vite nella Gallia Celtica; i vigneti rimasero circoscritti a stretti spazi nelle immediate vicinanze dei litorali.
Ciò è stato confermato anche dalla scoperta dei primi vigneti risalenti all'Ellenismo nel comune di Gémenos alle Bocche del Rodano. Laurent Bouby spiega: ""il 1° millennio a.C., con la colonizzazione dei Fenici a Marsiglia e il dinamismo commerciale delle civiltà del Mediterraneo (Etruschi, Greci e Cartaginesi), la produzione e il commercio del vino esplose nel Mediterraneo occidentale. Si può facilmente indovinare quanto segue: milioni di ettolitri di vino inondarono il mondo gallico".
Pare che i Galli bevessero il vino puro non tagliato come prodotto assimilabile al sangue (che rimaneva un tabù), secondo l'ipotesi dedotta dall'archeologo Matthieu Poux. Lo sviluppo del vino gallico si realizzò tra il VI e il V secolo, per scomparire e poi successivamente riapparire durante il I secolo a.C.; difatti solo i cittadini Romani ebbero il diritto di piantare viti in Gallia. L'importazione di massa del vino romano quindi proseguì fino al I secolo a.C., alimentata dalle continue guerre tra le diverse tribù galliche; secondo lo scrittore Greco Diodoro Siculo un'anfora di vino valeva il prezzo di uno schiavo.
Il vino si trasportò principalmente via mare (in commercio di società offshore o cabotaggio) e lungo i fiumi, mentre il commercio via terra risultò essere maggiormente costoso. Dopo la conquista della Gallia i membri dell'aristocrazia locale non poterono più utilizzare il commercio dei vini romani per garantire la loro dominazione politica; la viticoltura gallica si esportò pertanto rapidamente nel bacino del Mediterraneo nel suo complesso. Il consumo si riservò ai banchetti, più come marcatore di prestigio (un segno diacritico) e lontano quindi dall'opinione popolare che lo facesse essere un bene di uso comune.
Durante l'avanzata romana (a partire dal 125 a.C.) lungo il corridoio della valle del Rodano in direzione Nord e a Ovest verso la Linguadoca (vedi Gallia Narbonense), si vide la diffusione della vite e lo sviluppo della sua relativa industria nella regione gallica. I più importanti centri commerciali furono Narbonne e Port-Vendres.
La più importante unità vinicola dell'Antichità, la "Villa di Molard", è stata scoperta a Sud di Donzère; si estendeva su 2 ettari. Il magazzino dei vini, di 70 x 15 m, si componeva di due ripiani contenenti 204 Dolium disposti in 6 allineamenti ciascuno e con una capacità di 1,2 ettolitri. A ciascuna delle estremità un vasto spazio per la pigiatura (chiamato calcatorium) di 18,5 m2 in cui si trovavano 2 torchi vinari.
L'azienda, datata tra il 50 e l'80 dell'era volgare, doveva produrre almeno 2.500 ettolitri annui. La resa dei vitigni romani è stata stimata a 12 ettolitri per ettaro; la tanuta aveva 300 ettari, per cui richiedeva l'opera di più di 150 schiavi. Tutta o parte della sua produzione veniva spedita in barili lungo il Rodano, come mostra la scena del I secolo raffigurata sulla stele di Colonzelle situata nelle vicinanze. Posizionata sopra l'ingresso d'un priorato cluniacense rappresenta il sollevamento di 4 barili e il loro imbarco su una nave mercantile.

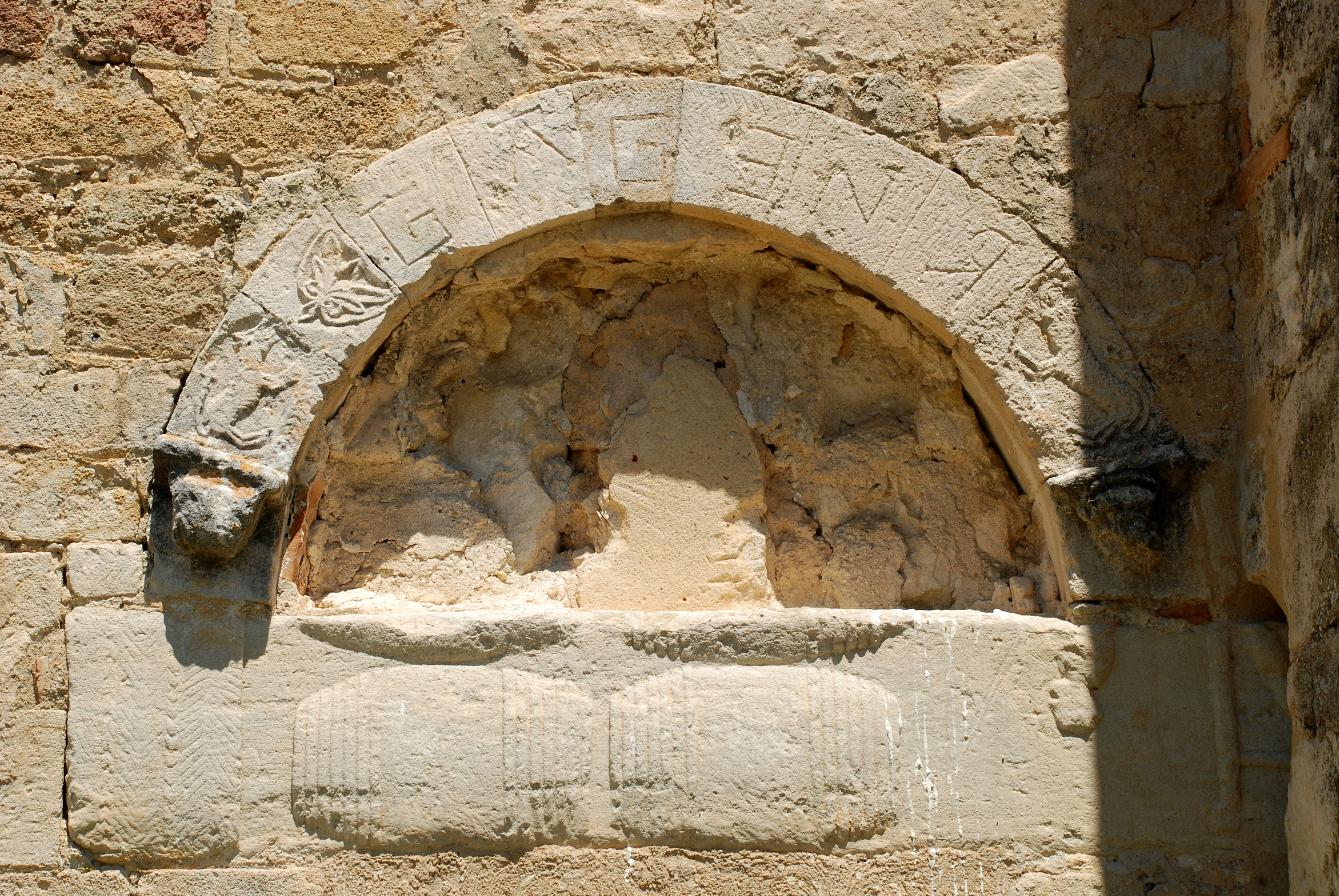
La raffigurazione di Colonzelle

La produzione della Gallia Narbonense cominciò a competere con i vini italiani. I vigneti di Bordeaux, Linguadoca e lungo il corso del Rodano fiorirono; la vigna raggiunse così l'Île-de-France la quale rimarrà per un lungo periodo una delle maggiori regioni vinicole francesi. I Gallo-romani ampliarono la coltura del vino, migliorando i processi di vinificazione con la tecnica dell'invecchiamento in botti di rovere. L'irreversibile declino dell'impero romano durante il V secolo avrebbe influenzato notevolmente lo sviluppo dell'agricoltura gallica.

### Impero romano
I Romani svilupparono la viticoltura e la sua industria assimilandola dai Fenici e dai Greci. L'impero romano ebbe un impatto immenso sullo sviluppo della coltura della vite e dell'enologia; il vino fu una parte integrante della dieta romana e la vinificazione divenne una precisa attività commerciale. Praticamente tutte le regioni produttrici di vino nel Europa Occidentale furono stabilite durante la prima epoca imperiale.
Nei primi secoli dell'era volgare le norme socialmente accettabili cominciarono gradualmente a modificarsi mentre la produzione di alcol aumentò. Ulteriori prove suggeriscono e inducono a credere che l'ubriachezza e il vero alcolismo tra i Romani iniziarono nel I secolo a.C. ed ebbero il loro pieno sviluppo durante il I secolo ev.

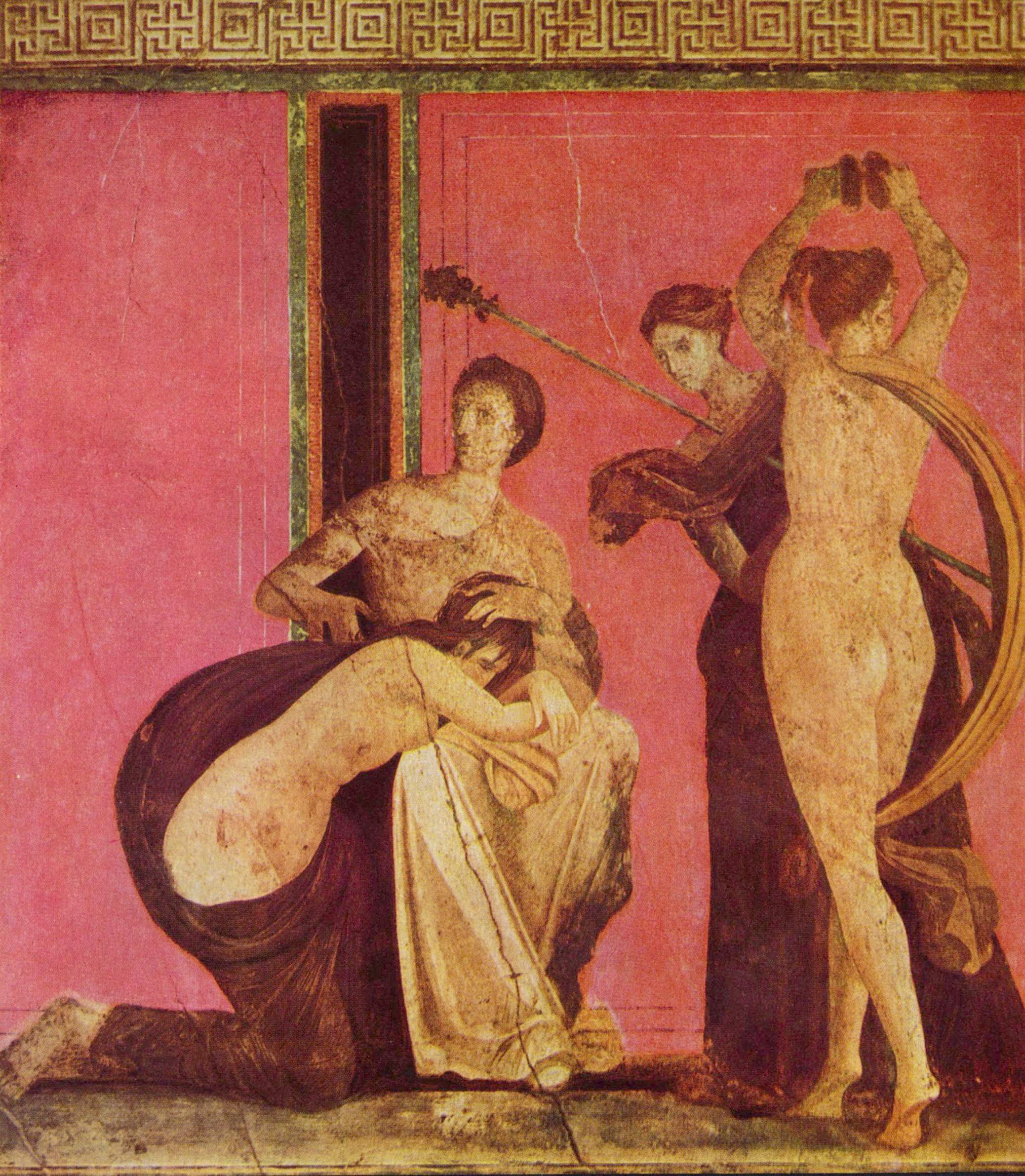
Iniziazione bacchica in un affresco nella Villa dei misteri a Pompei antica

L'estensione dell'Impero portò anche all'espansione del "culto del vino" seguendo le orme delle legioni romane. Il Dioniso della mitologia greca si tramutò nel Bacco latino (denominato a volte Liber), a cui venne dedicato un culto speciale come dimostra la Villa dei misteri nella Pompei antica. All'inizio dell'era cristiana (Anno Domini) la vite si diffuse progressivamente nelle regioni ispaniche e galliche, fino a giungere al settentrione fino alla Britannia.

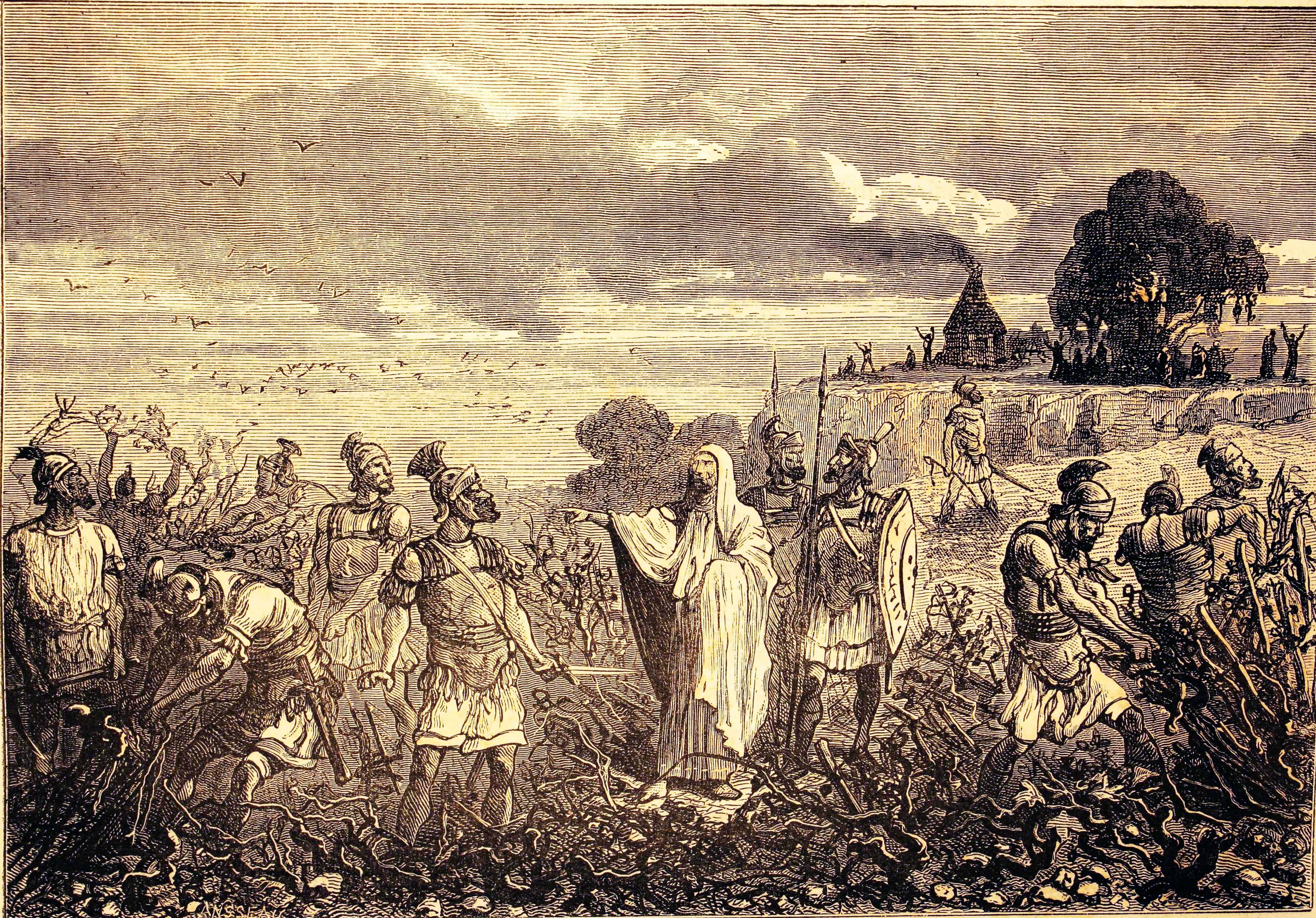
Sradicamento delle viti in Gallia per ordine di Domiziano

La viticoltura si allargò talmente da costringere l'imperatore romano Domiziano a fare promulgare nel 92 le prime leggi espressamente rivolte al vino, proibendo l'impianto di nuovi vigneti nella penisola italiana e facendo sradicare una buona metà di quelli presenti nelle province; questo per aumentare la produzione di grano, più necessario ma meno redditizio. La misura intrapresa fu ampiamente ignorata pur rimanendo nei codici fino alla sua abrogazione da parte di Marco Aurelio Probo nel 280.
La tecnologia vinicola migliorò notevolmente in questo periodo. Marco Vitruvio Pollione (I secolo a.C.) notò come gli ambienti di stoccaggio dei vini fossero appositamente costruiti guardando la direzione Nord "dal momento che non è mai soggetto a cambiamenti climatici notevoli, rimane anzi assai costante"; mentre speciali "fumaria" (camera di affumicatura) vennero sviluppati per accelerare o imitare l'invecchiamento.
Durante tutto questo periodo la vinificazione, ottenuta principalmente con uve nere, era priva di macerazione, pertanto i vini erano - come ai primi giorni dell'antichità - di colore chiaro. Il succo veniva generalmente raccolto dopo una semplice spremitura e la pressatura era immediata. I torchi vinari erano noti già da molto tempo ma costituivano dei macchinari pesanti e molto costosi, per cui ben poche cantine potevano permettersi di possederli. I più ricchi, meglio attrezzati, avrebbero potuto pressare dietro richiesta dei meno abbienti; ma dietro un pagamento ritenuto a volte troppo oneroso.
Ma il vino rosso è effettivamente esistito, le scoperte archeologiche lo hanno dimostrato. Uno dei pi grandi esperti mondiali di vini antichi, André Tchernia, nel corso degli anni 1970 è stato in grado di far recuperare un relitto al largo della Penisola di Giens sulla costa di Varo. Dopo aver datato il suo affondamento al 70-25 a.C. ha riferito: "sul relitto ho trovato molte anfore, ancora chiuse col loro doppio sigillo di sughero o pozzolana. Esse contengono un liquido che all'analisi è risultato essere vino, ma completamente decomposto. Per il resto il liquido era incolore e mischiato con acqua di mare. Al suo fondo si è depositato un fango rossastro che sembrava di finissima argilla. Era asciutto, un estratto di vino completamente separato dalla fase liquida".

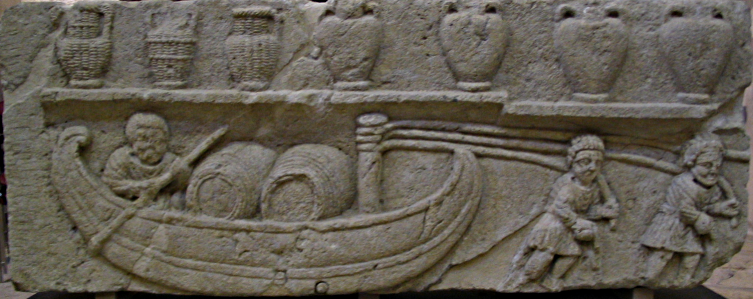
Trasporto di vino nella Gallia Aquitania romana: le anfore (sulla sommità) rimasero i tradizionali contenitori mediterranei, ma i Galli introdussero l'uso di barilotti

Furono create molte varietà diverse di uve e di tecniche di coltivazione. Le botti di legno inventate dai Galli e le bottiglie di vetro (opera dei siriaci) cominciarono a competere con le anfore fatte di terracotta per la conservazione e la spedizione. I luoghi di pressatura/pigiatura si diffusero come locali interni alla villa romana.
I Romani inventarono anche un precursore dei moderni sistemi di denominazione, poiché alcune regioni riuscirono a guadagnarsi una certa reputazione nella produzione di vino pregiato; il più famoso fu il Falerno bianco della zona di confine tra il Latium e la Campania antica, principalmente a causa della sua alta gradazione alcolica (all'incirca 15°). Si riconobbero tre denominazioni: il "Cauciniano Falerno" delle pendici più alte, il "Faustiano Falerno" del centro (così chiamato dal nome del suo proprietario Fausto Cornelio Silla, il figlio di Lucio Cornelio Silla) e il "Falerno generico" dei versanti inferiori e della pianura.
Le annate migliori crebbero in valore tramite l'invecchiamento ed ogni regione ne produceva diverse varietà; asciutto, dolce o leggero. Altri vini celebri furono Hadrianum di Atri sull'Adriatico, l'Albano dei Colli Albani e il Caecubano amato dal poeta Quinto Orazio Flacco e fatto estirpare da Nerone. Plinio il Vecchio avvertì che tali vini di "prima crescita" non venissero affumicati come quelli delle annate minori.
Forse mescolato con erbe e minerali, il vino venne anche fatto assumere per scopi medicinali. Il ceto sociale superiore avrebbe potuto anche far sciogliere una perla nel vino per poter ottenere una guarigione o un miglioramento nella salute. Cleopatra VII creò la propria imperitura leggenda promettendo a Marco Antonio di "bere il valore di un'intera provincia romana", dopo di che bevve una perla preziosa sciolta in una tazza da vino.
Plinio narra che dopo l'ascesa al potere di Augusto il Setinum divenne l'unico vino di corte in quanto solo questo tipo non causò un'indigestione all'imperatore. Altri vini tuttavia composero il quadro vinicolo del periodo: bianco, vermiglio o nero, il "vinum rubelum" ottenuto grazie ad una macerazione più lunga. Va infine anche notato il fatto che, messa da parte l'Italia, le uve siano state per secoli soprattutto nere.
Quando l'Impero Romano d'Occidente cadde, nel V secolo, l'intero territorio europeo entrò in un periodo di turbolenze sociali a seguito delle invasioni barbariche, con la Chiesa cattolica romana come unica struttura civile stabile; fu proprio tramite la Chiesa che la tecnologia vinicola e la viticoltura in generale, essenziali per la celebrazione della Messa, riuscirono a preservarsi intatte.

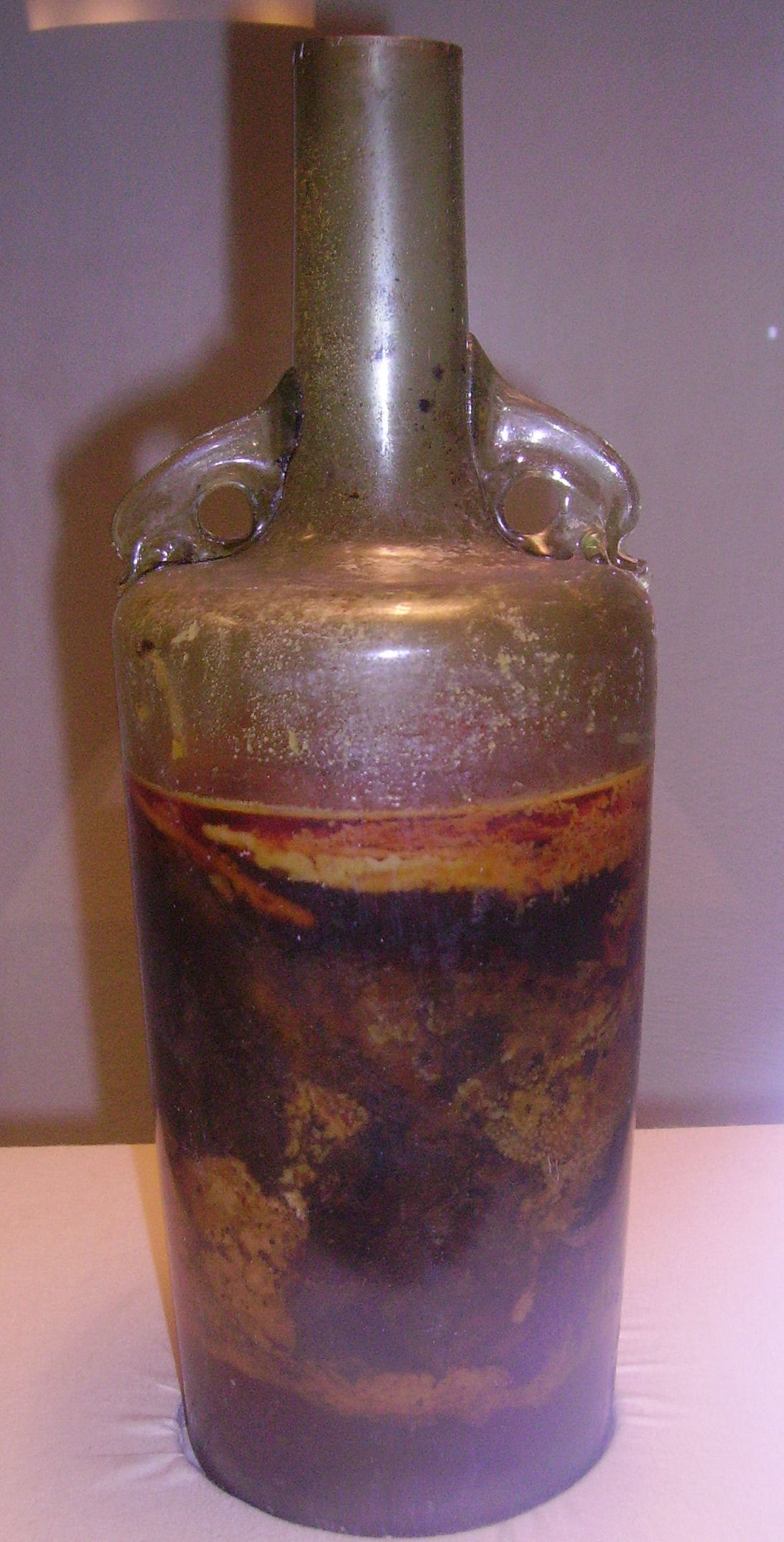
La più antica bottiglia di vino romano è stata rinvenuta a Spira

La più antica bottiglia sopravvissuta che ancora conteneva vino liquido, la "bottiglia di vino Speyer", apparteneva ad un nobile romano e risale al 325 o tutt'alpiù al 350.
L'istituzione ecclesiale mantenne all'interno delle proprie diocesi la cultura della vite e del vino, diffondendone la sua commercializzazione. Il vigneto si diffuse regolarmente in ampi strati del tessuto sociale europeo, aiutato in ciò dall'estendersi sempre più degli ordini monastici.

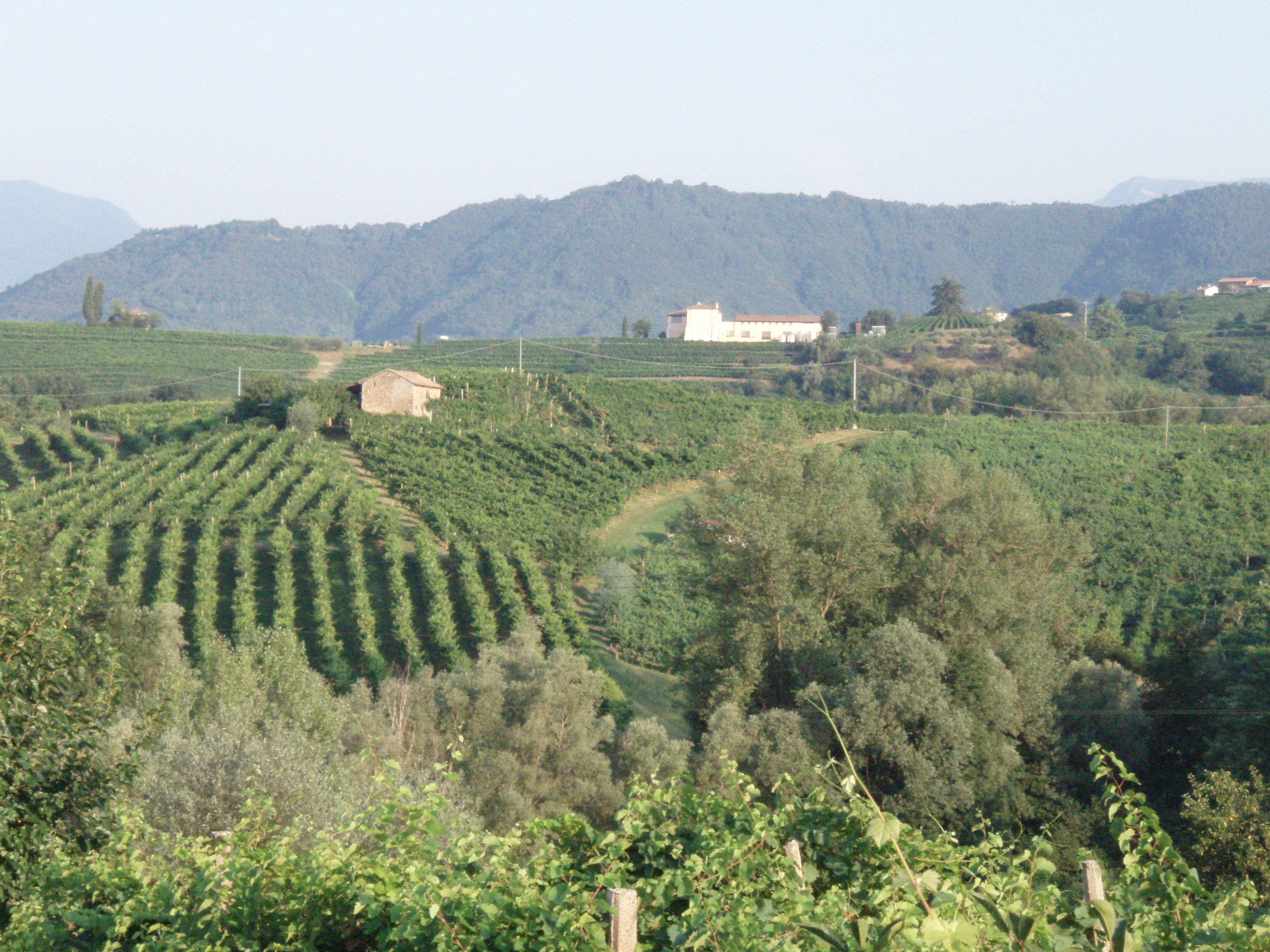
Vigneto a Valdobbiadene

## Medioevo
Dal IV secolo in poi il cristianesimo contribuì in maniera determinante al rafforzamento del valore attribuito al vino, assumendo le leve di comando all'interno di un impero romano ormai volto ad un'inesorabile consunzione. La liturgia dell'eucaristia sotto le due specie (pane e vino), praticata fino al XIII secolo, fu uno dei motori di mantenimento della tradizione viticola.
L'epoca medioevale vide anche un progresso nella qualità del vino; mentre quelli antichi erano quasi sempre tagliati con acqua e resi più gradevoli con l'uso di erbe e aromi, il vino nella forma in cui lo consumiamo ancor oggi appare precisamente nel Medioevo. L'espansione della civiltà cristiana è stata anche all'origine dell'espansione della viticoltura nel mondo.
Nell'800 Carlo Magno fece un'ordinanza per migliorare la qualità vinicola, in cui si afferma: "che i nostri amministratori sono responsabili delle nostre viti poste sotto il loro ministero, di farle lavorare bene, di mettere il vino in buoni piatti e di prendere ogni precauzione in modo che esso non sia rovinato in alcun modo". Ma gli autentici custodi della qualità risultarono essere i monaci, i quali perpetuarono la tradizione del vino; cattedrali e chiese furono proprietarie di vigneti, convertendo l'attività alla produzione del "vino da messa". I monaci gestirono vigneti monastici, aiutando nella creazione delle qualità oggi esistenti.

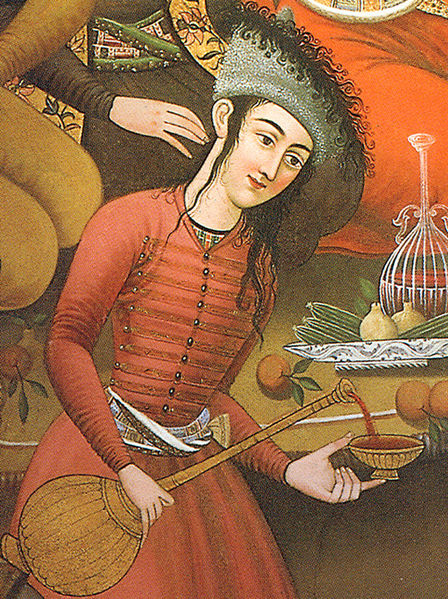
Il vino è stato un tema assiduamente frequentato nella poesia e letteratura persiana per secoli

### Medio Oriente
Nella penisola araba i vini vennero negoziati da mercanti aramaici, in quanto il clima locale non fu mai molto adatto alla coltivazione della vite. Molti altri tipi di bevande fermentate furono prodotti nel V e VI secolo, compresi i vini invecchiati e mielati.
L'espansione islamica del VII e VIII secolo portò molti territori del Vicino Oriente sotto il diretto controllo dei musulmani. Le bevande alcoliche furono proibite dalla nuova legge basata sul Corano, ma la produzione di alcol - in particolare il vino - sembra aver prosperato. Esso è stato l'oggetto principe del canto di un gran numero di poeti, anche sotto la dominazione del mondo islamico; molti califfi bevevano abitualmente alcolici nel corso dei loro incontri sociali e privati.
Gli ebrei residenti in territorio egiziano affittarono vigneti dai governi Fatimidi (909-1171) e Mamelucchi (1250-1517); produssero vino per uso sacramentale e medicinale e lo scambiarono con altri prodotti in tutto il Mar Mediterraneo orientale.
I monasteri cristiani presenti nel Levante e in Medio Oriente spesso coltivarono la vite, per poi distribuire le proprie annate in taverne situate dirimpetto e ai lati degli edifici religiosi. Anche i fedeli dello Zoroastrismo in Persia e Asia Centrale si impegnarono nella produzione di vino; pur non essendo noto granché del loro commercio, divennero assai noti per i loro locali di mescita.
Nella sua generalità il vino assunse un ruolo d'industria commerciale proprio durante il Medioevo nel Vicino e Medio Oriente, in quanto materia prima nel corso dei procedimenti di distillazione da parte degli studiosi musulmani d'Alchimia volti a realizzare la Magnum Opus; riuscirono a produrre un etanolo relativamente puro, da utilizzare per lo più nell'industria della profumeria. Fu in questo periodo che il vino venne per la prima volta distillato in brandy.

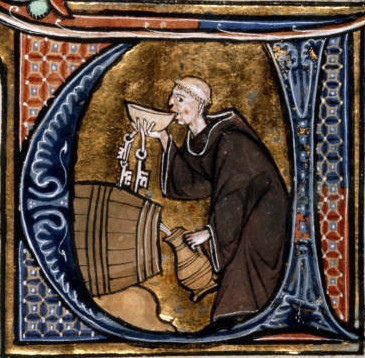
Cantina monastica per la degustazione del vino. Li Livres dou Santé, manoscritto francese della fine del XIII secolo

### Continente europeo
(Pesach: What We Eat and Why We Eat It, Project Genesis)

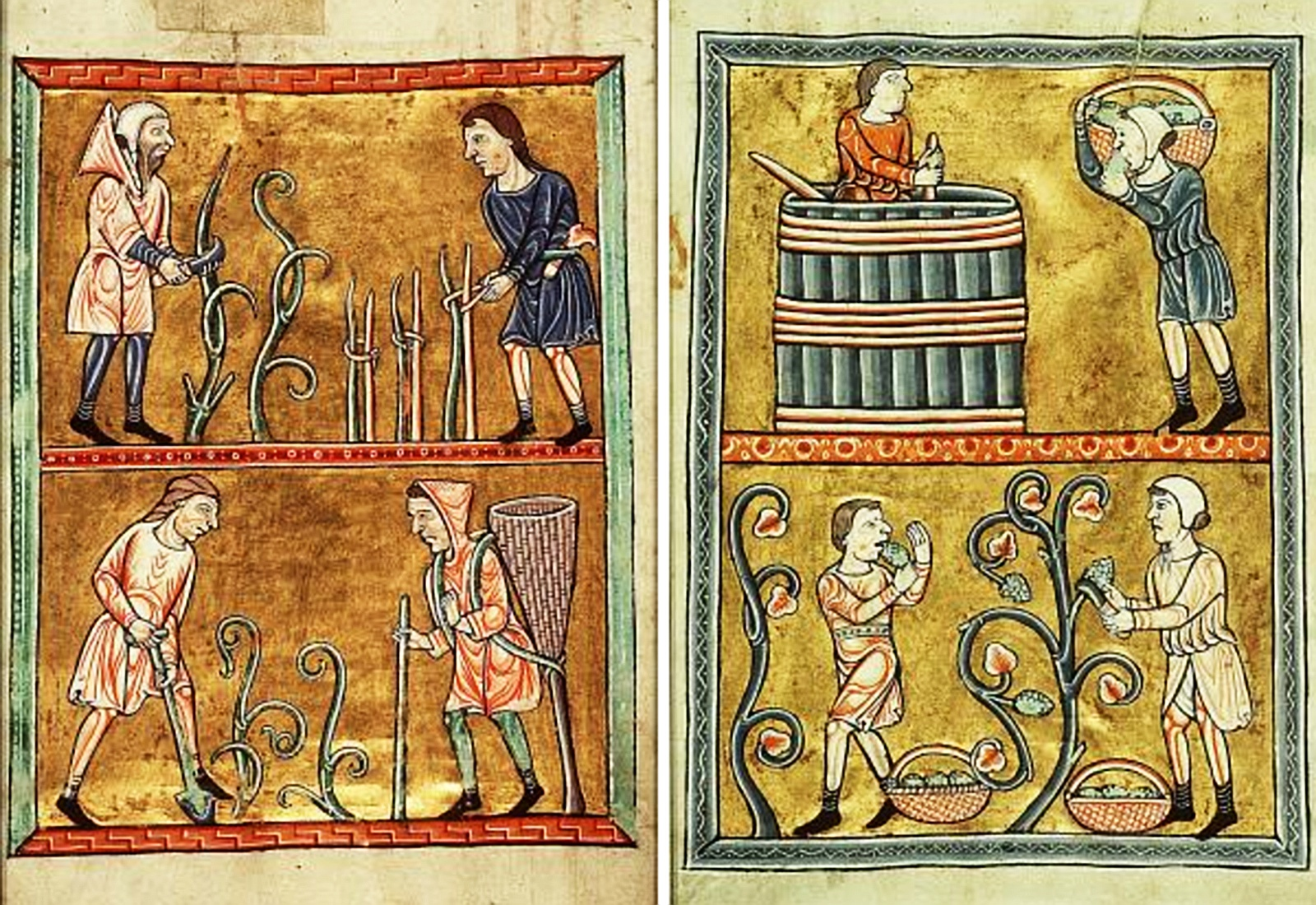
Illustrazione del lavoro dei vignaiuoli in un manoscritto del XII secolo

Per tutta l'epoca medioevale il vino risultò essere la bevanda comune di tutte le classi sociali dell'Europa meridionale, regione in cui si coltivarono assiduamente le uve. Nell'Europa settentrionale e nell'Europa orientale, dove in pochi produssero uva, birra e Ale furono le bevande abituali sia del popolo che della nobiltà. Nelle regioni Nordiche il vino venne importato, ma a causa della spesa necessaria relativamente elevata fu raramente consumato dalle classi inferiori.
Tuttavia, poiché il vino rimaneva una necessità per poter celebrare la Messa cattolica, assicurarsene la regolare fornitura diventò cruciale. Nella Francia medievale e nel Sacro Romano Impero i monaci dell'Ordine di San Benedetto (VI secolo) diventarono presto tra i maggiori produttori di vino, seguiti da presso dall'Ordine cistercense (fine XI secolo). Ma anche altri ordini, come l'Ordine certosino (XI secolo), i Cavalieri templari (XII-XIV secolo) e l'Ordine della Beata Vergine del Monte Carmelo (i Carmelitani, XII secolo) sia prima che dopo l'avvio della Storia moderna (XV secolo) rimasero dei notevoli produttori di vino.
Alla fine del X secolo Bordeaux, praticamente l'unica regione viticola francese che non era passata sotto la diretta influenza ecclesiale, cominciò a svilupparsi. Il ducato di Aquitania, unito alla corona inglese, riempì le flotte d'oltremanica di Clairet, vino di cui gl'inglesi s'appassionarono. Il vigneto di Bordeaux ebbe un decisivo incremento verso la fine del XII secolo.
Mentre all'inizio di quello stesso secolo si tenne un atto importante per i vigneti della Champagne, la stipulazione del "Documento di Champagne" (Grande charte champenoise) tramite il quale Guglielmo di Champeaux - vescovo di Châlons-en-Champagne - confermò il dominio agricolo in generale e viticolo in particolare della vicina abbazia "Saint-Pierre-aux-Monts". Questo viene considerato l'atto fondativo della vigna di Champagne.

Viticoltura monastica

I Benedettini in special modo possedettero ampie distese di vigneti, oltre che nella Champagne (Pierre Pérignon, a cui si attribuisce l'invenzione del Dom Pérignon, nel XVII secolo fu uno di loro) anche in Borgogna in terra francese e a Rheingau nella Provincia di Franconia. I monaci medievali fecero della vinificazione il loro settore mercantile primario, arrivando a produrre tanto vino da spedirlo in ogni angolo d'Europa per usi secolari. Nel regno del Portogallo, uno dei paesi di più antica tradizione vinicola, venne creato il primo sistema di denominazione del mondo.
Gradualmente i gusti si evolvettero e certi vini cominciarono ad essere trascurati a favore di tipi più chiari e leggeri. Il prodotto divenne oggetto di una vera e propria battaglia commerciale attraverso cui i diversi vini affermarono la propria personalità; anche se risulta difficoltoso immaginare quale potesse essere il gusto del vino medioevale si può di certo assumere il punto di vista che le tecniche dei vini correnti sono rimaste assai prossime; la prima classifica mai effettuata si svolse nel 1224 e fu dedicata a vigneti a tutt'oggi conosciuti.
La Francia medievale si mantenne la principale esportatrice di vino; Parigi e l'Île-de-France ospiratono i più vasti vigneti del regno, rifornendo le città che rappresentavano le principali consumatrici. Il vino rosso sviluppato in territorio francese si estese successivamente nell'Europa occidentale a partire dal XIV secolo; difatti fino a quel momento i vini maggiormente apprezzati erano stati i bianchi e i rosé.
Il ruolo svolto dalla corte papale di Avignone (durante la Cattività avignonese) nella mutazione del gusto fu essenziale; il Borgogna scendeva più facilmente verso Sud grazie alla doppia via fluviale Saona/Rodano, mentre per raggiungere Parigi dovette attraversare la costa via carro fino a Cravant e da qui percorrere l'Yonne.
Il commercio marittimo del vino acquisì una notevole importanza economica nel XIV secolo nella parte europea occidentale; la Guascogna, Aunis e Saintonge inviarono i loro vini alle Fiandre, la Guienna in Occitania commerciò invece con l'Inghilterra. Dalla metà del XIV secolo, durante la guerra dei cent'anni, quasi 200 navi mercantili scambiarono vino tra Londra e Bordeaux.
Jofroi di Waterford, traduttore appartenente all'Ordine dei domenicani, nel XIII secolo scrisse un catalogo di tutti i tipi di vino conosciuti allora in Europa, descrivendoli con grande partecipazione di sentimento e raccomandandoli caldamente ad accademici e consiglieri. Rashi (XI secolo), un rabbino francese medievale (chiamato "Padre" di tutti i successivi commenti del Talmud e della Tanakh, si guadagnò da vivere come viticoltore.

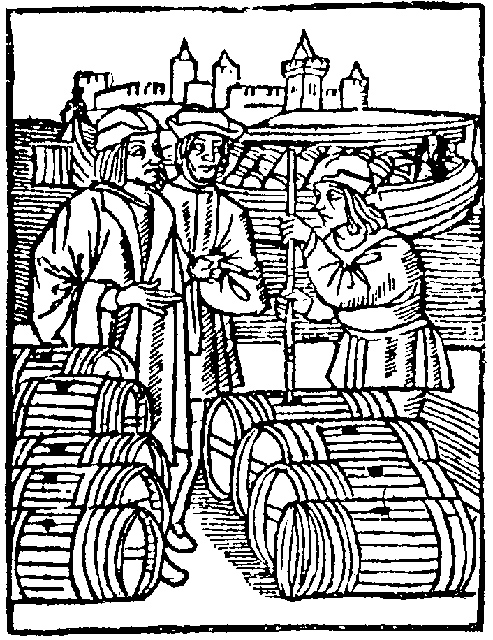
Mercanti di vino a Bordeaux nel XV secolo

Nel 1435 il Signore della Contea di Katzenelnbogen Giovanni IV, ricco membro della nobiltà del "Sacro Romano Impero" presso Francoforte, fu il primo a piantare e coltivare la varietà Riesling la quale divenne presto la più importante uva tedesca.
Una casalinga della classe mercantile o un servo in un'abitazione nobile avrebbe servito del buon vino ad ogni pasto, facendo già una selezione tra rossi e bianchi. Alcune tra le ricette d'Idromele nate in quest'epoca sono ancora oggi in uso, ad esempio la speziatura e mascheratura dei sapori, assieme al semplice atto d'aggiungervi una piccola quantità di miele.
Poiché i vini si conservavano in gran parte in botti non facevano in tempo ad invecchiare molto ed anzi erano bevuti piuttosto giovani. Per compensare gli effetti di un consumo elevato, vennero spesso mescolati in un rapporto di 4 o 5 parti d'acqua per una di vino.
Una delle applicazioni medievali del vino fu l'uso di "pietre di serpente" (l'agata i cui disegni erano del tutto simili ai colori delle figure anellari di serpenti) sciolte nel vino in qualità di rimedio contro i morsi dei serpenti velenosi; il che dimostra una comprensione precoce degli effetti dell'alcol sul sistema nervoso centrale in tali situazioni.

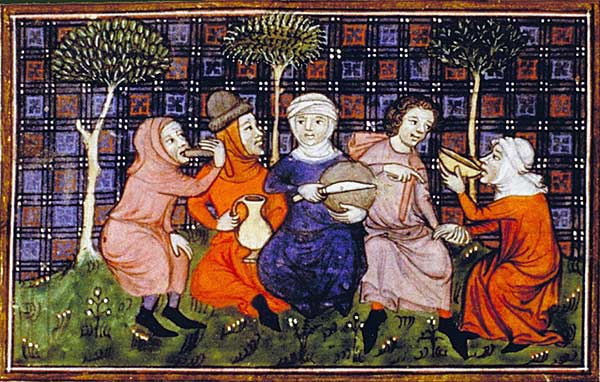
Nel corso del Basso Medioevo vi fu un'alta consumazione di vino

Durante la seconda metà del XVI secolo le crisi socio-politiche cicliche influenzarono la coltivazione della vite. Durante la carestia del 1566 Carlo IX di Francia ordinò lo sradicamento dei vigneti francesi per potervi seminare il grano. Questo editto fu fatto annullare sotto il regno di Enrico III di Francia (1574-79); il sovrano raccomandò quindi ai governatori provinciali di far controllare che l'aratura non venisse trascurata nelle loro circoscrizioni a favore della coltivazione eccessiva della vite.

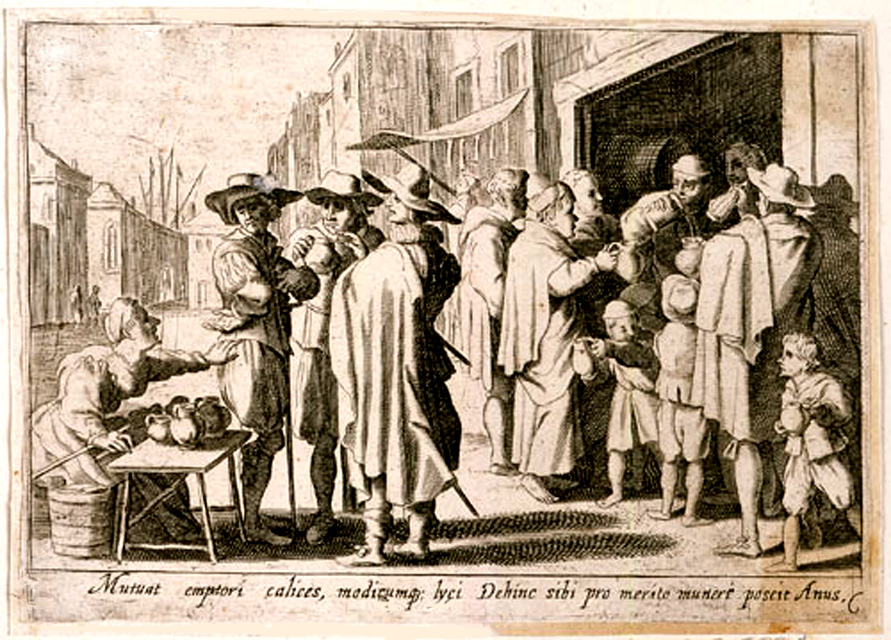
Una taverna nelle Fiandre

Il vino si commercializzò in botti tra le diverse province o Stati e venne venduto al dettaglio presso la taverna; una scopa, una corona d'alloro o foglie di vite (pampini) intrecciate poste sopra una porta indicarono che si poteva acquistare o bere vino all'interno. Il prezzo era annunciato a gran voce all'ingresso da un dipendente il quale invitava i passanti alla degustazione del vino novello.
Qualsiasi proprietario di vigneti ebbe la possibilità di far aprire una propria taverna dietro pagamento di una tassa, potendosi in tal modo liberare dell'eccedenza nelle sue cantine. Ciò fu particolarmente vero per il clero e i monaci; come alla nobiltà, anche a loro venne permesso di vendere i vini al dettaglio e questo senza che nessun altro potesse competere con loro. Un tale diritto feudale, denominato "banvin", rimarrà in vigore fino al XVII secolo inoltrato.

## Era moderna
Fino al XVII secolo il vino rimase l'unica bevanda prodotta massicciamente secondo una tradizione consolidata. Solo con l'aumento della quota della birra nordeuropea e dalle importazioni coloniali di tè, caffè e cioccolata si vide l'affermarsi di nuove abitudini.

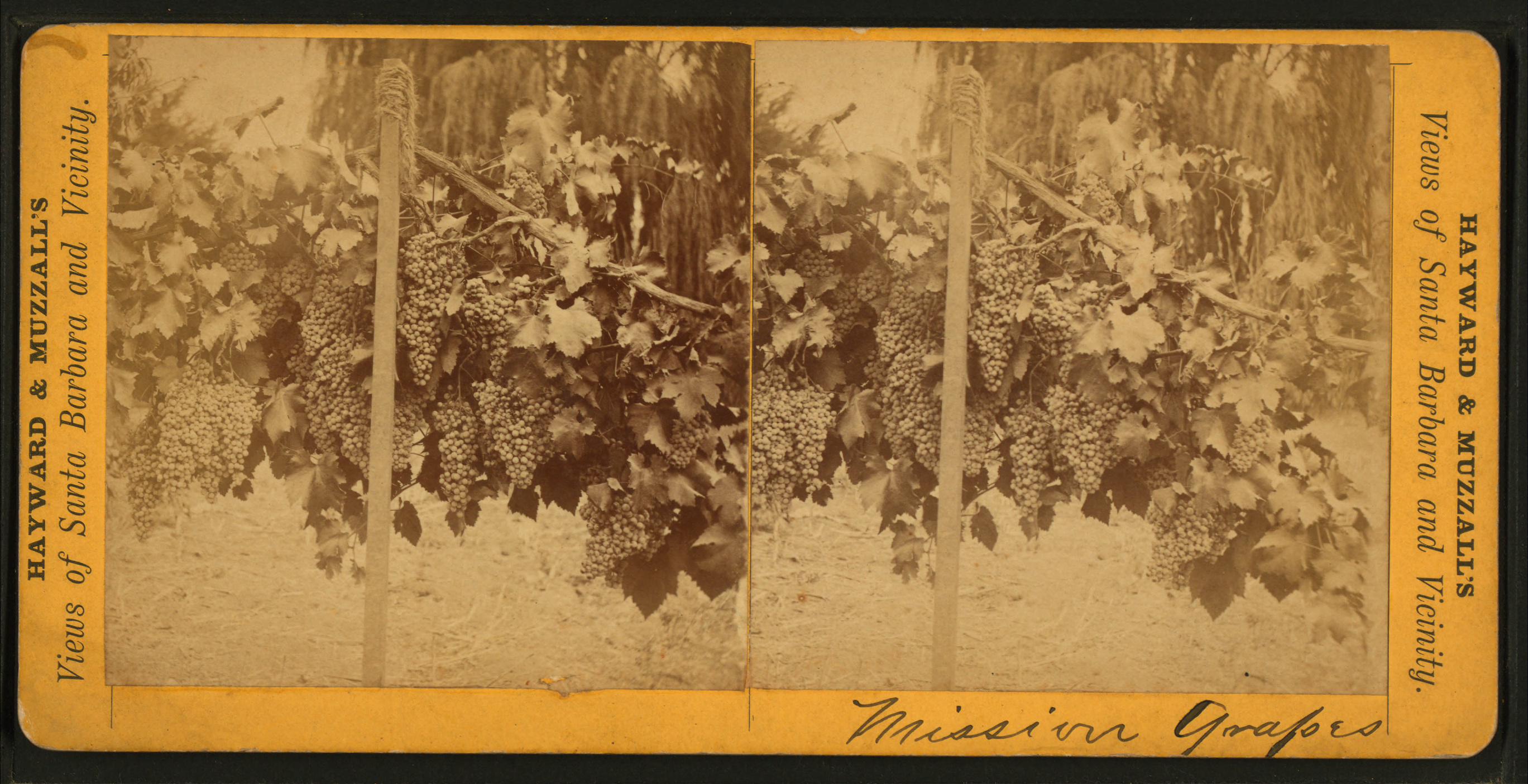
Foto di "uva missione" a Santa Barbara nel 1875

### Diffusione nelle Americhe
La colonizzazione europea delle Americhe causò una rapida espansione del vigneto, fin quasi a raddoppiare la sua resa. In particolare la colonizzazione spagnola delle Americhe fu una conquista la quale si concentrò preminentemente sulla diffusione del cristianesimo, da sempre accompagnato in tutta l'America Latina dall'espansione dl vigneto. Rimangono tracce di viticoltura nella cordigliera delle Ande tra il Cile centrale e l'Argentina; il dispiegarsi di un'industria del vino in questi paesi è dovuto alle varietà di Bordeaux introdotte nel territorio cileno già a metà del XVI secolo.
Le varietà di vini europei vennero per la prima volta importati dai conquistadores nel Vicereame della Nuova Spagna, questo per provvedere alle necessità liturgiche. Cominciò ad essere coltivato nelle missioni coloniali una specie nota come "uva missione", che ancor oggi viene piantata in piccole quantità. Successivamente le ondate di immigrazione di italiani, francesi e tedeschi portarono con sé anche i propri vini, dal sapore nettamente differente rispetto a quelli nativi; cominciarono quindi a produrli.
Il territorio messicano sotto la dominazione spagnola fu il più grande produttore dall'inizio del XVI secolo, estendendone sempre più la commercializzazione; in un tale clima di competizione i sovrani spagnoli ordinarono una sempre maggior produzione di vigneti in vere e proprie piantagioni.

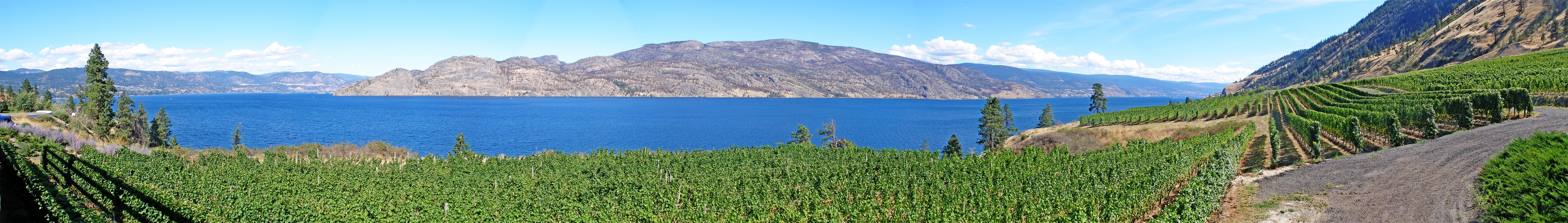
Tipico paesaggio a viticoltura nella valle lungo il Lago Okanagan

Nell'America settentrionale la Vitis esistette già allo stato selvatico, particolarmente nella parte orientale corrispondente all'attuale Virginia, ma anche in Canada sotto orma di viti arrotolate come liane attorno agli alberi. Questa varietà denominata Vitis riparia possiede frutti commestibili e presenta un minimo potenziale vinicolo, a differenza della Vitis vinifera europea.
Alcune congregazioni missionarie come la Compagnia del Gesù e l'ordine dei Frati minori recolletti canadesi cercarono più volte d'ottenere il vino da quei "Lambruschi selvatici" locale, ma tali tentativi - rivelatisi del tutto fallimentari - vennero abbandonati già alla fine del XVII secolo. Piante europee furono importate e innestate sulla East Coast, ma non resistettero alle malattie locali della vite. È nel corso del XVIII secolo che la viticoltura californiana si ampliò di buon grado sotto l'impulso dell'Ordine dei Frati Minori.
Sulle sponde canadesi la regione dei Grandi Laghi risultò essere la più adatta per l'acclimatazione della vite; alcune varietà europee impiantate attorno alla metà del XVIII secolo crescono ancora ai tempi nostri. Nel corso della devastazione compiuta dalla Daktulosphaira vitifoliae nella seconda metà del XIX secolo, si venne a scoprire che i vitigni nativi erano immuni dal parassita; un ibrido franco-americano venne fatto crescere e riportato nel continente europeo.
La pratica di unire le vigne americane a quelle europee con l'intento di proteggere i vigneti dall'insetto continua fino ad oggi in tutte quelle zone che hanno la possibilità di venire colpite. Gli ibridi francesi vennero introdotti negli anni 1930 e già nel 1939 l'importatore Frank Schoonmaker lanciò l'idea dei vini mono-varietali, ottenuti cioè da una singola varietà di uva; un prodotto che renderà velocemente celebre l'intera viticoltura del Nuovo Mondo.
L'attuale vino americano viene spesso associato con l'Argentina, la California e il Cile, tutti produttori di un'ampia varietà di vini; da quello economico in brocca fino a quello di alta qualità sorto da miscele create dai grandi proprietari privati. La maggior parte della viticoltura e della vinificazione americana si basa su specie antiche di uve e molte regioni viticole hanno spesso adottato viti che si sono col tempo sempre più identificate con certi luoghi.

Durante il periodo del proibizionismo tutte le rivendite di vino furono interdette. Foto di John Vachon

Il "Zifandel" (vedi Primitivo) californiano della Croazia e dell'Italia meridionale, il "Malbec" argentino e il Carménère cileno (entrambi di provenienza francese) sono tra gli esempi più noti. La produzione nordamericana, risultata relativamente ampia durante il XIX secolo s'interruppe di colpo all'inizio del XX con l'introduzione del proibizionismo (1919); l'attività riprese al termine del periodo detto "della temperanza" nel 1933. L'esperienza incoraggiò i viticoltori americani ad impegnarsi nella produzione di vini di qualità.
Fino all'ultima metà del XX secolo il vino americano è - nella generalità dei casi - sempre stato considerato come inferiore rispetto a quello europeo. Tuttavia con la competizione vinicola organizzata a Parigi nel 1976 il prodotto d'oltreoceano ha ottenuto del tutto a sorpresa il favore dei degustatori; da allora ha cominciato a raccogliere il rispetto nella terra delle origini del vino. L'industria statunitense del vino si è sviluppata particolarmente proprio dagli anni 1970 grazie alle nuove tecnologie.

### Evoluzione europea
Alla fine del XIX secolo la Phylloxera (Daktulosphaira vitifoliae) ha causato una diffusa distruzione delle viti, da cui la vita e produzione di vino dipendeva in larga parte; le ripercussioni furono di vasta portata e compresero la perdita di molte varietà indigene. Le lezioni apprese dall'infestazione portarono alla trasformazione positiva dell'industria vinicola del vecchio continente; i vigneti difettosi vennero sradicati e le loro terre si trasformarono per usi migliori. Ad esempio alcuni dei tipi migliori di burro e formaggio francese vengono ancor oggi prodotti da mucche al pascolo nel dipartimento di Charente, precedentemente ricoperto dalla vite.
Furono anche standardizzate le cuvée, importanti nella creazione di alcuni vitigni così come sono conosciuti ai giorni nostri; Champagne e Bordeaux finalmente raggiunsero i mix di uva che ora li definiscono. Nella penisola balcanica, dove la Phylloxera aveva avuto un ben scarso impatto, le varietà locali sono riuscite a sopravvivere; tuttavia l'irregolare transizione dall'occupazione da parte dell'impero ottomano ha significato la graduale trasformazione di molti vigneti locali. È solo in tempi recenti che le Specie locale hanno ottenuto il loro giusto riconoscimento oltre i mercati di massa, com'è accaduto con vini come il Retsina.
La fine del XX secolo è stata caratterizzata dalla concorrenza dei paesi tradizionalmente esportatori (Francia e Italia) i quali hanno favorito i propri vini locali e dai paesi del mondo anglosassone, orientati piuttosto in direzione dei vini mono-varietà (chiamati anche vini tecnologici).

### Australia, Nuova Zelanda e Sudafrica
In un contesto enologico l'Australia, la Nuova Zelanda e il Sudafrica - oltre ad altri paesi senza una radicata tradizione vinaria - vengono considerati nuovi produttori mondiali. La viticoltura iniziò nell'allora provincia del Capo già a partire dagli anni 1680 in qualità di attività sostitutiva per il rifornimento delle navi in transito, anche se le tracce attestate di una primitiva viticoltura si possono far risalire al 1659 ad opera dei primi coloni dell'impero olandese.
La Prima Flotta australiana (1788) ha prodotto la talea delle viti originatesi in territorio sudafricano, anche se le prime coltivazioni fallirono e i vigneti pienamente riusciti vennero istituiti solo all'inizio del XIX secolo.
Fino al termine del XX secolo il prodotto di questi paesi non era ben noto al di fuori dei piccoli mercati d'esportazione. L'Australia ha esportato principalmente nel Regno Unito; la Nuova Zelanda ha mantenuto la maggior parte del proprio vino per il consumo interno; il Sudafrica è stato spesso isolato da mercato mondiale a causa dell'apartheid. Tuttavia con l'aumento della meccanizzazione agraria e dei progressi scientifici nell'ambito della vinificazione, questi paesi hanno iniziato a farsi notare per il loro vino di alta qualità.
Notevole eccezione a questo quadro generale venne rappresentata dalla provincia del Capo la quale fu la più grande esportatrice nel continente europeo durante il XVIII secolo.

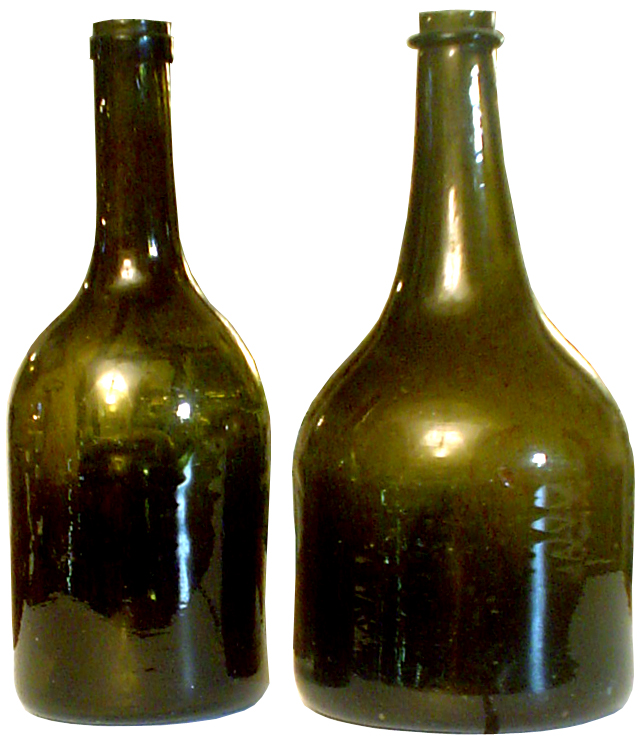
Bottiglie di vino del XVIII secolo

### Invenzione della bottiglia moderna
Il vino europeo, minacciato dal sopraggiungere di queste nuove varietà dal Nuovo Mondo, riconquistò il suo ruolo prevalente con l'invenzione della bottiglia e il suo rapido sviluppo. I primi "vin de gards" (un vino che può invecchiare diversi anni in cantina migliorandosi) conferirono al commercio vinicolo un nuovo respiro. Il "castello Haut-Brion", lungo la riva sinistra della Garonna, fu il primo a introdurre nel mercato un "vino di riserva" per il quale venne fatta una selezione durante la vendemmia e garantendone così una certa qualità.
Nel 1649 Arnaud III de Pontac divenne il proprietario di Haut-Brion; quattro anni dopo fu il primo presidente del consiglio parlamentare di Bordeaux, facendo così raggiungere alla propria famiglia il suo apogeo. Egli sviluppò raffinate tecniche di conservazione, come l'"Ouillage" (azione di riempimento periodica attraverso il "foro di taglio" progettato per mantenere il massimo livello nei fusti) e il "Soutirage"/ritiro (tecnica consistente nel cambiare contenitore, in particolare per rimuovere le particelle che si sono depositate sul fondo): ciò gli consentì di far invecchiare i suoi vini e scoprire le virtù del terroir.
Cominciò a realizzare anche un tipo di vino rosso denominato "New French Claret" dai consumatori inglesi; esso, per la prima volta,, migliorerà invecchiando e ciò imporrà lo stile dei grandi vini rossi moderni. Il Libro delle cantine di Carlo II d'Inghilterra ha confermato la presenza di bottiglie "Hobrioro" nella mensa reale già nel 1660; egli avrebbe preso atto di questo vino rinnovato alla corte di re Luigi XIV di Francia durante i suoi anni di esilio. È molto probabile che un tale riferimento storico provi che l'"Haut-Brion" sia stato il marchio di lusso maggiormente conosciuto ai suoi tempi.
L'imbottiglamento rimase per lo più una questione inerente ai vantaggi derivati. Un secolo dopo il marchese Henri Pascal de Rochegude, proprietario di un vigneto a Bédoin, condusse il primo imbottigliamento nel 1779 nella bassa valle del Rodano; il suo vino invecchiato di 8 anni fu destinato alla Marine royale stanziata a Tolone e ai parlamentari di Grenoble e Aix-en-Provence.

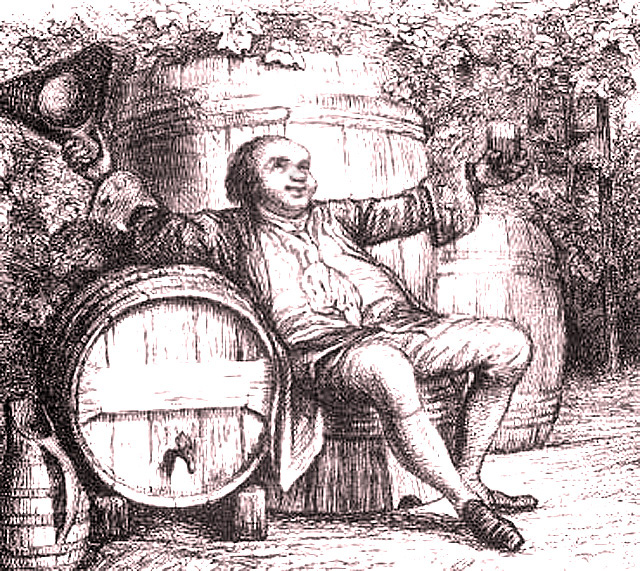
La rivoluzione francese ristabilì la libertà della viticoltura

Mentre la vigna si estese in tutto il mondo la viticoltura europea, ed in particolare quella francese, visse una serie di problemi. Nel 1731 Luigi XV di Francia interdisse le nuove piantagioni al fine di regolare la produzione di vini mediocri, ad eccezione dei "Terroir" in grado di dare vini di qualità. La rivoluzione francese, ripristinando la libertà della coltura e ponendo termine alle proprietà della Chiesa facendole distribuire al popolo, sconvolgerà profondamente il paesaggio francese della viticoltura.
I vigneti e il vino divennero centri di attività importanti, in particolar modo nell'Europa meridionale, dove giunsero ad occupare fino all'80% della popolazione attiva nella penisola italiana. La rivoluzione industriale del XIX secolo, promuovendo lo sviluppo dei trasporti, faciliterà notevolmente il flusso delle merci e permetterà di conseguenza anche lo sviluppo del settore vinario, creando la supremazia dei vini del Sud europeo.

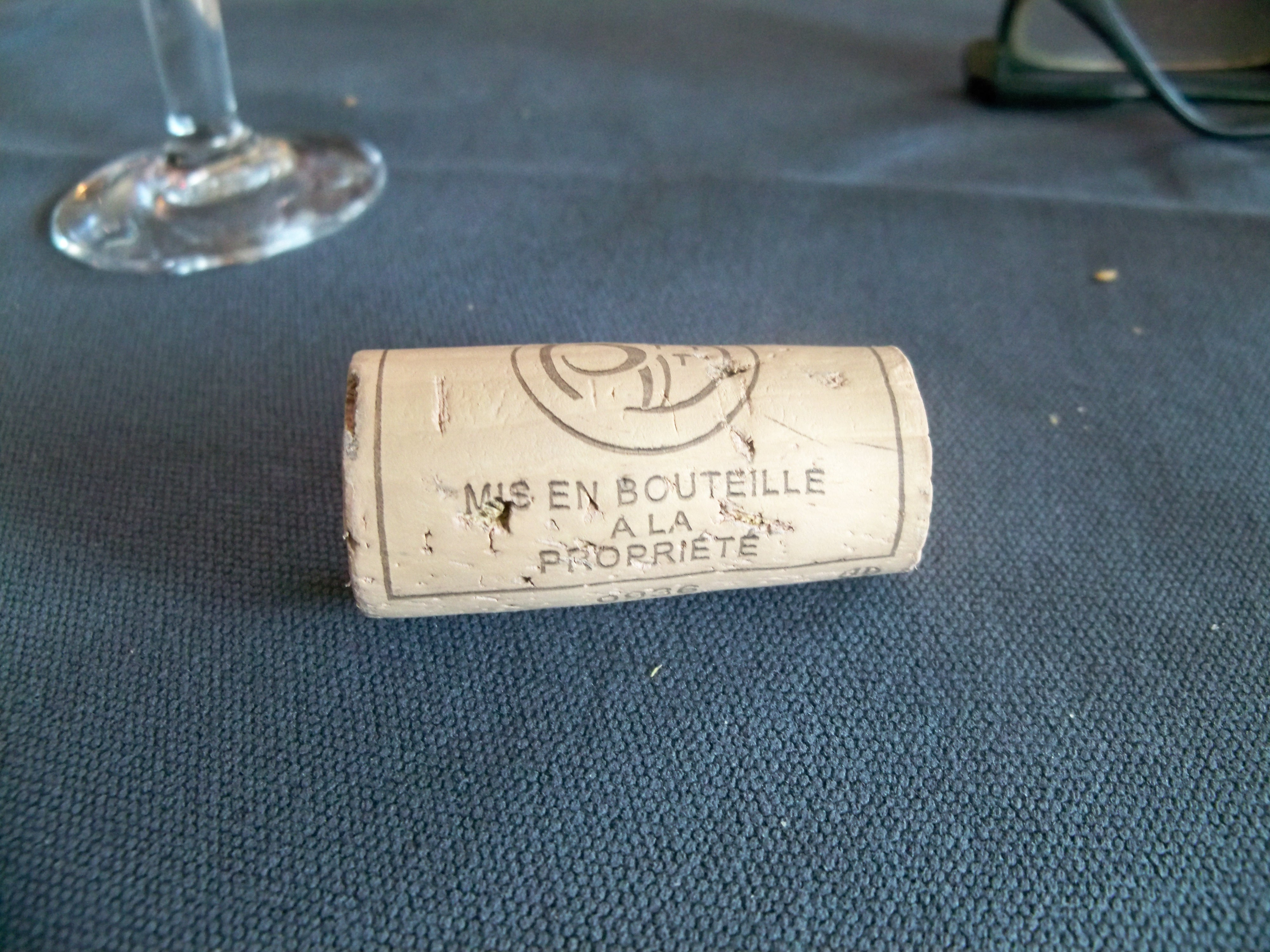
Un tappo di sughero

### Utilizzo generalizzato del sughero
Il tappo di sughero è un accessorio che permette di isolare il volume della bottiglia per evitare che il liquido si riversi o evapori. Tuttavia il rapporto tra vino e aria richiede sottigliezza; il tappo deve fare da filtro/polmone, consentendo una circolazione di gas tra il vino e l'ambiente esterno. A seconda che questo scambio sia più o meno equilibrato il vino invecchia meglio o peggio. Un tappo corto e poroso consente scambi semplici e attiva l'invecchiamento. Per i grandi vini da conservare per lungo tempo nelle migliori condizioni vengono utilizzati tappi lunghi di prima qualità.
In realtà il vino non abbisogna di questa micro-respirazione attraverso il tappo per evolvere bene attraverso procedimenti di ossidoriduzione. I lavori dell'enologo Émile Peynaud e del professor Pascal Ribereau-Gayon hanno potuto dimostrare negli anni 1960 che il vino si è evoluto tramite l'ossigeno contenuto in esso; tra quello dissolto nell'alcol e quello contenuto nello spazio tra la parte superiore del vino e il fondo del sughero.
D'altra parte proprio la flessibilità è una delle qualità essenziali del sughero; così, dopo che il tappo è stato compresso esso deve rigonfiarsi per poter sigillare il collo della bottiglia nella maniera più corretta possibile.